# Lista de alimentos desidratados

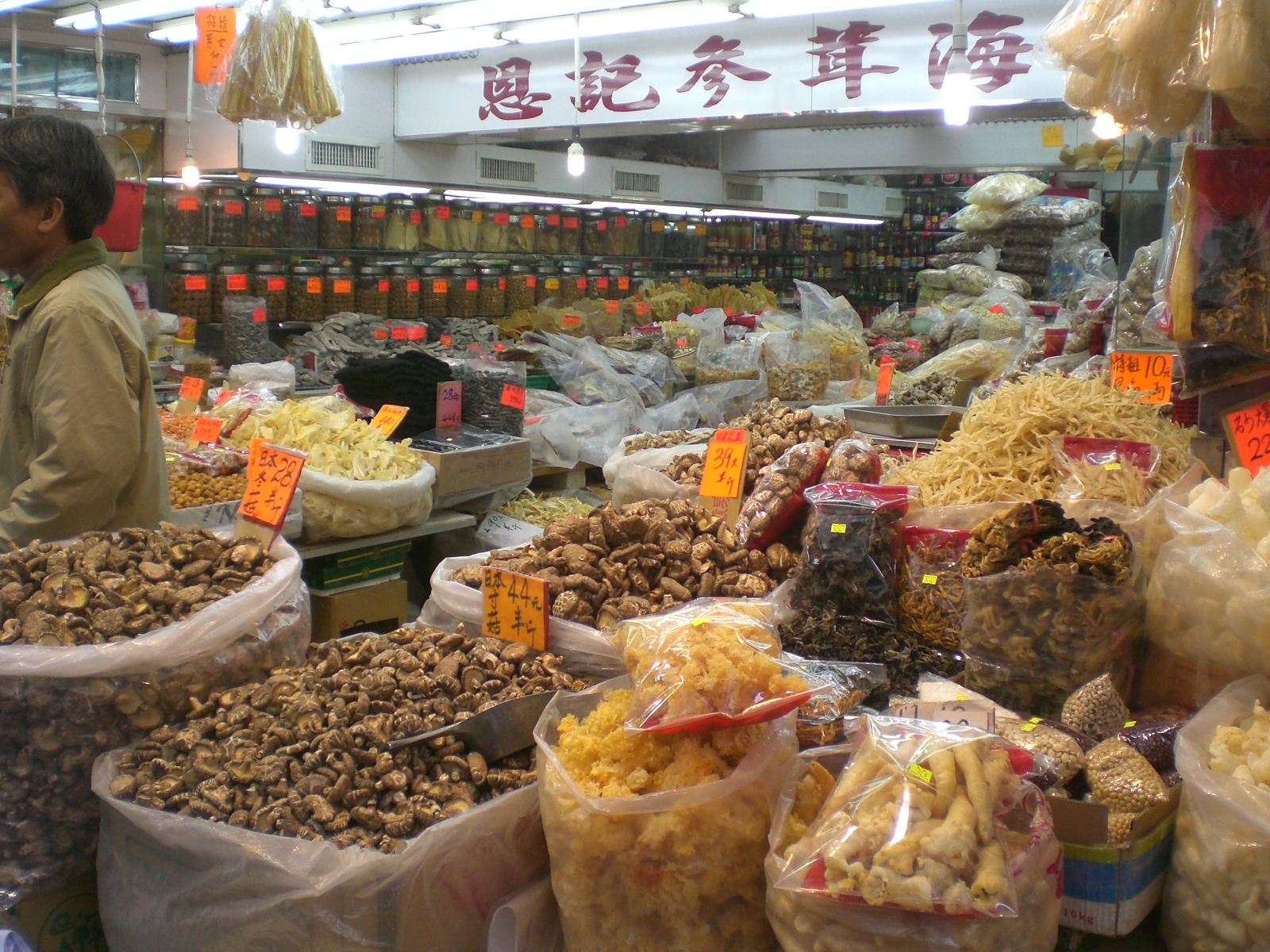
Vários alimentos secos em uma loja de alimentos secos

Esta é uma lista de alimentos desidratados (secos). A secagem de alimentos é um método de preservação de alimentos que funciona removendo a água dos alimentos, o que inibe o crescimento de bactérias, e tem sido praticada em todo o mundo desde os tempos antigos para preservar os alimentos. Onde ou quando a desidratação como técnica de preservação de alimentos foi inventada se perdeu no tempo, mas a prática mais antiga conhecida de secagem de alimentos é de 12.000 a.C. por habitantes do moderno Oriente Médio e da Ásia.

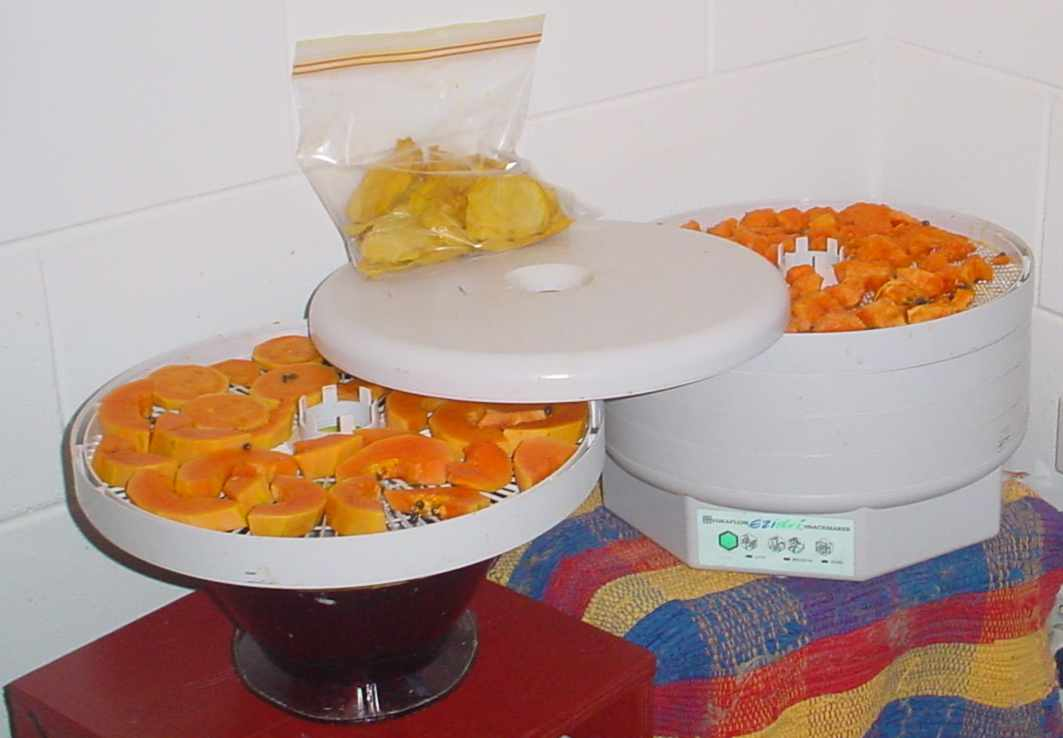
Um desidratador elétrico de alimentos com fatias de manga e mamão sendo secas.

## Alimentos secos

### Alimentos processados

#### A
- Água-viva comestível - geralmente é curada com sal, criando um produto final seco.[2][3]
- Farinha de aveia instantânea - é aveia cozida, seca e reconstituída com água quente.

#### B
- Barra de cereais - é uma massa prensada de grãos, nozes e frutas que pode substituir as refeições. São uma importante fonte de energia alimentar para circunstâncias em que o preparo de uma refeição é inconveniente.

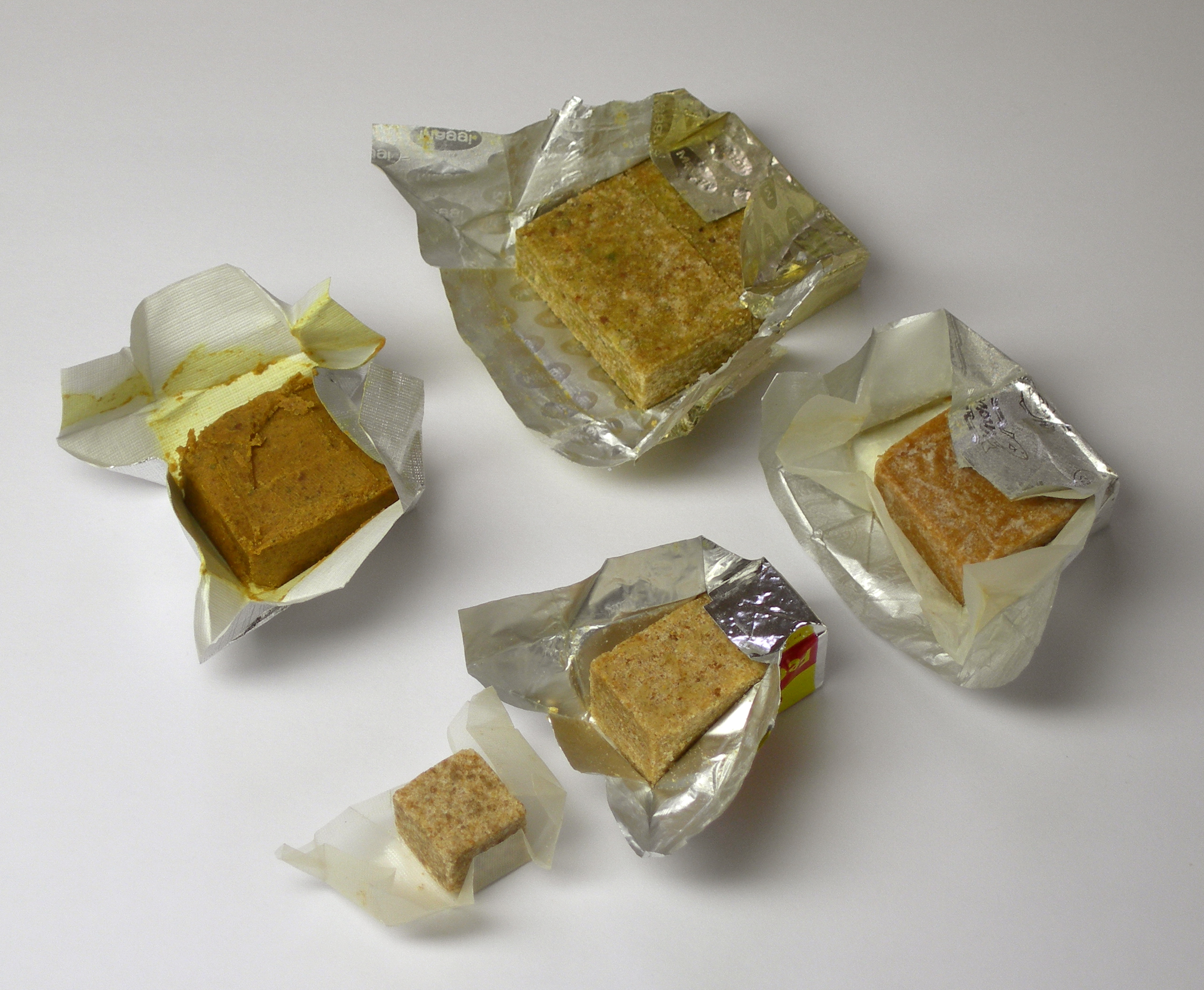
Vários cubos de caldo de carne

#### C
- Café solúvel (instantâneo)- é uma bebida proveniente de café moído desidratado. O café solúvel é preparado comercialmente por liofilização ou secagem por spray, após o que pode ser reidratado. O café instantâneo também é fabricado em uma forma líquida concentrada.[4]
- Caldo em cubo - é um caldo desidratado (bouillon em francês) ou caldo formado em um pequeno cubo com cerca de 15 mm de largura. Normalmente, é feito desidratando vegetais, caldo de carne, uma pequena porção de gordura, sal e temperos, e moldando-os em um pequeno cubo. Também são feitos tipos vegetarianos e veganos.
- Chá solúvel - é uma mistura em pó à qual se adiciona água para reconstituí-la em uma xícara de chá.[5]
- Creme para café não lácteo - é uma substância líquida ou granular destinada a substituir o leite ou o creme como aditivo ao café ou a outras bebidas.[6]

#### F
- Fermento de pão- usado como agente fermentador em alimentos assados, como pães, bolos e tortas.

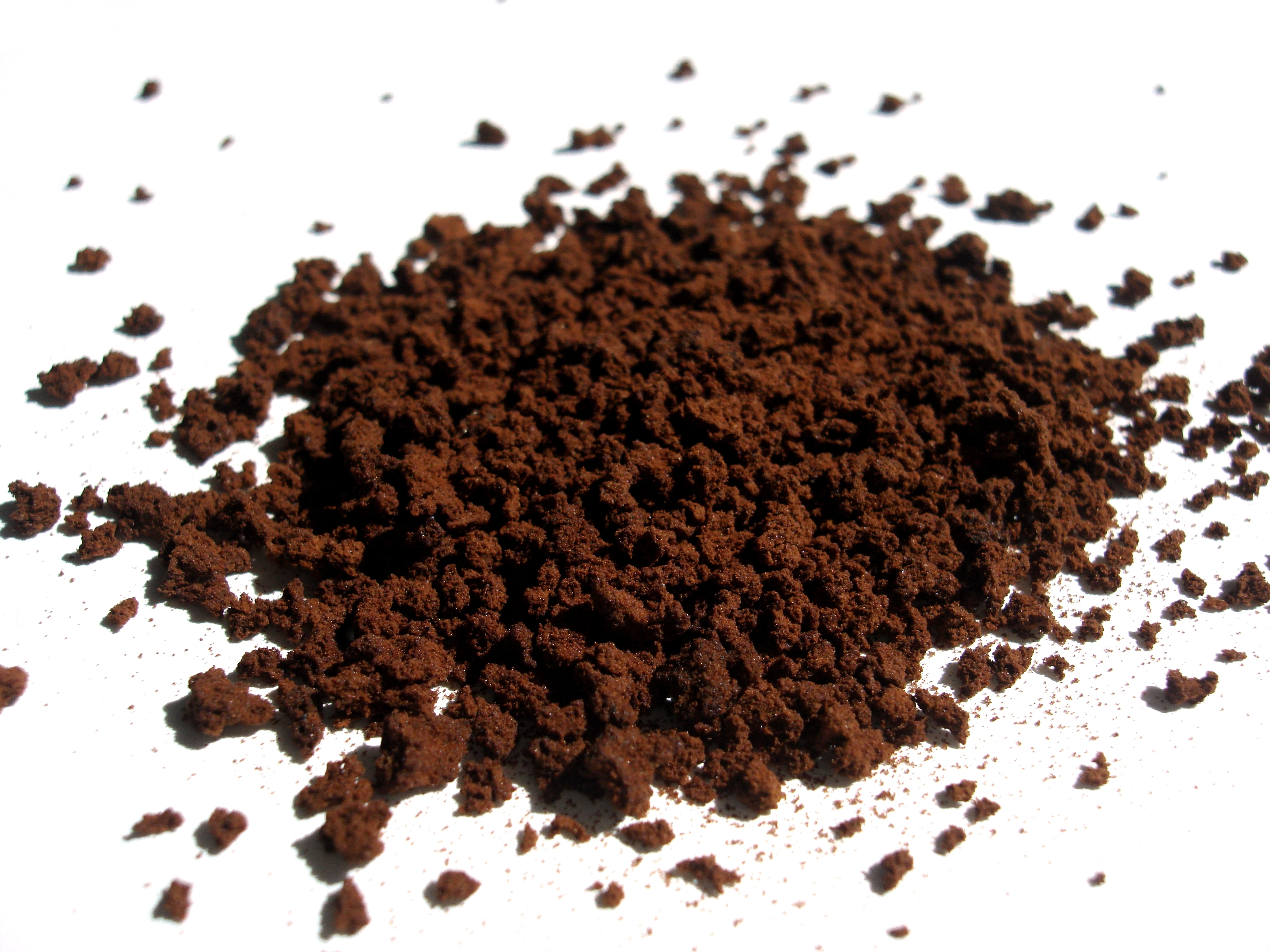
Café solúvel
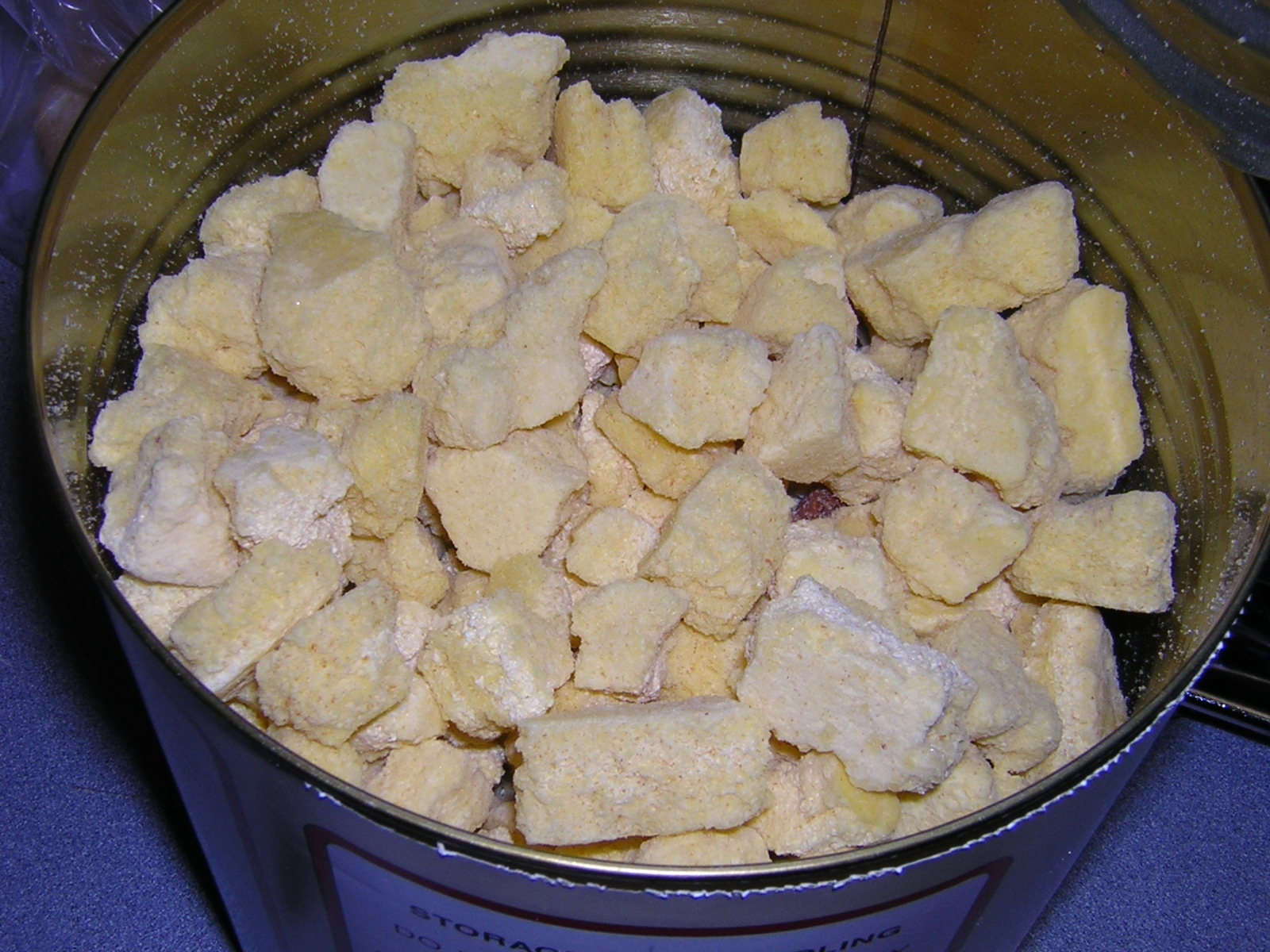
Os ovos liofilizados podem permanecer estáveis nas prateleiras por até 25 anos
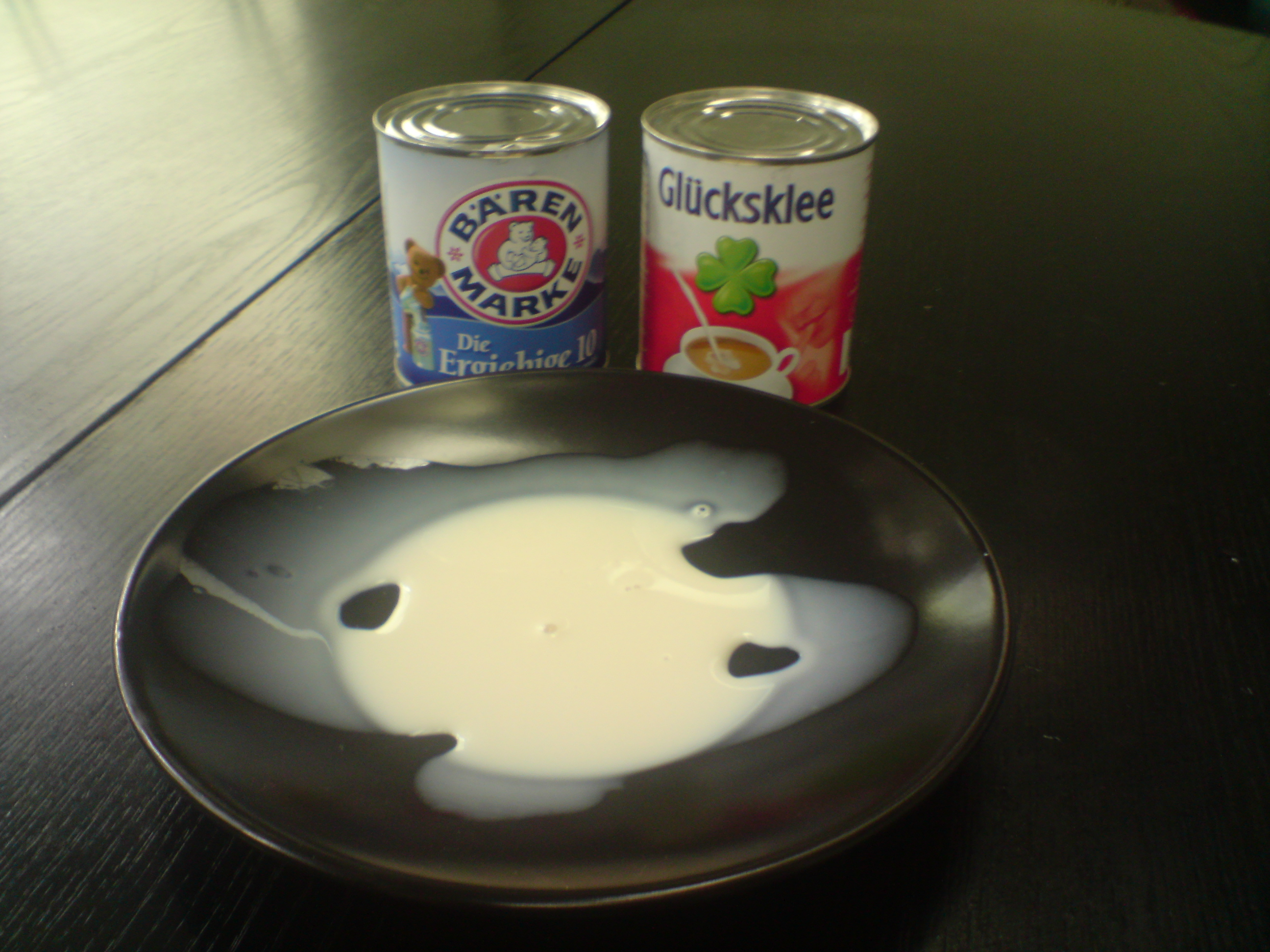
Leite evaporado
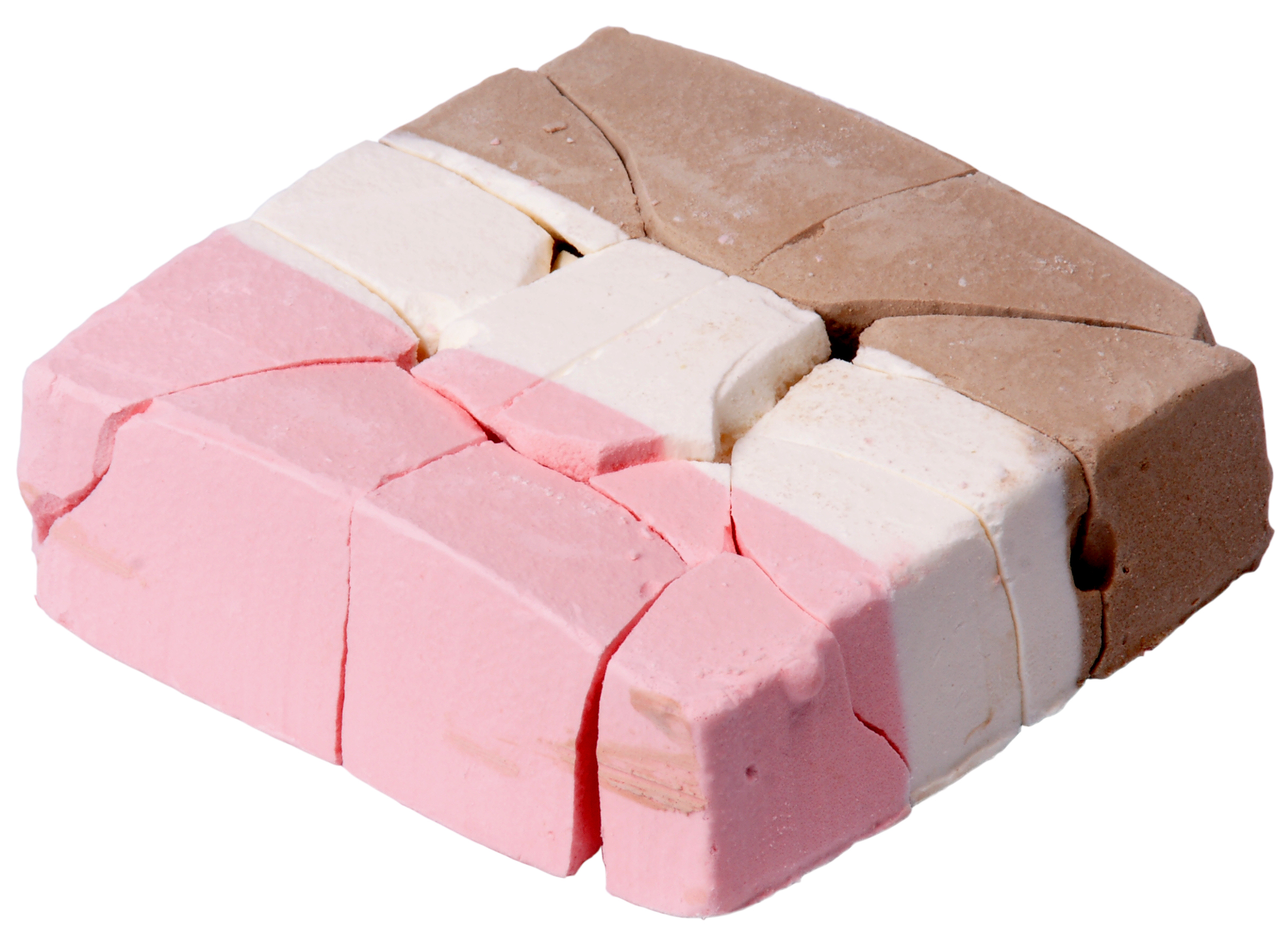
Sorvete liofilizado, sabor napolitano

#### K
- Kurut - é usado em uma grande família de alimentos encontrados na culinária libanesa, palestina, egípcia, curda, iraniana e da Ásia Central. É feito de leite azedo ou iogurte escorrido, moldando-o e deixando-o secar. Pode ser feito em uma variedade de formas, incluindo enrolado em bolas, fatiado em tiras e em pedaços.[7]

#### L
- Leite evaporado - é um produto lácteo enlatado, estável, com cerca de 60% da água removida. É diferente do leite condensado adoçado, que contém açúcar adicionado.[8]
- Leite em pó - é um derivado do leite manufaturado pela evaporação do leite até a secura. Nos tempos modernos, o leite em pó é geralmente produzido por secagem por pulverização[9] de leite desnatado sem gordura, leite integral, leitelho ou soro de leite. O leite pasteurizado é primeiramente concentrado em um evaporador até atingir cerca de 50% de sólidos do leite. O leite concentrado resultante é então pulverizado em uma câmara aquecida, onde a água evapora quase instantaneamente, deixando partículas finas de sólidos de leite em pó.
- Levedura nutricional - é vendida na forma de flocos ou como um pó amarelo e é usada como suplemento alimentar.[10]

#### M
- Macarrão instantâneo - é um macarrão seco e cozido, geralmente vendido com pacotes de pó aromatizante e/ou óleo de tempero. O ramen instantâneo é um tipo muito comum de produto de macarrão instantâneo.[11]

#### O
- Ovos em pó - são ovos totalmente desidratados feitos com secagem por pulverização, da mesma forma que o leite em pó. Os ovos em pó têm uma vida útil de 5 a 10 anos quando armazenados sem oxigênio em um ambiente fresco.[12] Outro produto de ovo desidratado são os ovos liofilizados, que podem ser armazenados por até 25 anos.

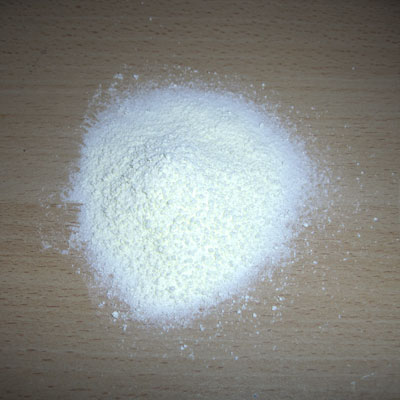
Leite em pó
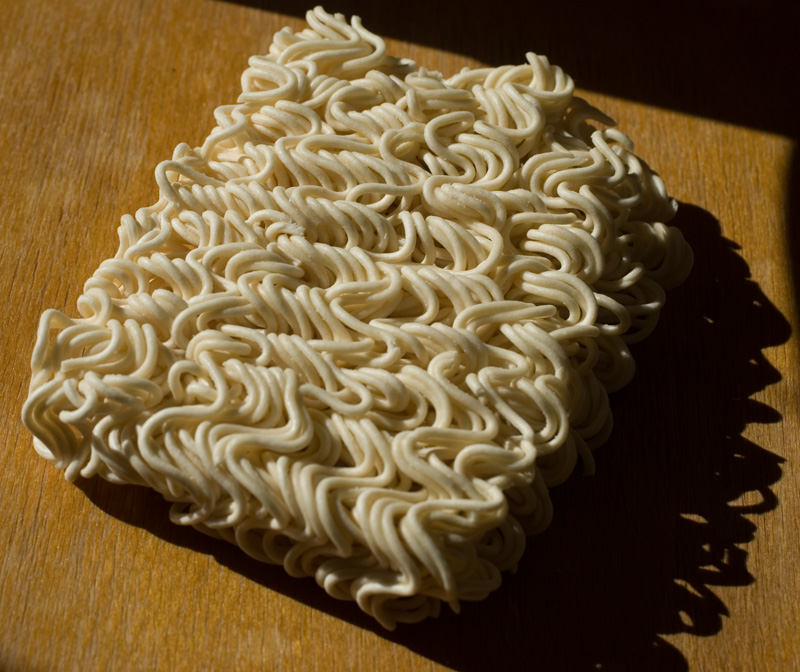
Macarrão instantâneo
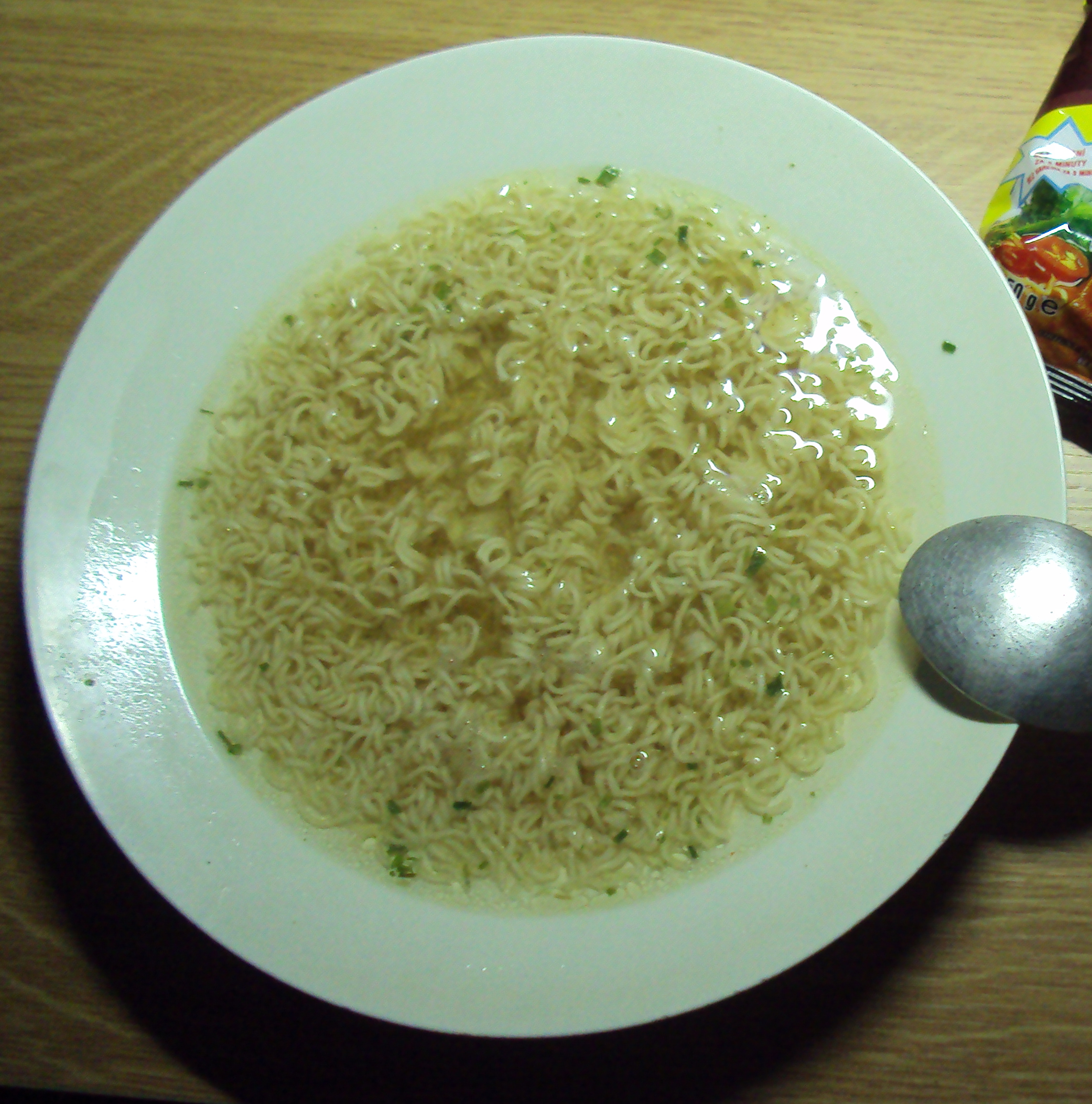
Macarrão instantâneo reconstituído

#### S
- Sopa instantânea - consiste em um pacote de caldo de sopa seco que não contém água e é preparado adicionando-se água e, em seguida, aquecendo o produto por um curto período de tempo, ou adicionando água quente diretamente à mistura de sopa seca.[13]
- Sopa portátil - é um tipo de alimento desidratado usado nos séculos 18 e 19. Foi um precursor do extrato de carne, dos cubos de caldo de carne, e dos alimentos desidratados industrialmente.[14]
- Sorvete liofilizado (sorvete de astronauta) - é um sorvete que teve a maior parte da água removida por um processo de liofilização; selado em uma bolsa. Não requer refrigeração.[15] Ele ganhou fama como um alimento impopular em voos espaciais humanos.

#### T
- Tarhana - é uma sopa seca da Ásia Central.[16]
- Tempeh - são grãos de soja prensados em um bolo que passa por fermentação. Quando seco, tem uma vida útil de vários meses.[17]
- Terasi (trassi em holandês) - variante indonésia (especialmente da culinária javanesa) da pasta de camarão, geralmente prensada em blocos secos. Às vezes, também é vendida moída como um pó granulado.[18]

## Alimentos vegetais

### Frutas secas
Frutas secas são aquelas das quais a maior parte do conteúdo original de água foi removida, seja naturalmente, por meio da secagem ao sol, seja pelo uso de secadores ou desidratadores especializados. As frutas secas têm uma longa tradição de uso que remonta ao quarto milênio a.C. na Mesopotâmia e são apreciadas devido ao seu sabor doce, valor nutritivo e longa vida útil.

#### A

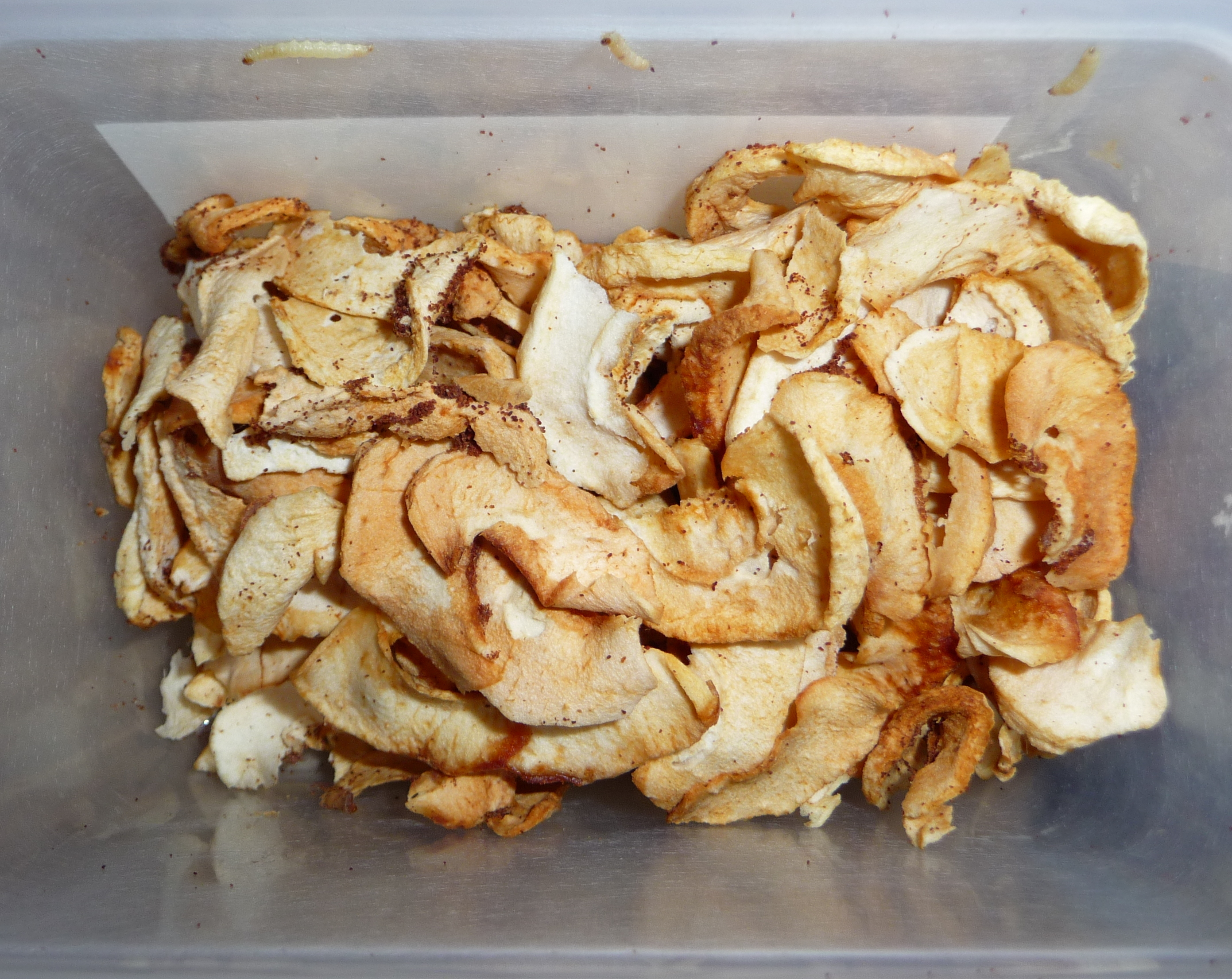
Maçã desidratada

- Airela desidratada - é produzida pela desidratação parcial de cranberries frescas, um processo semelhante ao da transformação de uvas em passas.
- Ameixa seca - é qualquer um dos vários cultivares de ameixa, principalmente Prunus domestica ou ameixa europeia, vendida como fruta seca. Mais de 1.000 cultivares de ameixas são cultivadas para secagem.

#### B
- Chips de banana - são fatias de bananas secas ou fritas, comumente encontradas no Brasil, na Indonésia (como kripik) e na Índia.

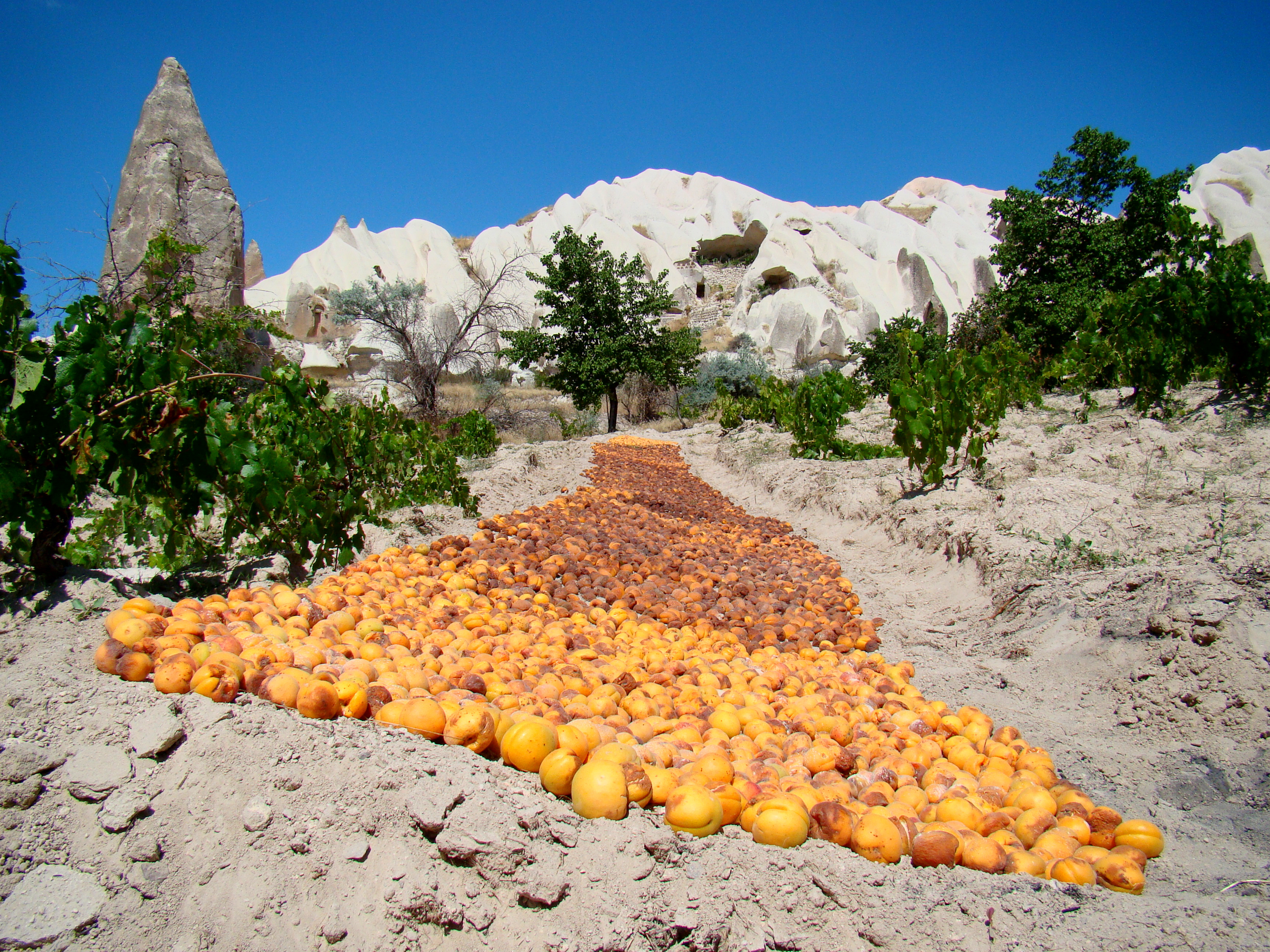
Damascos secando no chão na Turquia
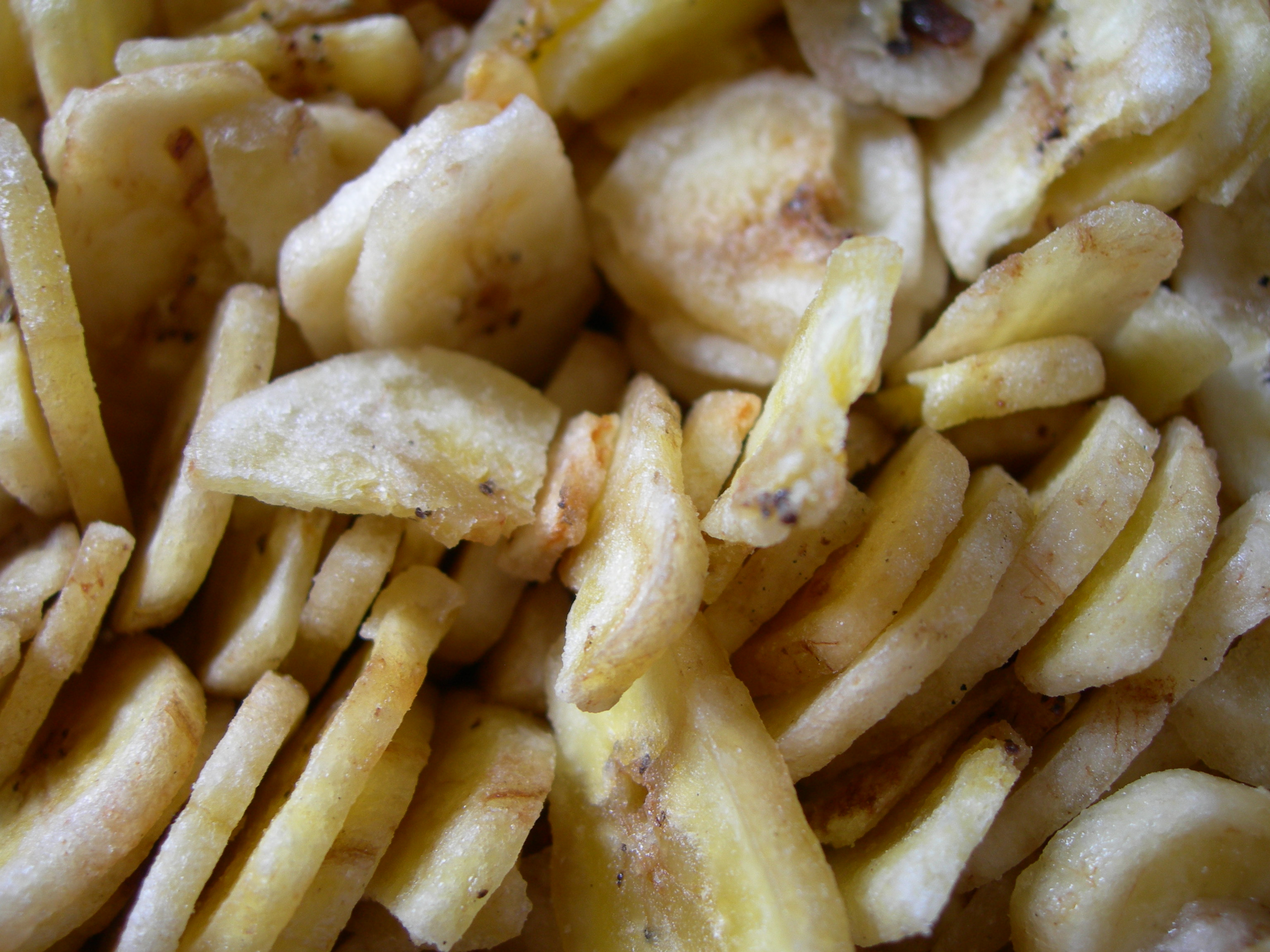
Pedaços de chips de banana
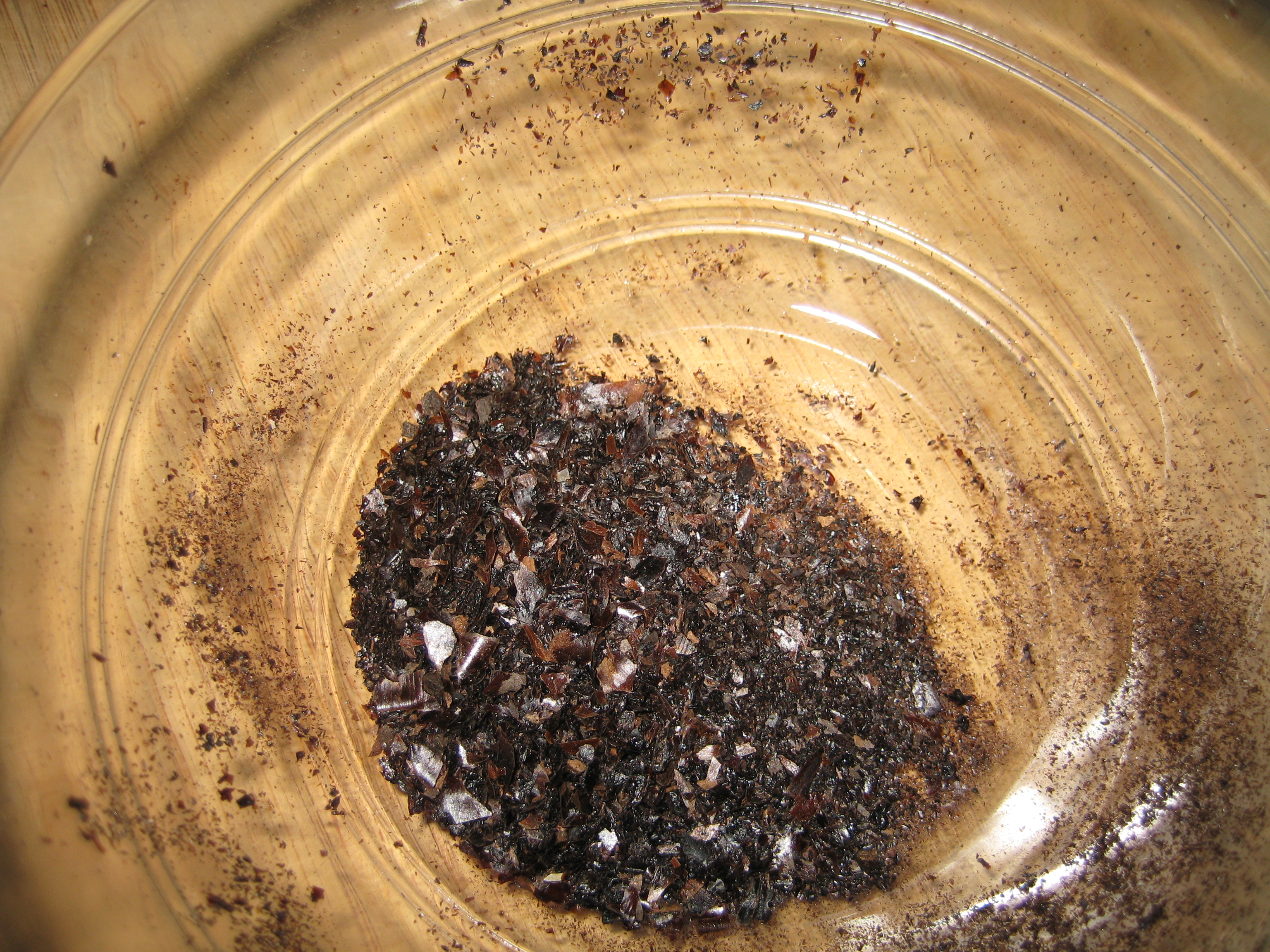
Limão negro persa seco e moído

#### C

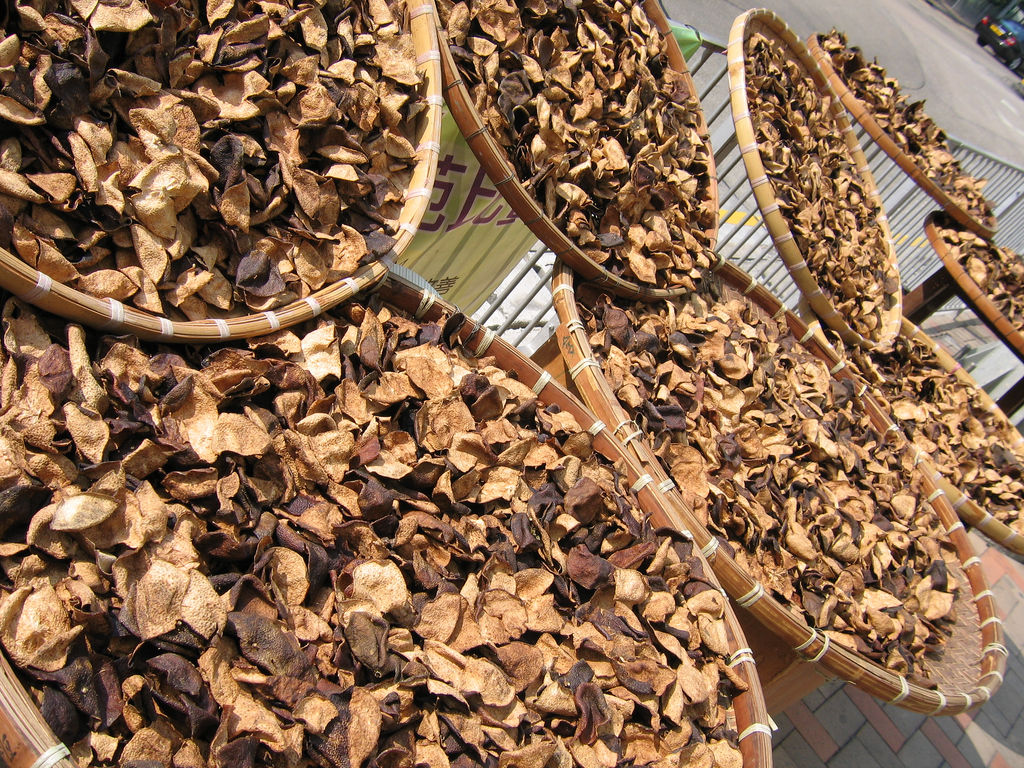
Chenpi secando ao sol em Hong Kong.

- Chenpi - é uma casca de tangerina seca ao sol, usada como tempero tradicional na culinária chinesa e na medicina tradicional.

- Cerejas secas.
- Chipotle - uma pimenta jalapenho defumada e seca.
- Coco - pode ser seco inteiro ou cortado ao meio. Um produto comum é o coco que foi seco e triturado.

#### D
- Damasco seco - pode ser seco inteiro ou em metades, com ou sem miolo.[22]

#### F
- Figo seco - é usado em produtos alimentícios, como pães de figo.
- Frutas secas tradicionais - são tipos de frutas secas que são secas ao sol, como passas e figos secos, ou desidratadas em túneis de vento e outros secadores, como ameixas secas, damascos e pêssegos.

#### G
- Goji, o fruto da Lycium barbarum - geralmente é vendido em caixas abertas e pequenas embalagens na forma seca, e é tradicionalmente cozido antes do consumo. A fruta é preservada por meio de secagem ao sol em bandejas abertas ou por desidratação mecânica, empregando uma série progressivamente crescente de exposição ao calor durante 48 horas.[23]
- Gotgam (caqui seco).[24]

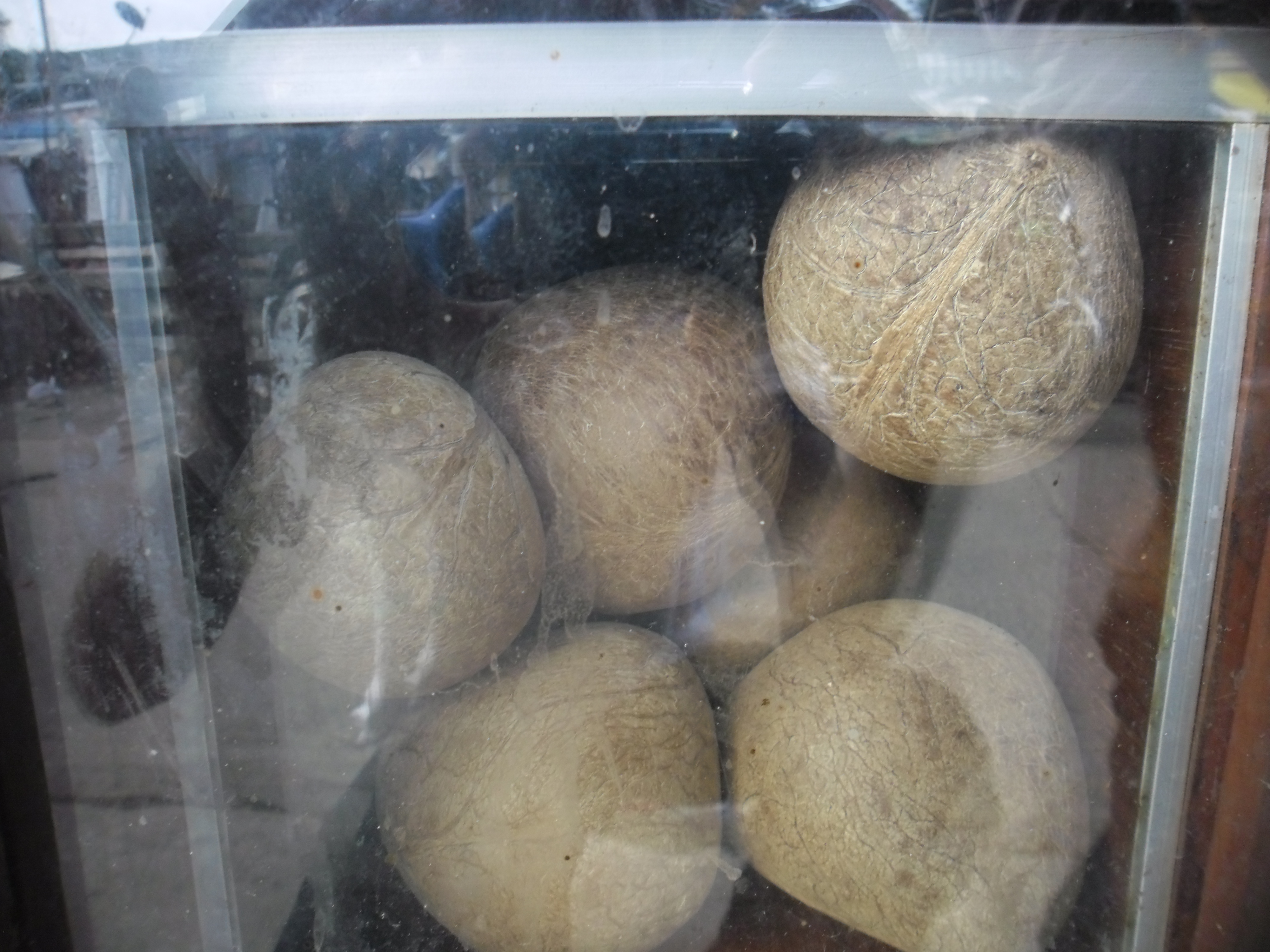
Cocos secos
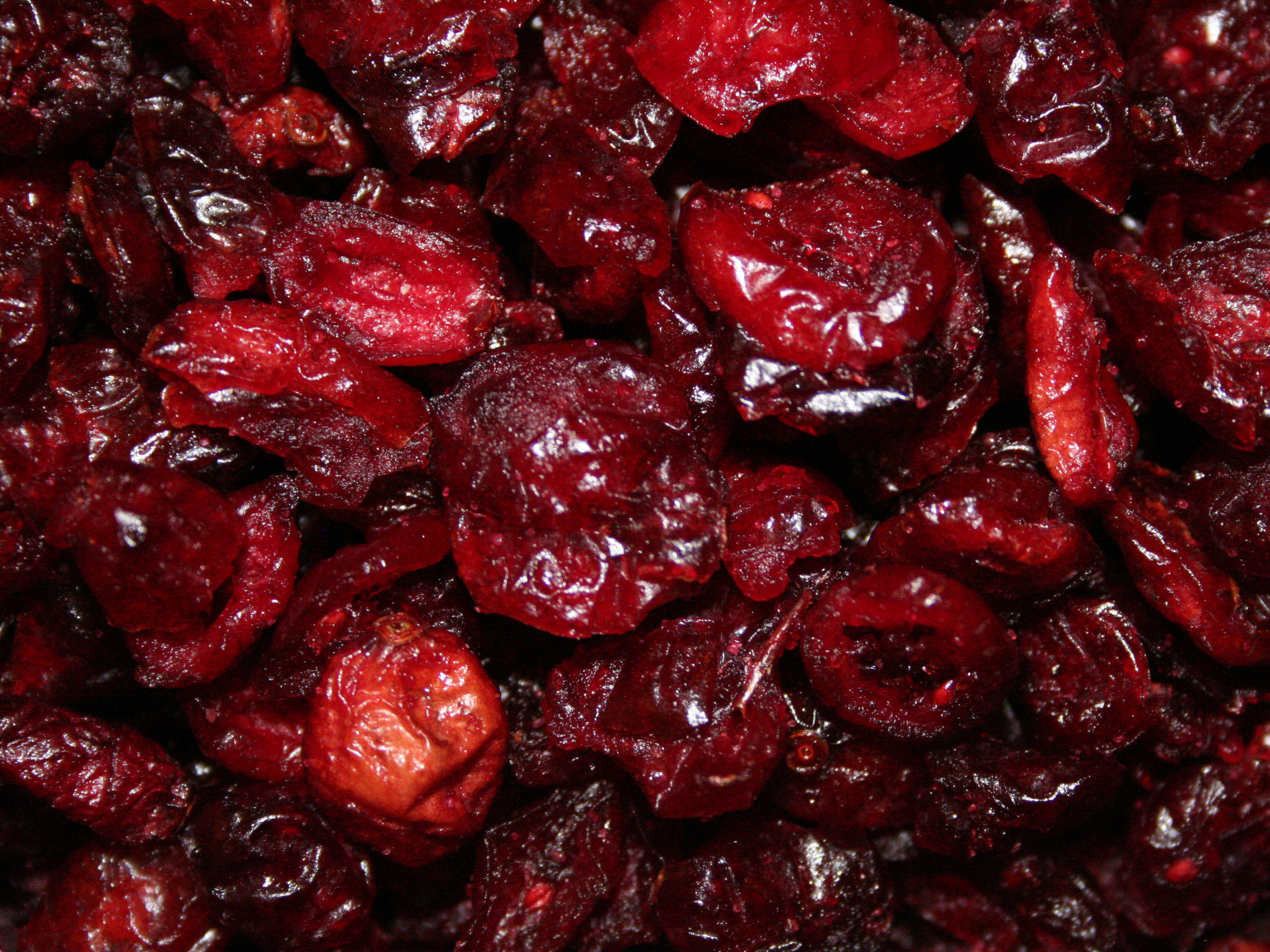
Airelas secas
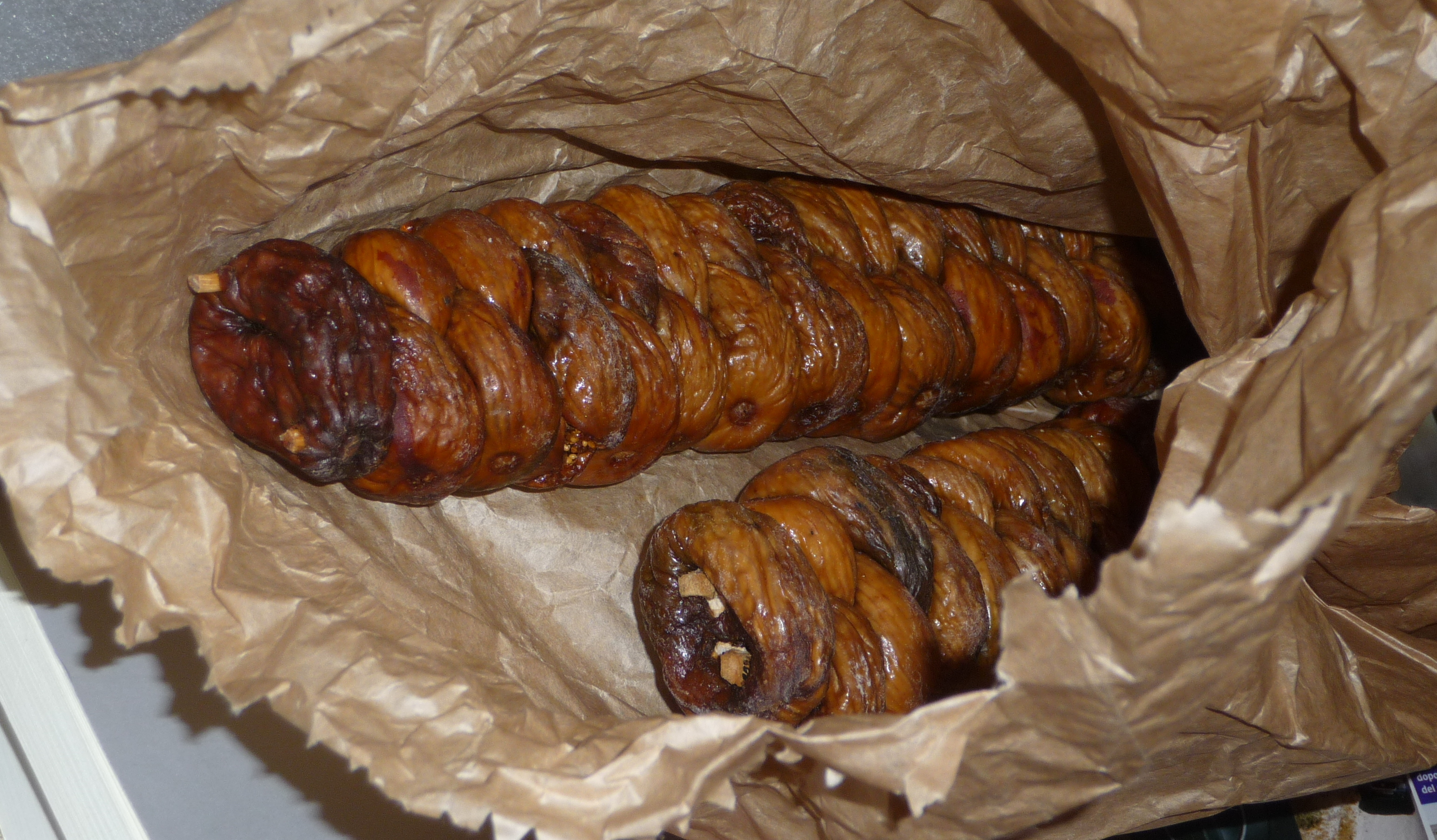
Figos secos
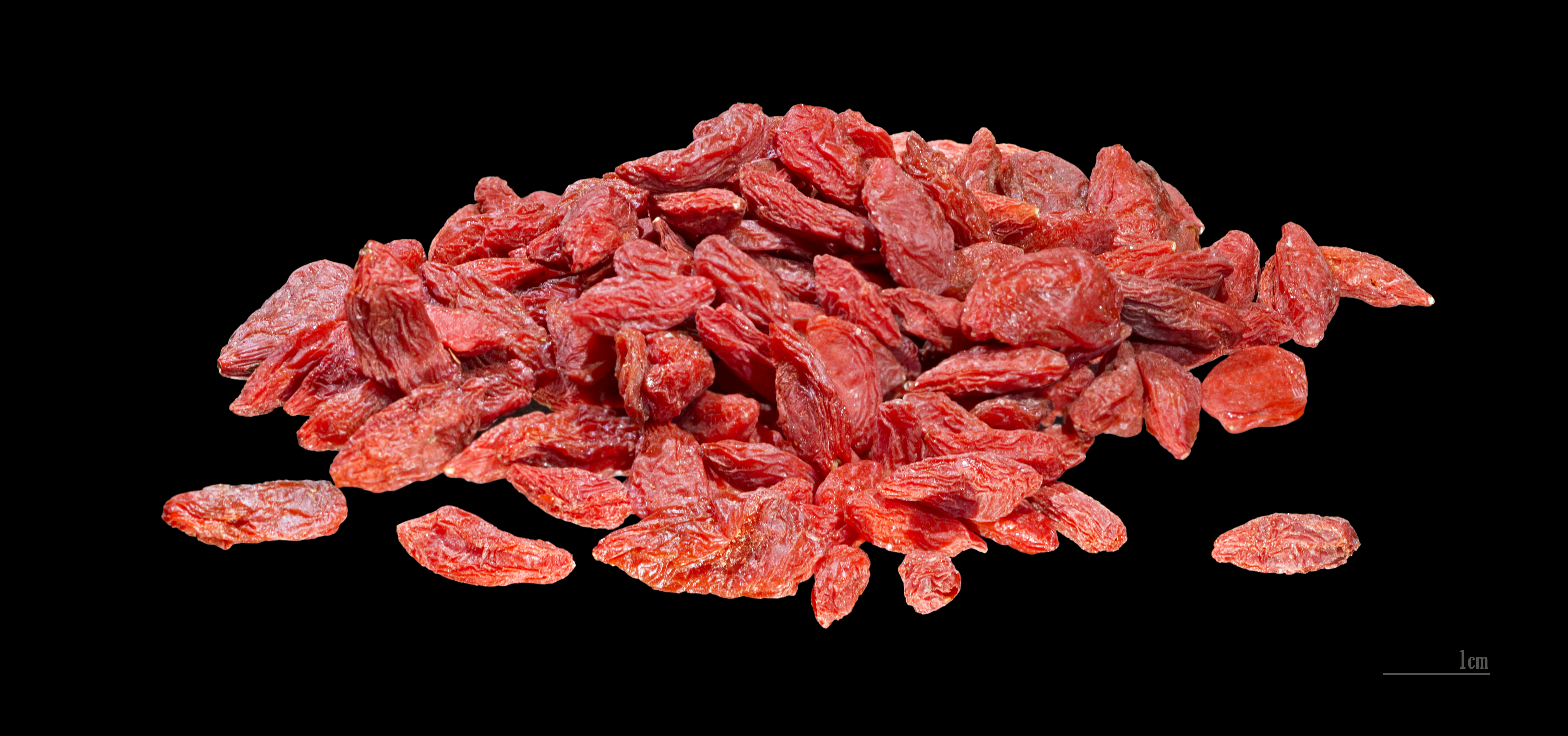
Gojis desidratados

#### L
- Limão negro - é um tempero usado em pratos do Oriente Médio, feito com limão fresco fervido em água salgada e seco ao sol até que a parte interna fique preta.
- Li hing mui - é uma ameixa seca salgada. Na maior parte da China, é chamada de huamei. Tornou-se popular no Havaí por Yee Sheong, que, no início dos anos 1900, começou a importar li hing mui e várias outras frutas em conserva, ou seja, salgadinhos da China para o Havaí. O pó vermelho, chamado pó de li hing, consiste em casca de ameixa moída que foi previamente conservada em uma combinação de alcaçuz, aspartame, corante alimentício, sal e açúcar.

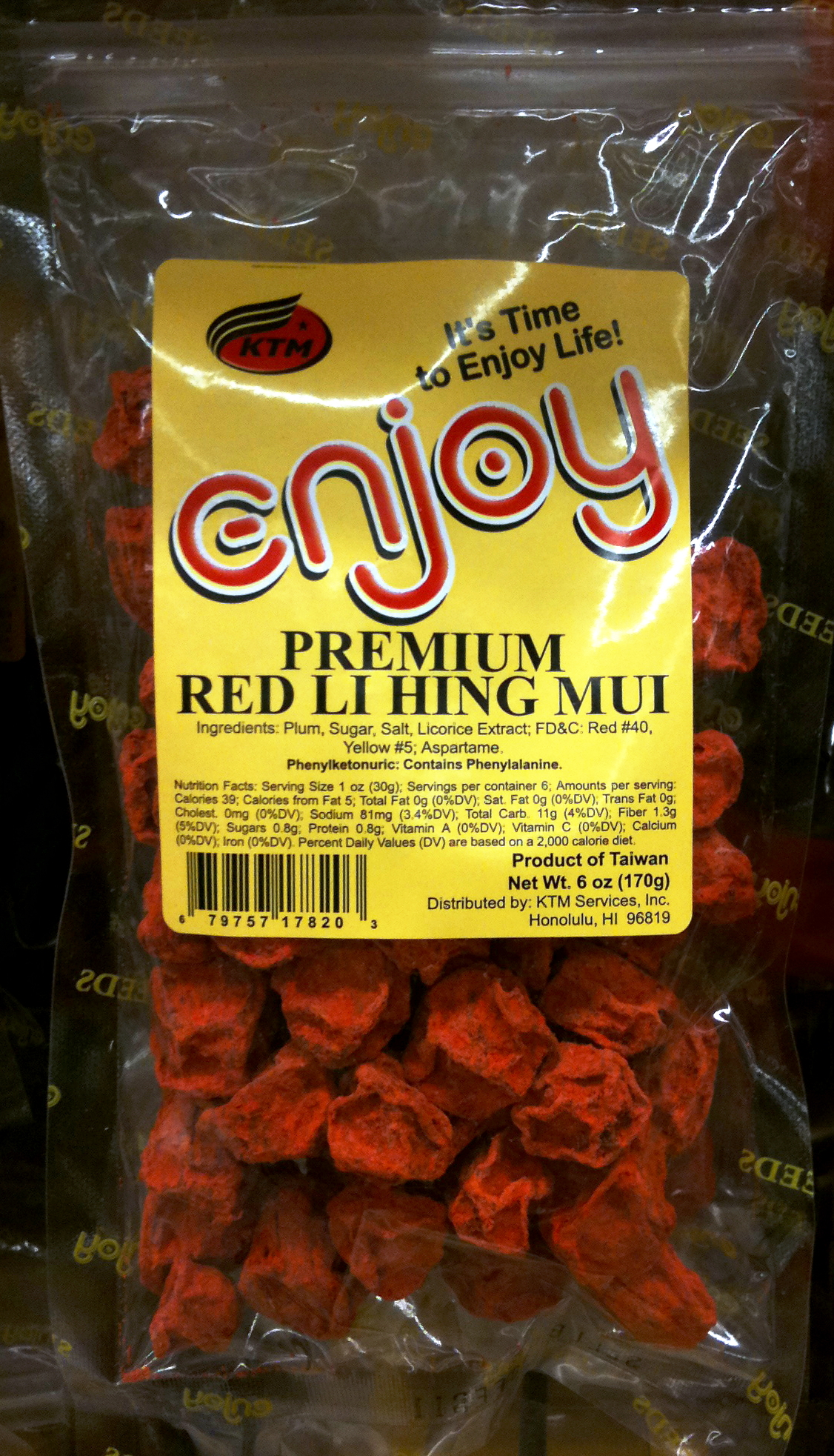
Li hing mui vermelho vendido em Maui, Havaí
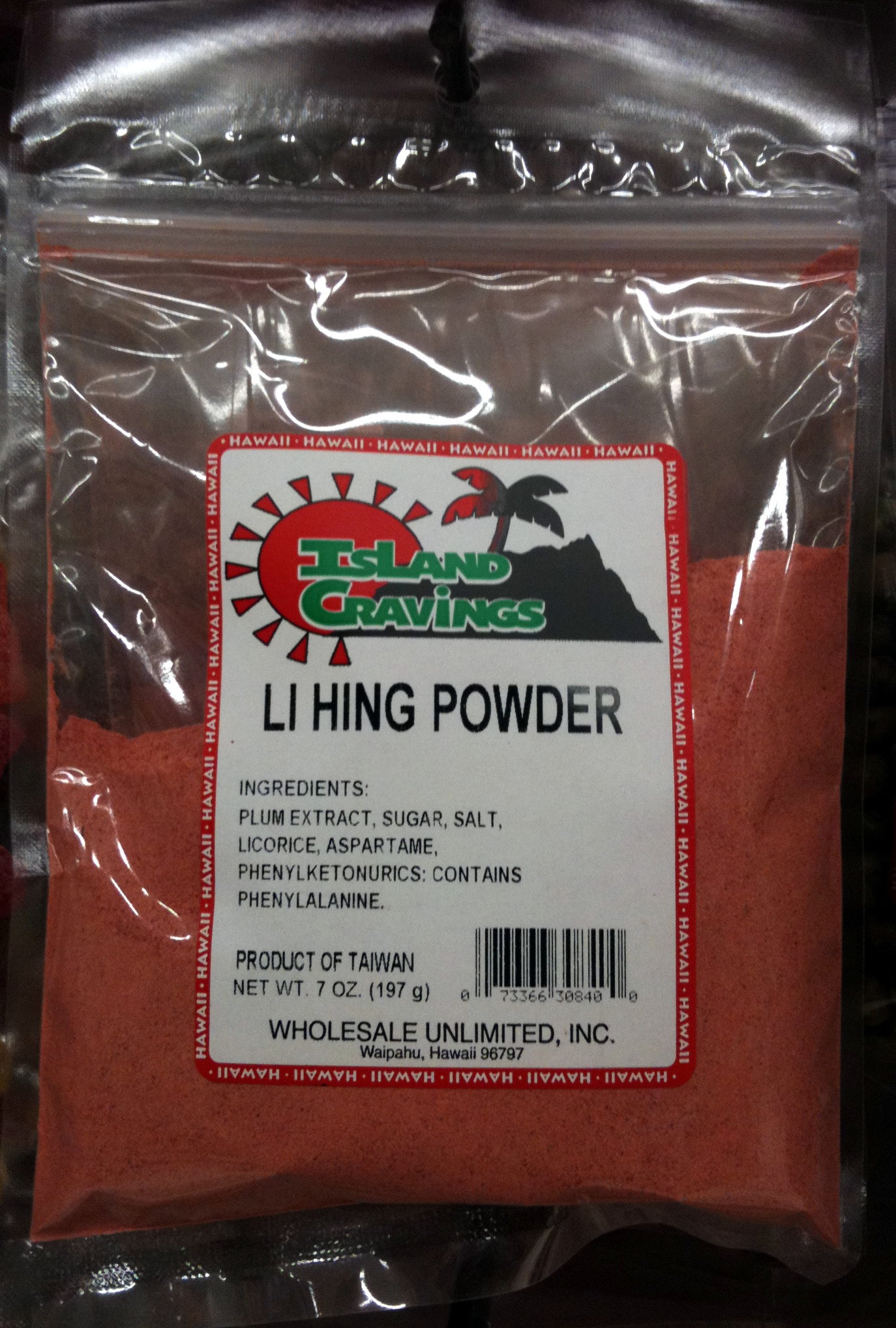
Pó de li hing embalado encontrado no Havaí

#### M
- Chips de maçã.
- Maçã desidratada - pode ser consumida seca ou reconstituída (embebida em água, álcool ou algum outro líquido) para uso posterior.
- Mamão desidratado.
- Mangas secas - o fruto da mangueira pode ser seco. As Filipinas produzem e exportam mangas secas. A Índia produz popularmente o "amchur"[25] ou manga seca inteira ou em pó, usada popularmente em picles e masala.
- Melancia - pode ser liofilizada ou seca em prateleiras como outras frutas e legumes e mantém seu valor nutricional.

#### N
- Nozes - são classificadas como frutas. Em um contexto culinário, uma grande variedade de sementes secas é frequentemente chamada de nozes, mas em um contexto botânico, somente as que incluem o fruto indeiscente são consideradas verdadeiras nozes.[26]

#### P
- Pasilla - a forma seca da pimenta chilaca.[27]
- Peperone crusco (ou "pimenta Crusco") - uma pimenta seca e doce, típica de Basilicata, Itália.[28]
- Pimenta ancho - a forma seca da pimenta poblano.[29]
- Pimenta guajillo - um tipo seco de pimenta chili mirasol.[30]
- Pimenta rosa - é uma baga seca do arbusto Schinus molle, comumente conhecido como pimenteira peruana. Em 1982, a Food and Drug Administration (FDA) dos Estados Unidos proibiu a importação de grãos de pimenta brasileira da França para os EUA, afirmando que as pessoas que ingerem as bagas correm o risco de apresentar uma série de sintomas agudos, como pálpebras inchadas e indigestão. Em resposta, o governo da França afirmou que as bagas são seguras para consumo se cultivadas nas condições prescritas.[31] Posteriormente, os Estados Unidos suspenderam a proibição.Uma variedade de uvas passas

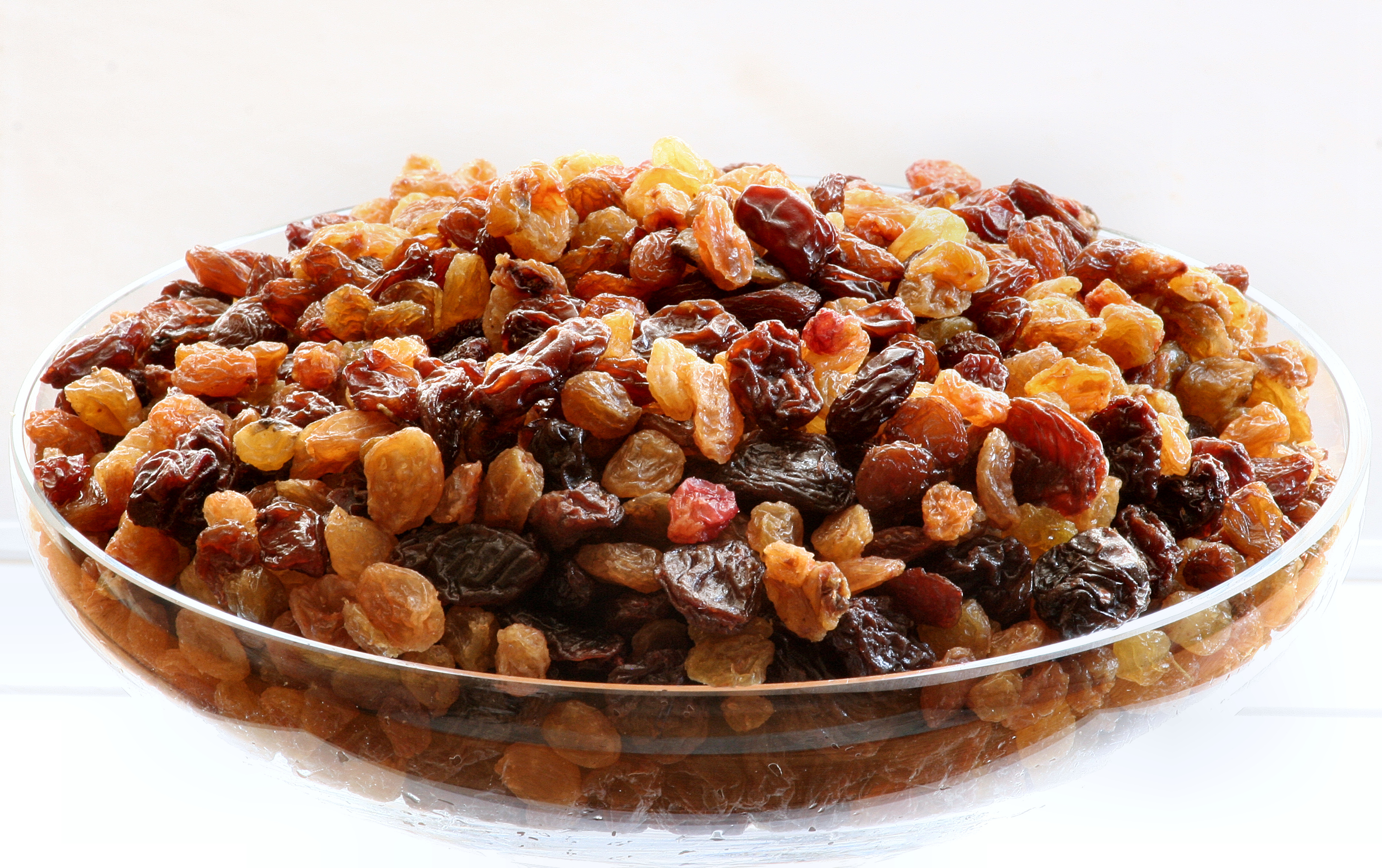
Uma variedade de uvas passas

#### R
- Ristra - é um arranjo de vagens de pimenta-malagueta (peperone crusco), usado para secá-las e também para decoração.[32][33]

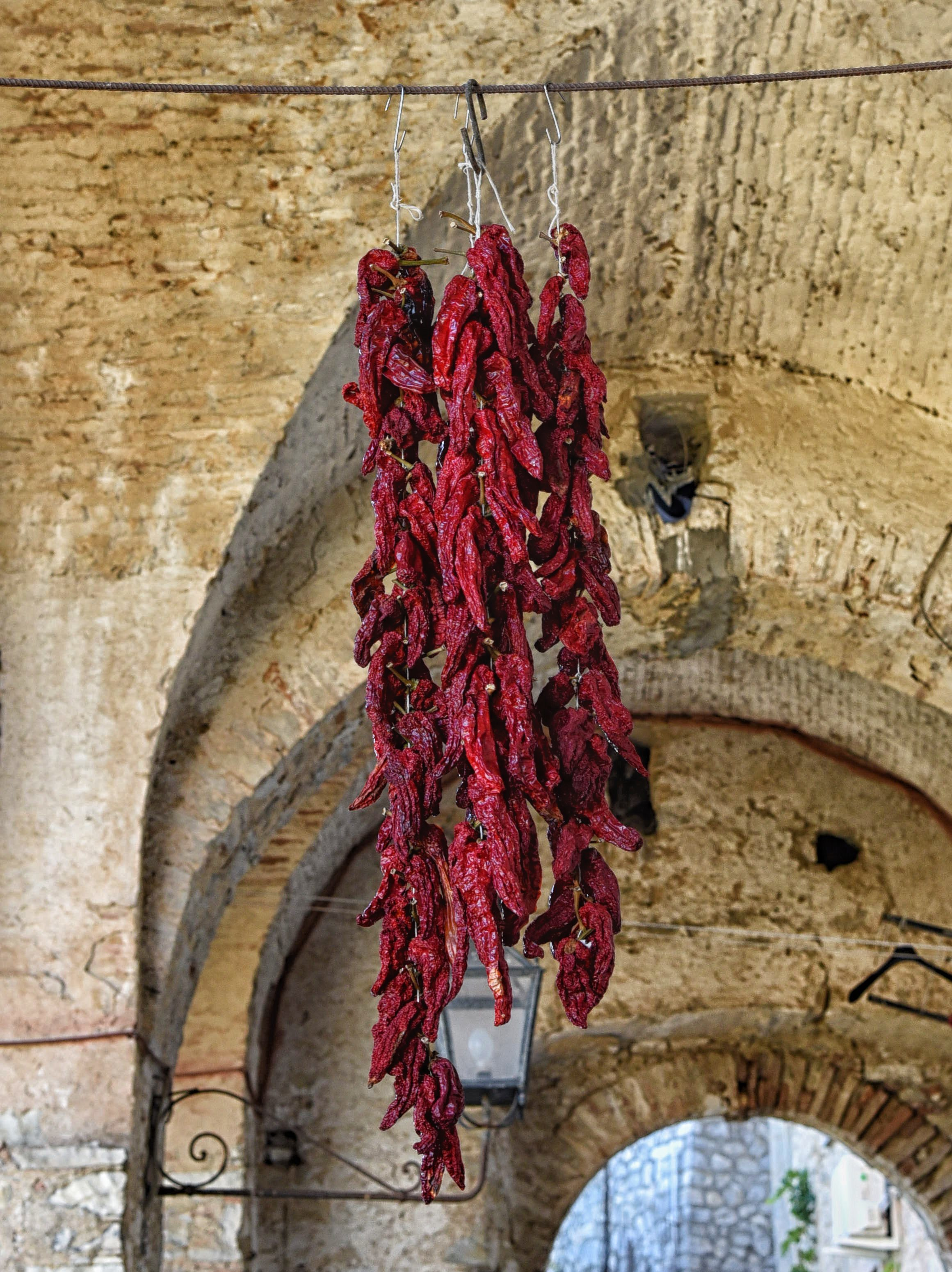
Arranjo de peperoni cruschi em Rotondella, Basilicata
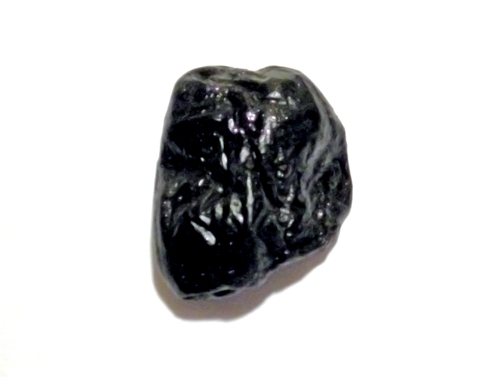
Ameixa seca
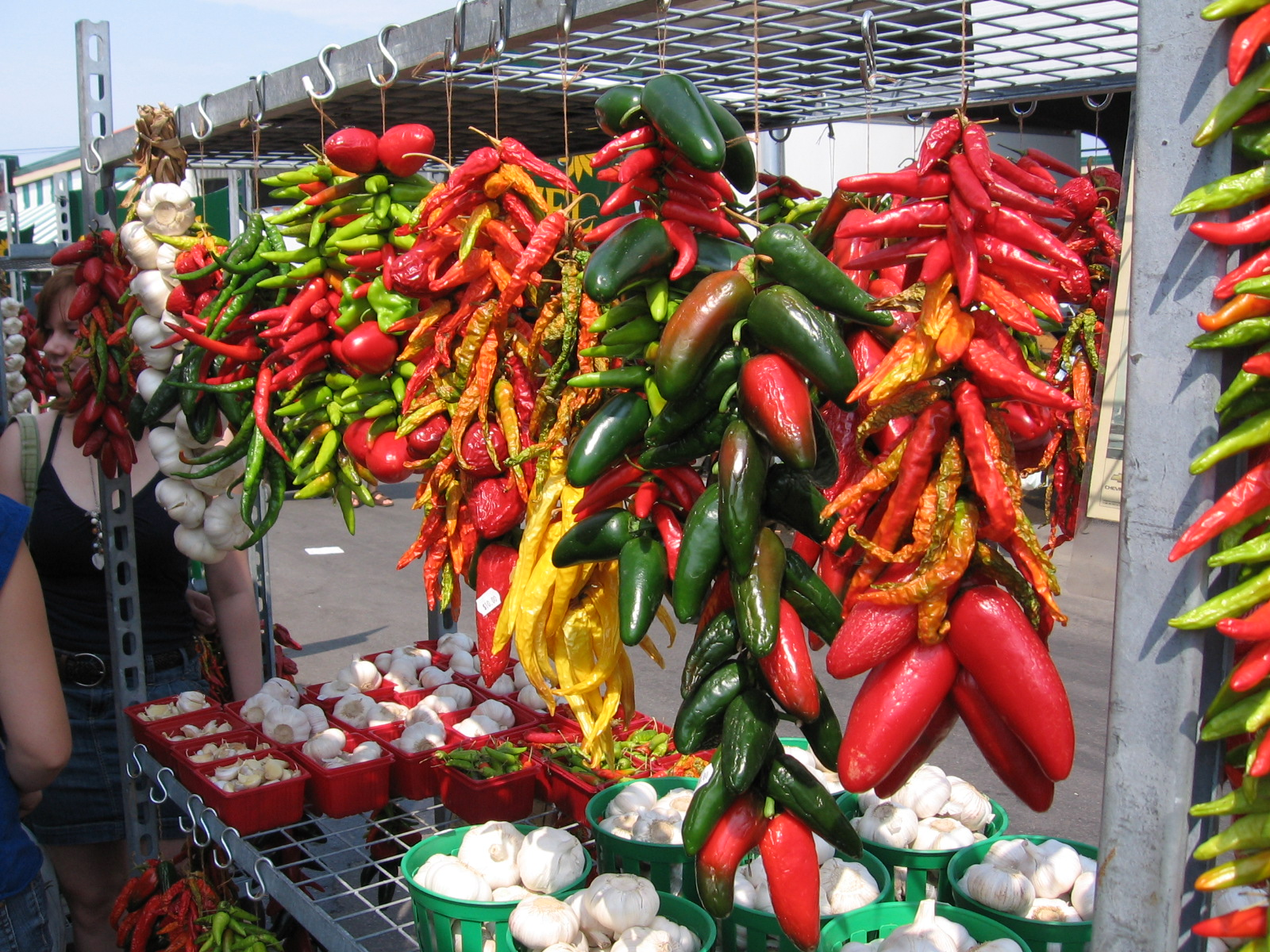
Ristras de jalapeños, outras pimentas e alho em um mercado em Montreal

#### S
- Saladitos - são ameixas secas e salgadas, que também podem ser adoçadas com açúcar e anis ou Tomates secoscobertas com pimenta e limão.[34]

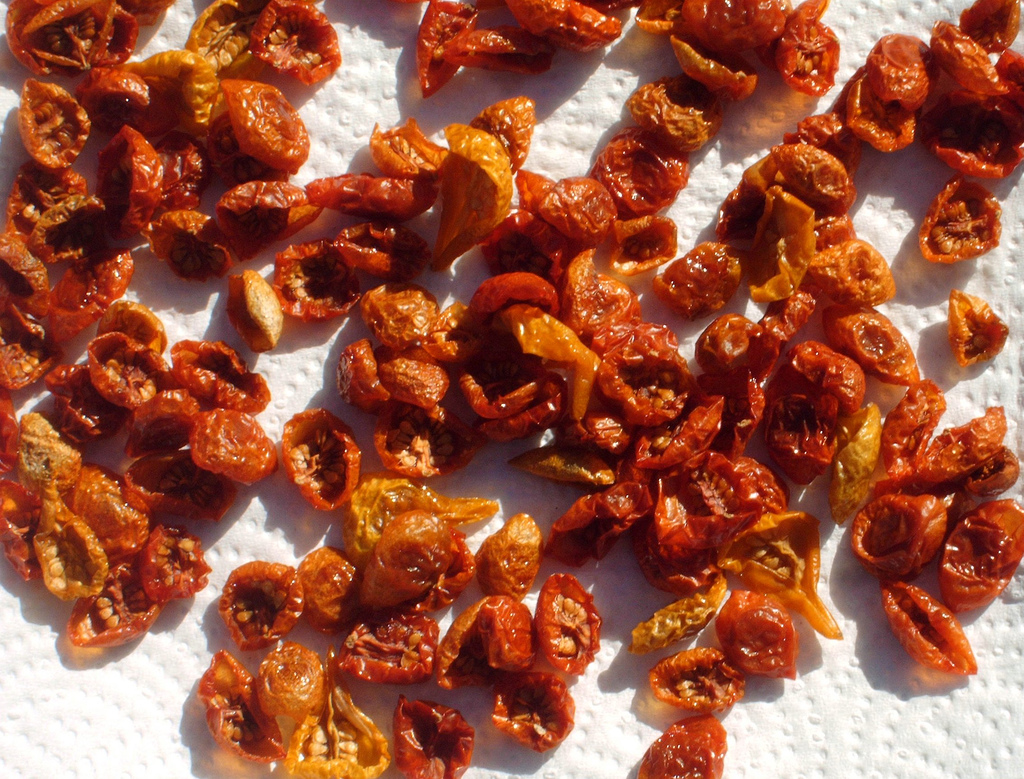
Tomates secos

#### T
- Tâmaras, o fruto da tamareira - podem ser secas, geralmente por secagem ao sol.[35]
- Tklapi - rolinho de frutas da Geórgia.[36]
- Tomate seco - tomates maduros que perdem a maior parte de seu conteúdo de água depois de passar a maior parte do tempo de secagem ao sol. Esses tomates geralmente são tratados com dióxido de enxofre ou sal antes de serem colocados ao sol para melhorar a qualidade.[37]

#### U
- Uvas passas - são uvas secas produzidas em muitas regiões do mundo e podem ser consumidas cruas ou usadas no cozimento, na panificação e na fabricação de cerveja.[38]

#### W
- Wolfberry - ou "goji" (Lycium chinense), é uma das duas espécies de espinheiro da família Solanaceae da qual o fruto é colhido, sendo a outra a Lycium barbarum.[39]

### Vegetais secos
Existem muitos tipos de legumes secos e desidratados, como batatas, feijões, feijões-de-lima, vegetais folhosos, cenoura, milho e cebola..

#### C
- Chuño - produto de batata liofilizada tradicionalmente fabricado pelas comunidades quíchuas e aimarás da Bolívia e do Peru, conhecido em vários países da América do Sul, incluindo Argentina, Bolívia, Chile e Peru.[42]

#### D
- Daikon - cortado e seco, é chamado de kiriboshi daikon, que é um dos vários vegetais secos comuns no Japão. Ele precisa de um processo de reidratação antes de ser cozido ou consumido.[43]

#### H
- Hoshi-imo - petisco japonês feito de batata-doce desidratada.[44]

#### L
- Lefse - um pão achatado norueguês feito com batatas. Quando seco, pode durar até 6 meses.[45]

#### N
- Nori - Nome japonês para uma folha de alga marinha seca comestível usada para embrulhar rolos de sushi e como guarnição em sopas, como a sopa de missô.[46]

#### P
- Purê de batatas instantâneo - passou por um processo industrial de cozimento, esmagamento e desidratação para produzir um alimento de conveniência embalado que pode ser reconstituído em casa em segundos com a adição de água quente e/ou leite, produzindo um purê de batatas com muito pouco tempo e esforço. Um produto semelhante é a batata ralada desidratada.[47]

#### V
- Chips de vegetais - podem ser preparados simplesmente secando ou fritando vegetais fatiados.[48]

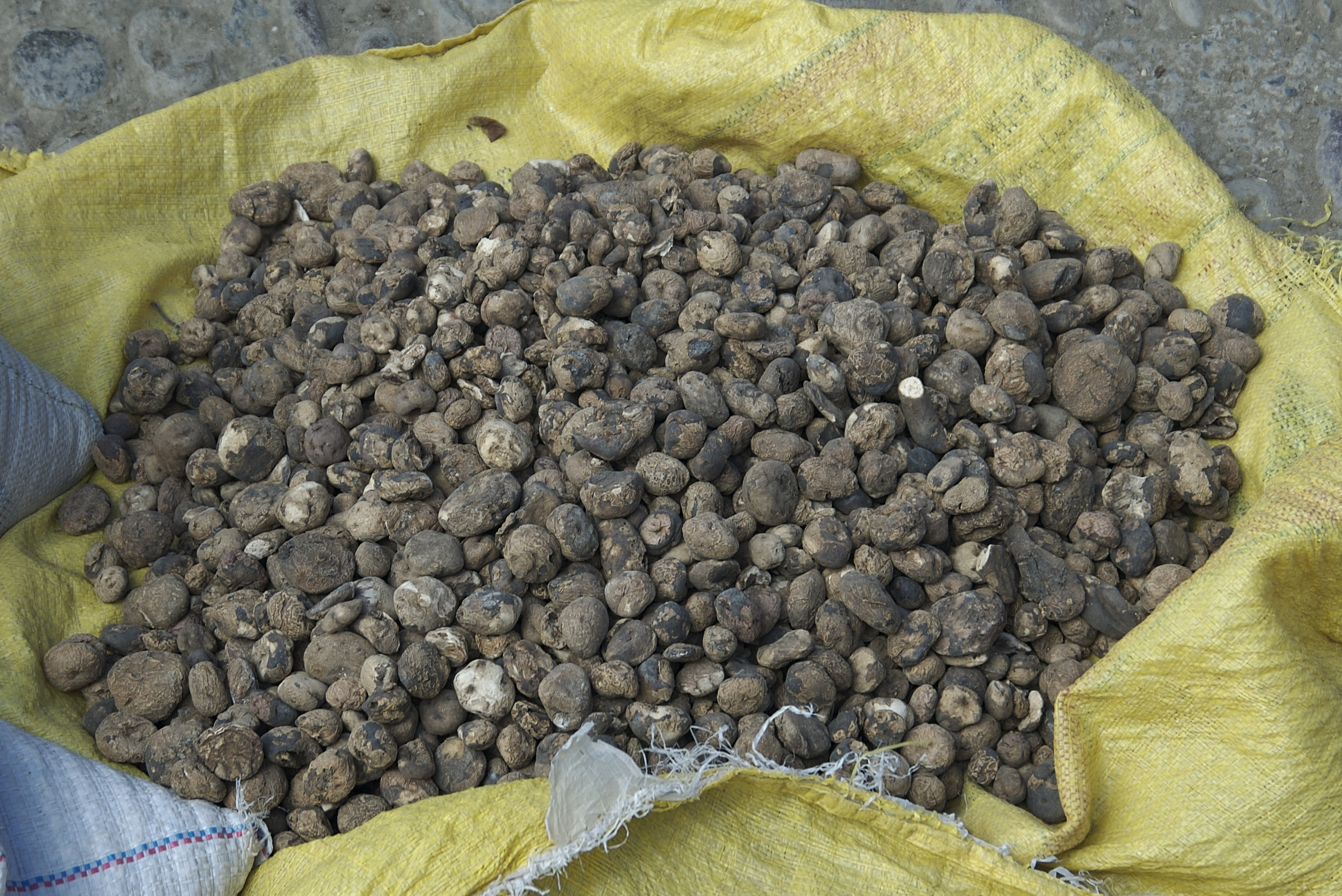
Chuño
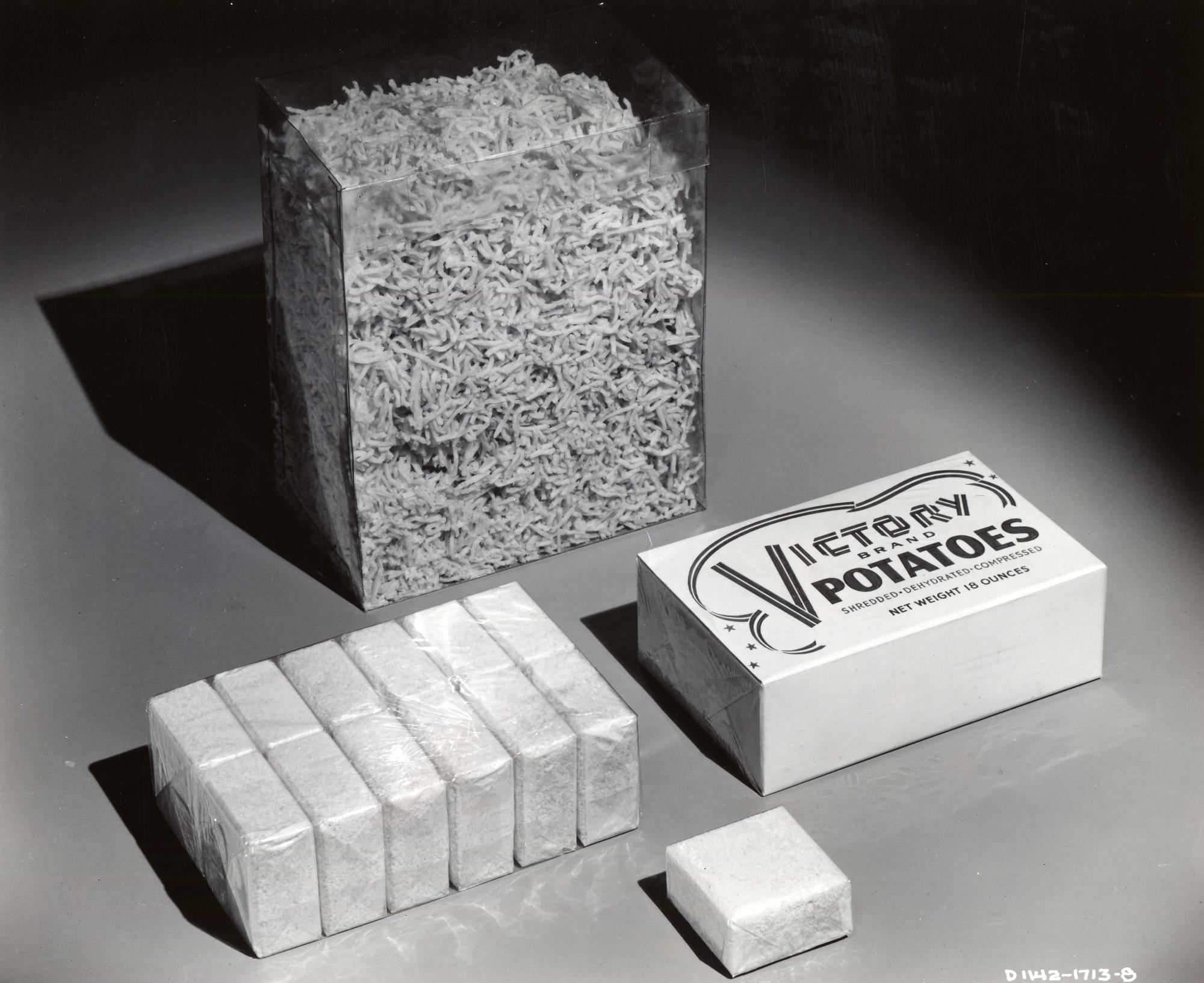
Batatas raladas desidratadas
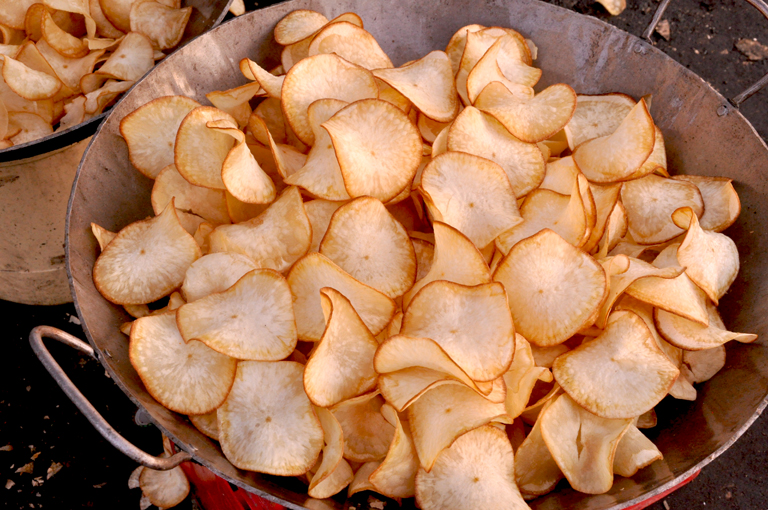
Chips de mandioca fritos, um tipo de chip de vegetais

### Sementes secas

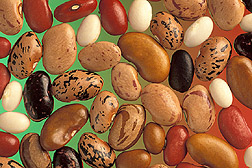
Feijão comum seco

- Feijão comum secoFeijão - é um nome comum para sementes de plantas grandes usadas para alimentação humana ou animal de vários gêneros da família Fabaceae (alternadamente Leguminosae). Os feijões secos incluem o feijão miúdo, o feijão preto, o feijão vermelho e vários outros.
- Grãos - consistem em trigo, milho, soja, arroz e outros grãos como sorgo, sementes de girassol, colza/canola, cevada, aveia etc. são secos em secadores de grãos.[49] Nos principais países agrícolas, a secagem compreende a redução da umidade de cerca de 17-30% para 8-15%, dependendo do grão. O teor de umidade final da secagem deve ser adequado para o armazenamento. Outros grãos incluem lentilhas, arroz selvagem, grão-de-bico e milhete.
- Algumas variedades de milho são secas para produzir pipoca. Os grãos de pipoca com alto teor de umidade estouram quando recém-colhidos, mas não ficam bons, e também são suscetíveis a mofo quando armazenados. Portanto, os produtores e distribuidores de pipoca secam os grãos até que eles atinjam o nível de umidade no qual se expandem (estouram) mais quando cozidos. O milho seco deixado na espiga também é usado para fins decorativos.

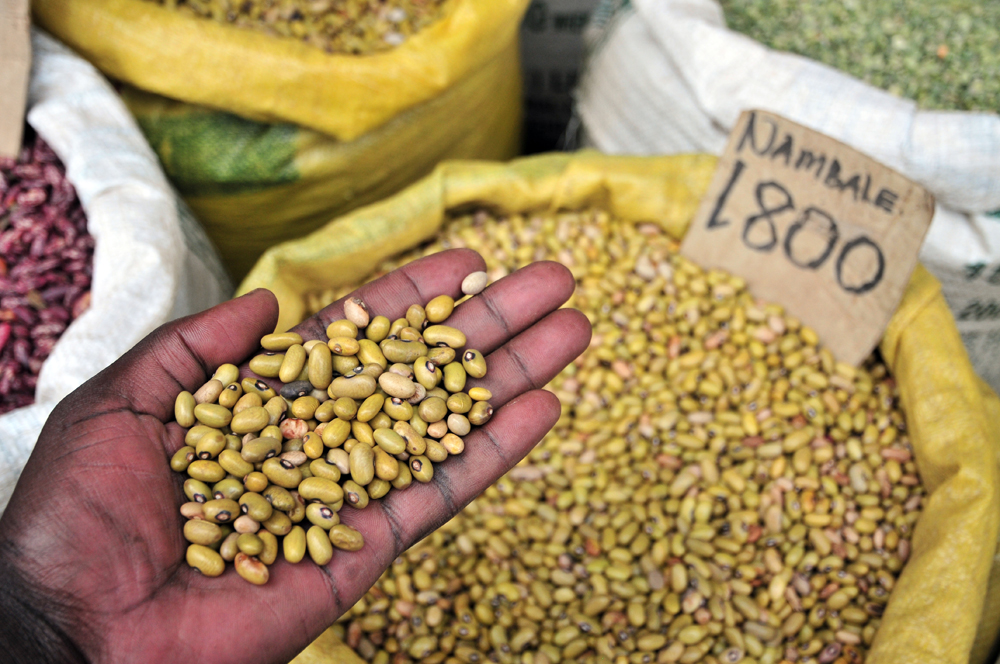
Feijões em um mercado
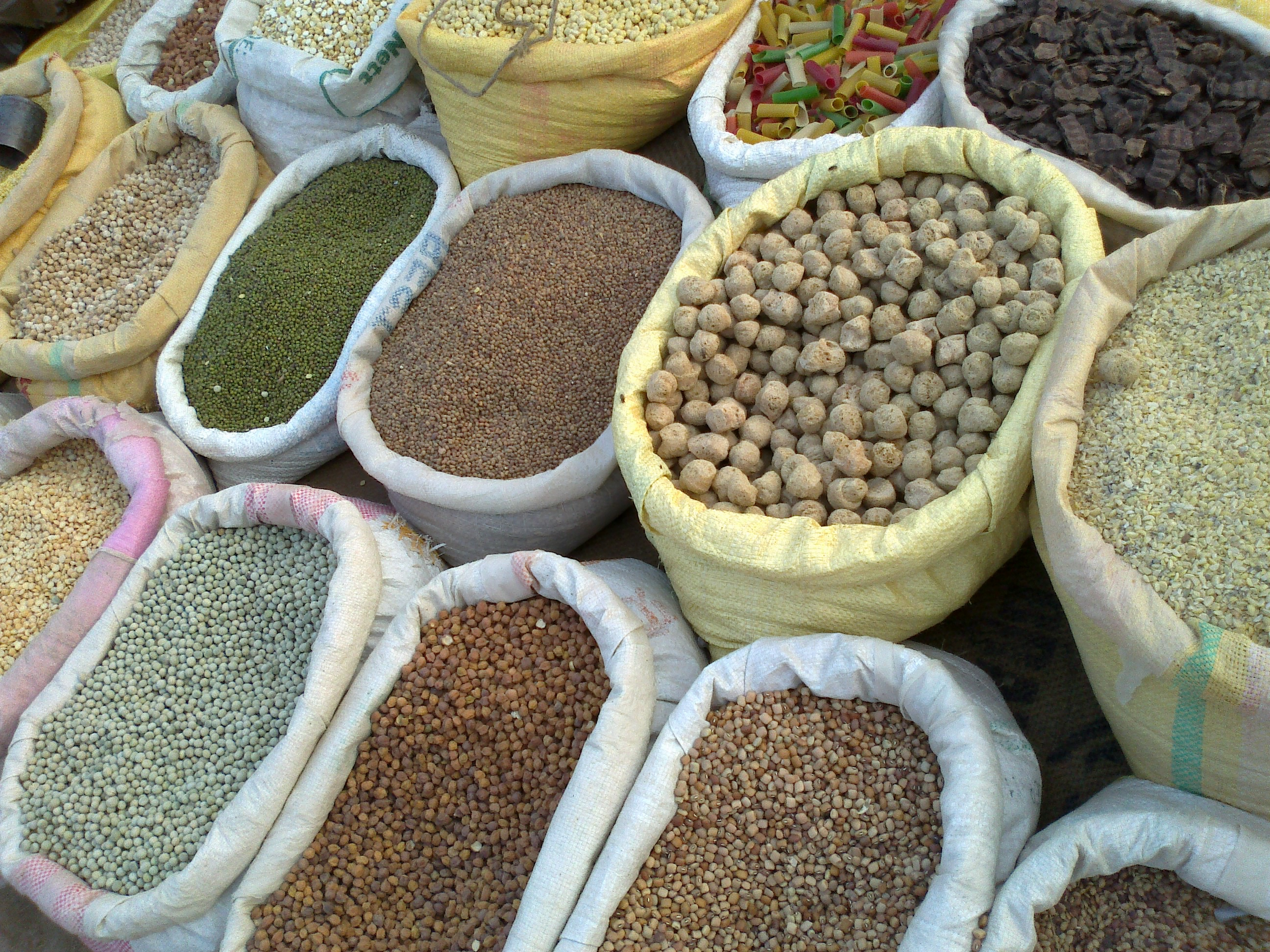
Grãos em um mercado
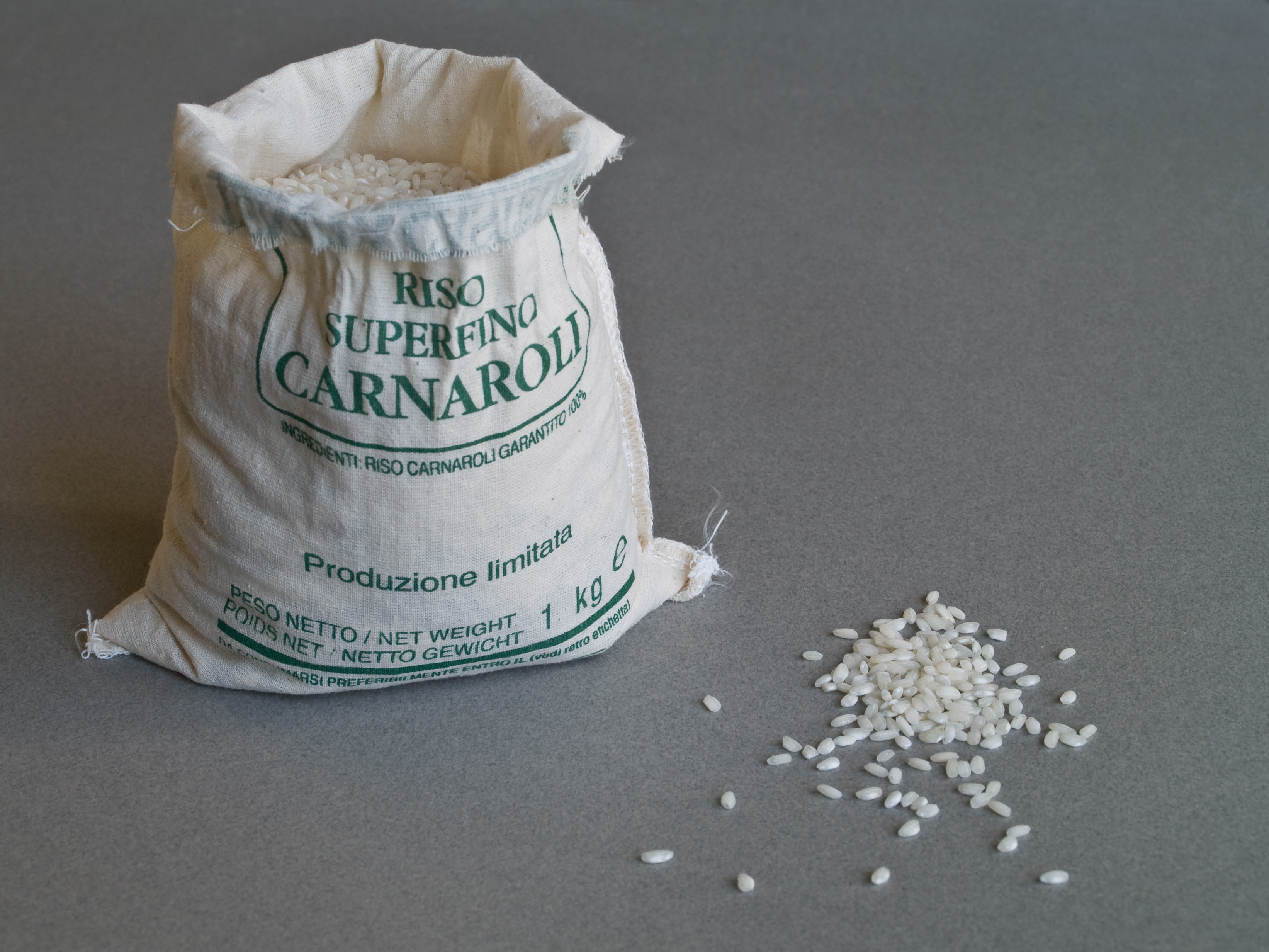
Carnaroli, uma variedade italiana de arroz
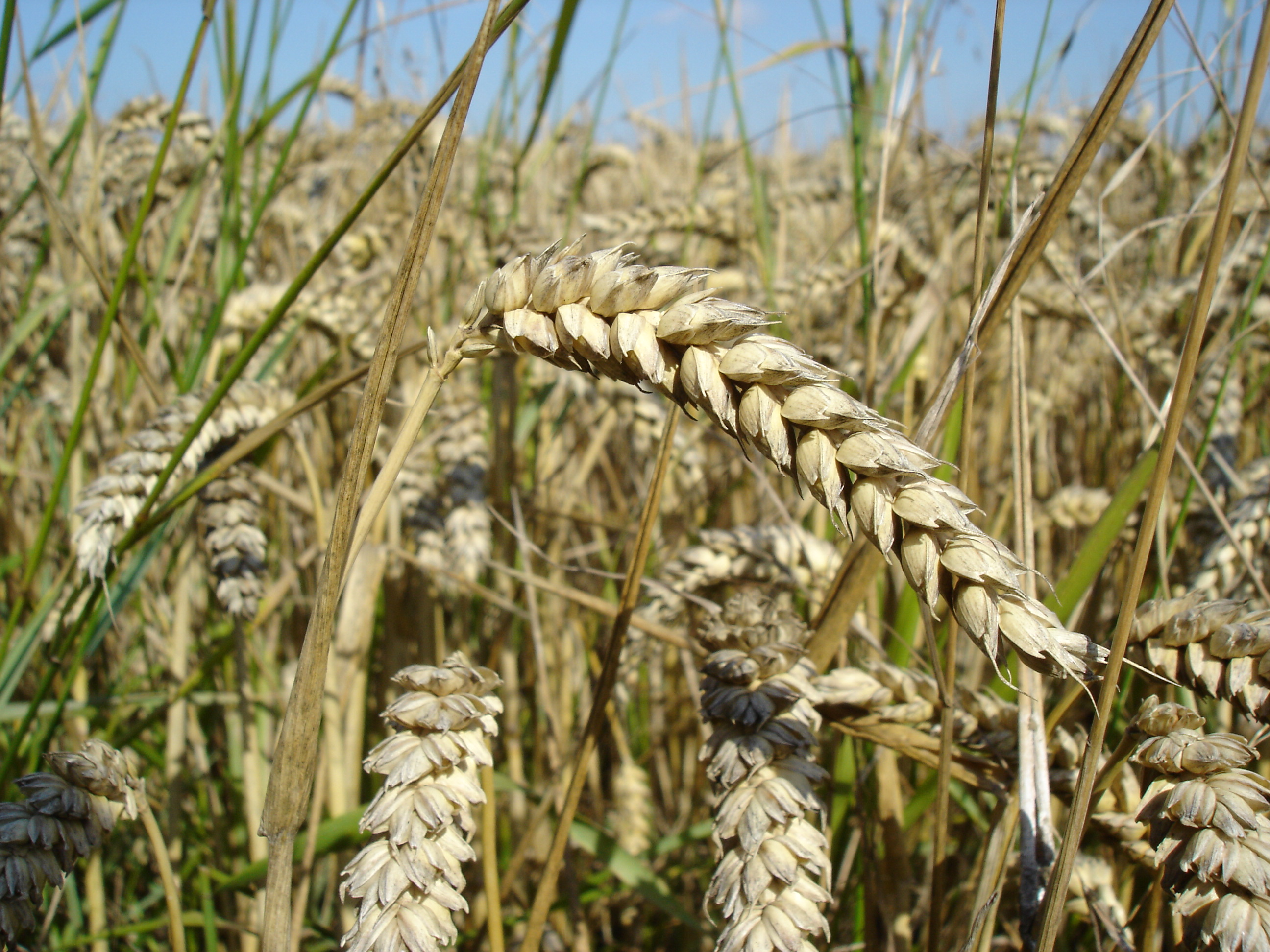
Trigo

## Fungos
- Cogumelos secos - normalmente preparados por secagem ao sol, secagem em ar quente ou liofilização.[50] Alguns tipos de cogumelos que são preparados secos incluem shiitake, palha[50] e cogumelos morel.[51]
- Extrato de cogumelo - um extrato concentrado em forma de pasta feito de cogumelos comestíveis secos.[51] O extrato de cogumelo é usado para dar sabor a sopas, molhos, molho de soja e outros alimentos.[51]

## Alimentos de origem animal
A carne tem sido preservada pela secagem de carnes salgadas e pela defumação desde a era paleolítica.

### Peixes e frutos do mar secos
A secagem de peixes é um método de preservação de alimentos que funciona removendo a água do peixe, o que inibe o crescimento de microorganismos. A secagem ao ar livre usando o sol e o vento tem sido praticada desde a antiguidade para preservar alimentos. Os peixes também são preservados por meio de métodos tradicionais como defumação e salga.

#### A
- Amêijoa seca.[45]

#### B

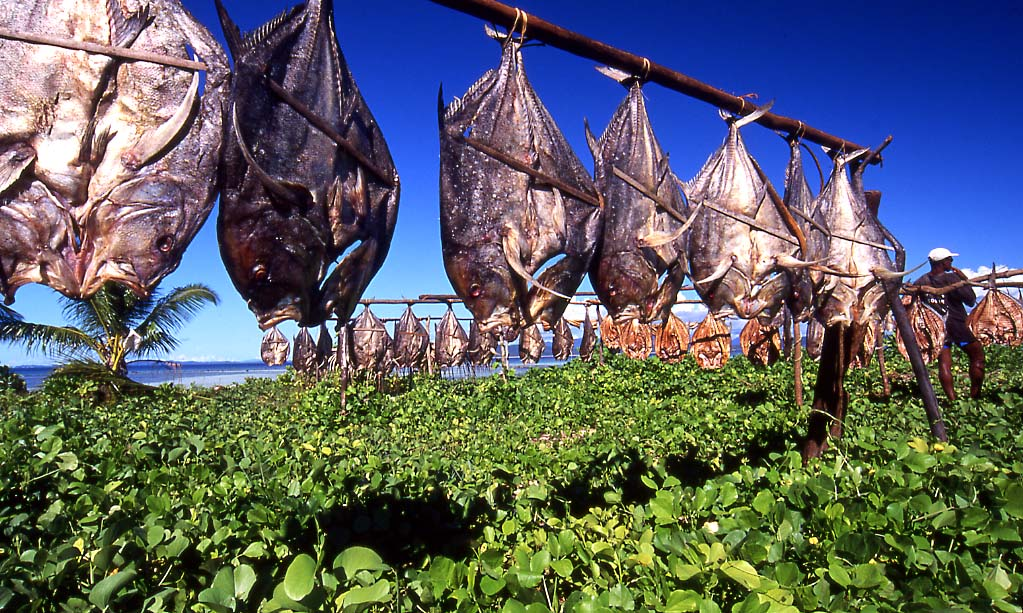
Peixes achatados secando ao sol em Madagascar.

- Bacalhau - no contexto culinário, bacalhau seco e salgado. Os pratos de bacalhau são comuns em Portugal, no Brasil e na Galícia, no noroeste da Espanha, e, em menor escala, em ex-colônias portuguesas como Angola, Macau e Goa. O "bacalhau salgado", é o bacalhau que foi preservado por secagem após a salga. O bacalhau que foi seco sem a adição de sal é o stokfisk.
- Pele de bacalhau desidratada - é uma pele de bacalhau que foi seca pelo ar, desidratação, secagem ao sol ou secagem de alimentos. A pele de bacalhau seca é popular como petisco para cães.

- Balyk[55] - partes macias de peixe salgadas e secas, geralmente provenientes de espécies grandes e valiosas: acipenseridae (por exemplo, esturjão) ou salmonidae (salmão).
- Bokkoms - tainha inteira, salgada e seca (mais especificamente a tainha do sul, Liza richardsonii, um tipo de peixe comumente conhecido no Cabo Ocidental da África do Sul como "harders"),[56][57] e é uma iguaria bem conhecida da região da Costa Oeste da África do Sul.

- Boknafisk - uma variante do stokfisk (peixe seco ao ar e sem sal), é um peixe sem sal parcialmente seco pelo sol e pelo vento em flocos de secagem (hjell) ou em uma parede. O boknafisk é associado principalmente ao norte da Noruega, mas é consumido em toda a costa norueguesa até Bergen.[42]
- Budu - um molho indonésio tradicionalmente feito com a mistura de anchova e sal na proporção de 2:1 a 6:1 e depois fermentado por 140 a 200 dias.[44]

#### C

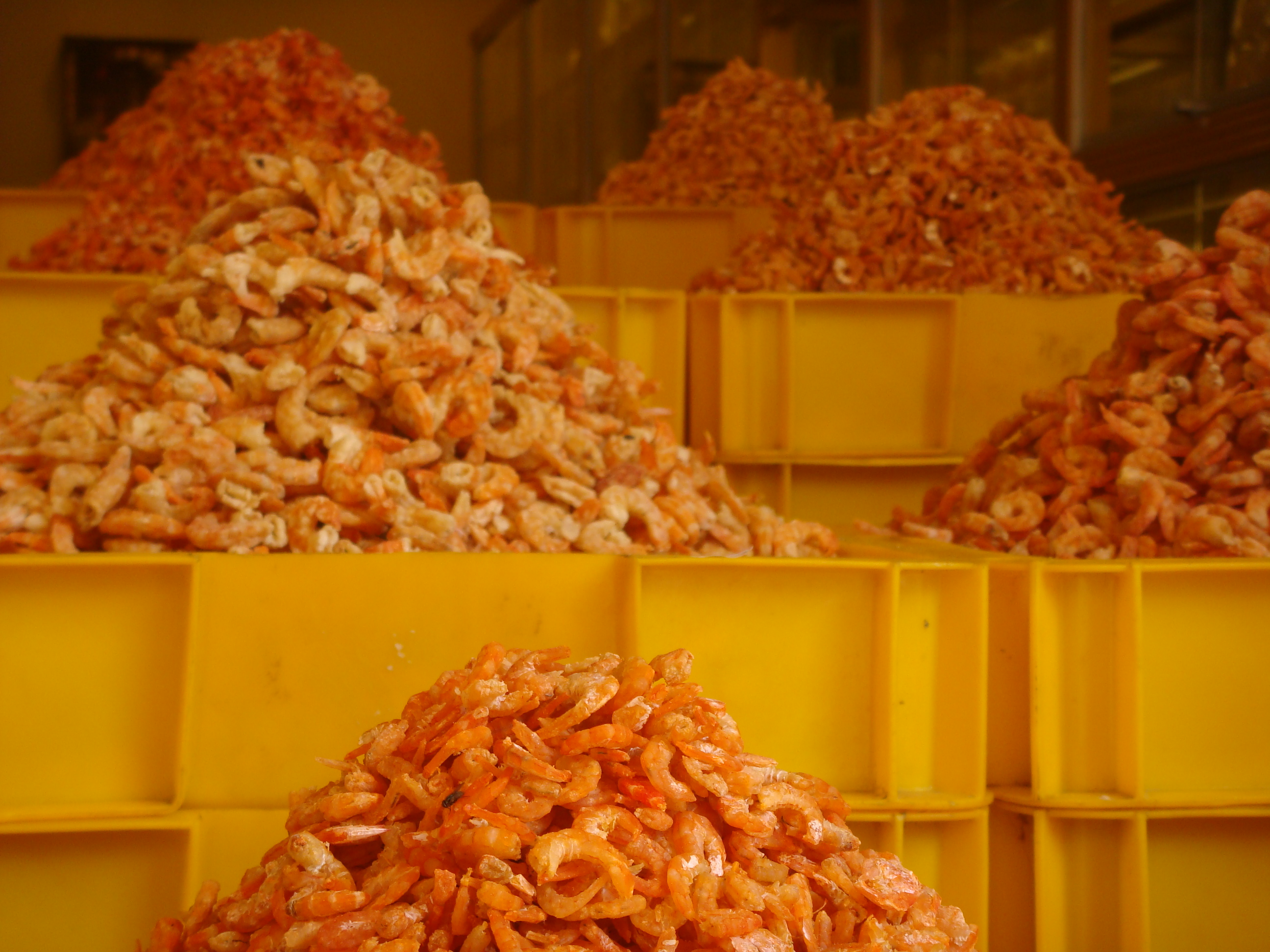
Camarão seco à venda perto do mercado Bến Thành, Saigon.

- Camarão seco - camarão que foi seco ao sol e encolhido. São usados em muitas cozinhas asiáticas, conferindo um sabor umami exclusivo.[58]
- Cavala - é seca na Grécia, Turquia e Chipre, e é chamada de "çiroz" na Turquia.
- Chips de camarão - um tipo de salgadinho frito feito de farinha de tapioca e camarão.[59]

- Conpoy - um tipo de produto de frutos do mar seco feito com o músculo adutor das vieiras.[60]
- Craster kipper - kippers (arenque defumado) do vilarejo de Craster, em Northumberland.[61][46]

#### D
- Daing - também conhecido como Tuyô ou Bilad - refere-se ao peixe seco das Filipinas. Uma variante do daing conhecida como labtingaw usa menos sal e é seca por um período muito mais curto (apenas algumas horas). O daing resultante ainda é ligeiramente úmido e mais carnudo do que a variante totalmente seca.[62]

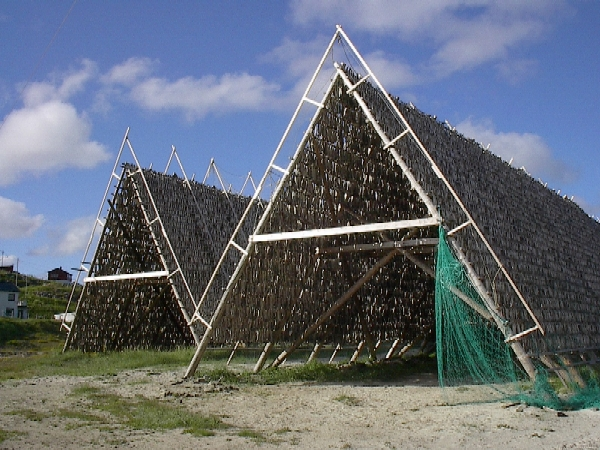
Boknafisk secando em hjells na Noruega
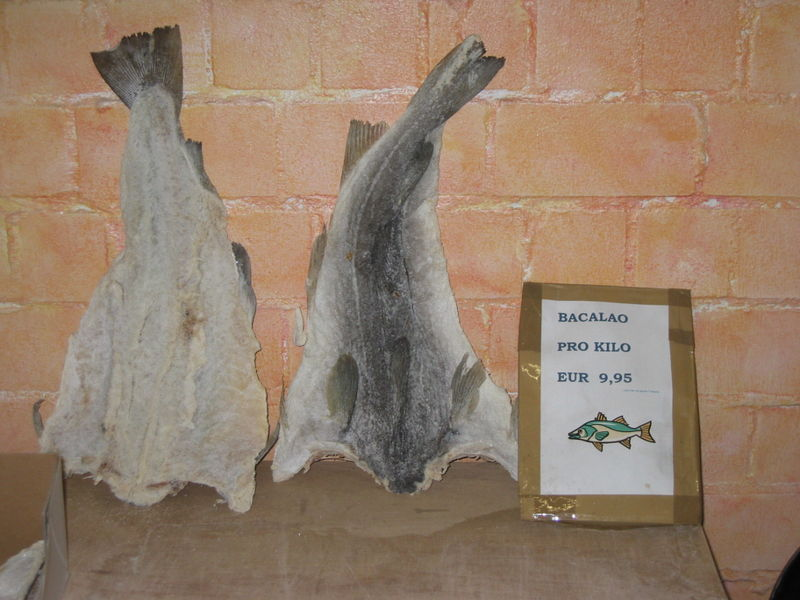
Bacalhau salgado e seco, produzido na Noruega
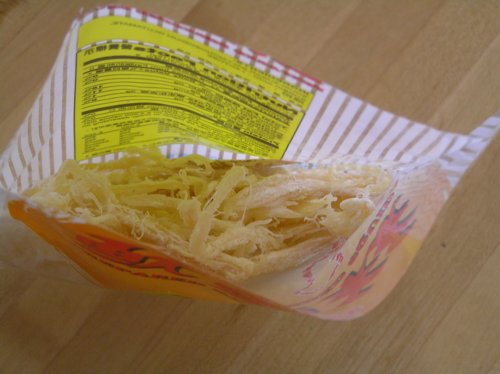
Lula desfiada seca preparada comercialmente

#### F

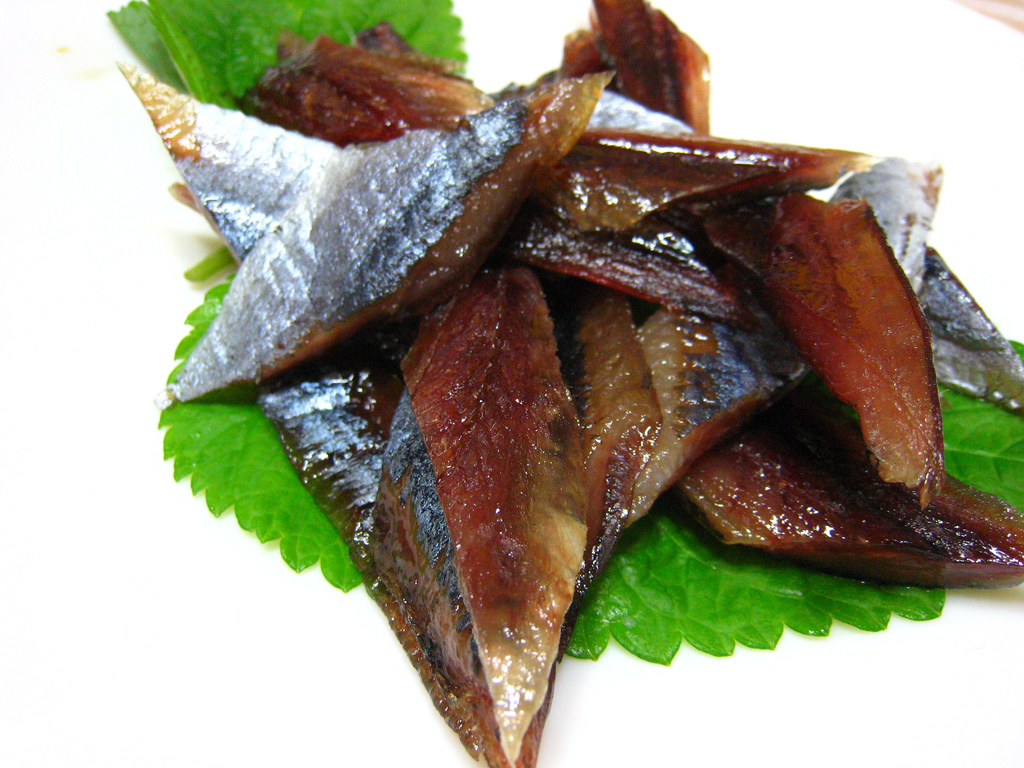
Gwamegi.

- Fesikh - prato tradicional de peixe egípcio que consiste em tainha cinza fermentada, salgada e seca, da família mugil, um peixe de água salgada que vive tanto no Mediterrâneo quanto no Mar Vermelho.[63]

#### G
- Gwamegi - um arenque do Pacífico, ou saury do Pacífico, meio seco, coreano feito durante o inverno. É consumido principalmente na região da província de Gyeongsang do Norte, como Pohang, Uljin e Yeongdeok, onde uma grande quantidade de peixes é colhida.[64]

#### J
- Juipo - tradicional carne seca de peixe prensada coreana vendida como lanche de rua. Feita de filé de peixe, é seca, achatada e temperada e tem um sabor doce sutil.

#### K
- Katsuobushi - nome japonês para o atum skipjack (Katsuwonus pelamis) seco, fermentado e defumado.[65]
- Keumamah - peixe seco tradicional de Aceh.[66]
- Kipper - um arenque inteiro, um peixe pequeno e oleoso, que foi dividido em forma de borboleta da cauda à cabeça ao longo da crista dorsal, eviscerado, salgado ou colocado em conserva e defumado a frio sobre lascas de madeira (normalmente carvalho).[67]
- Kusaya - um peixe salgado, seco e fermentado produzido nas Ilhas Izu, no Japão. Embora o cheiro do kusaya seja forte, seu sabor é bastante suave.[68]

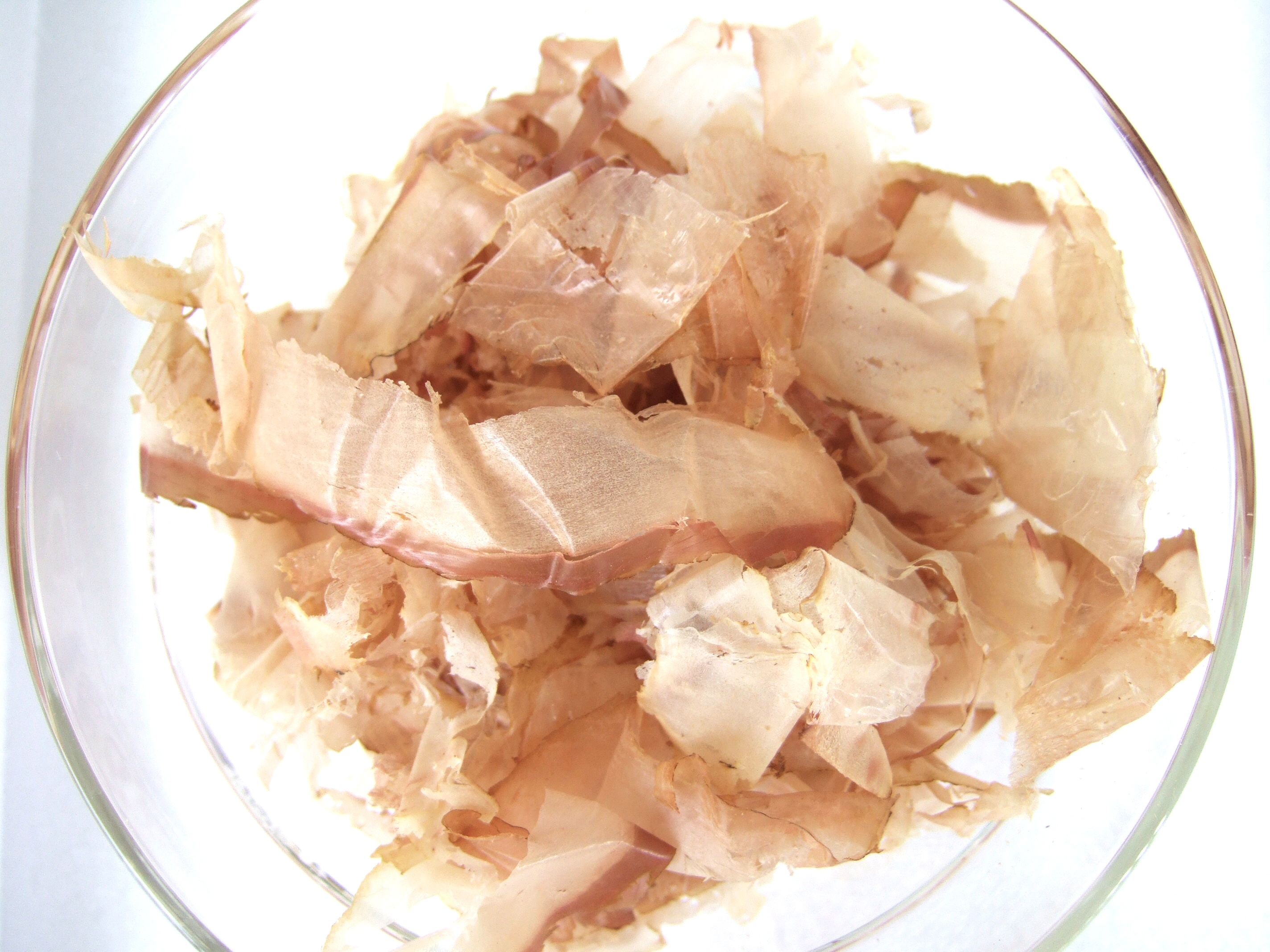
Lascas de katsuobushi
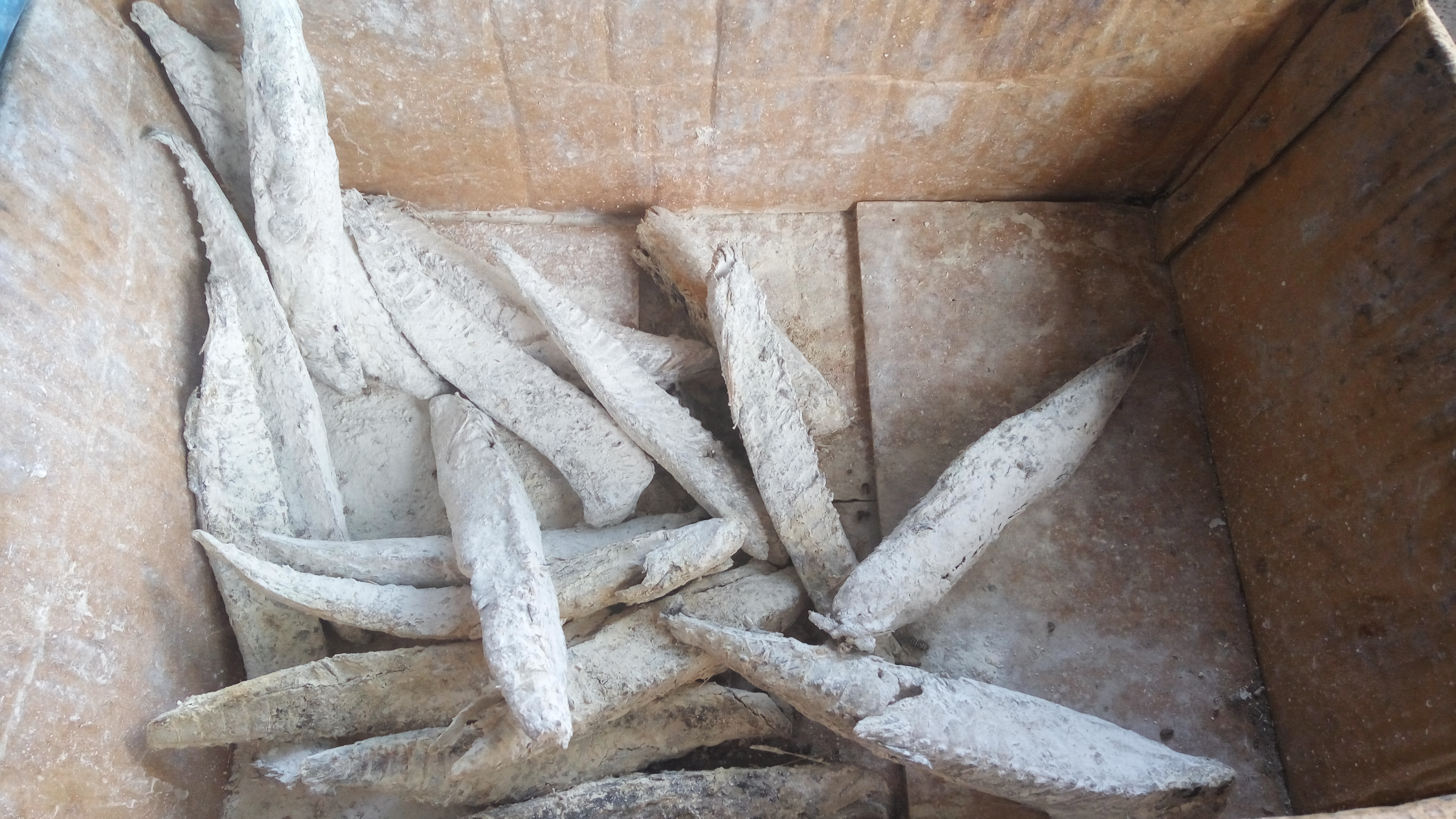
Keumamah
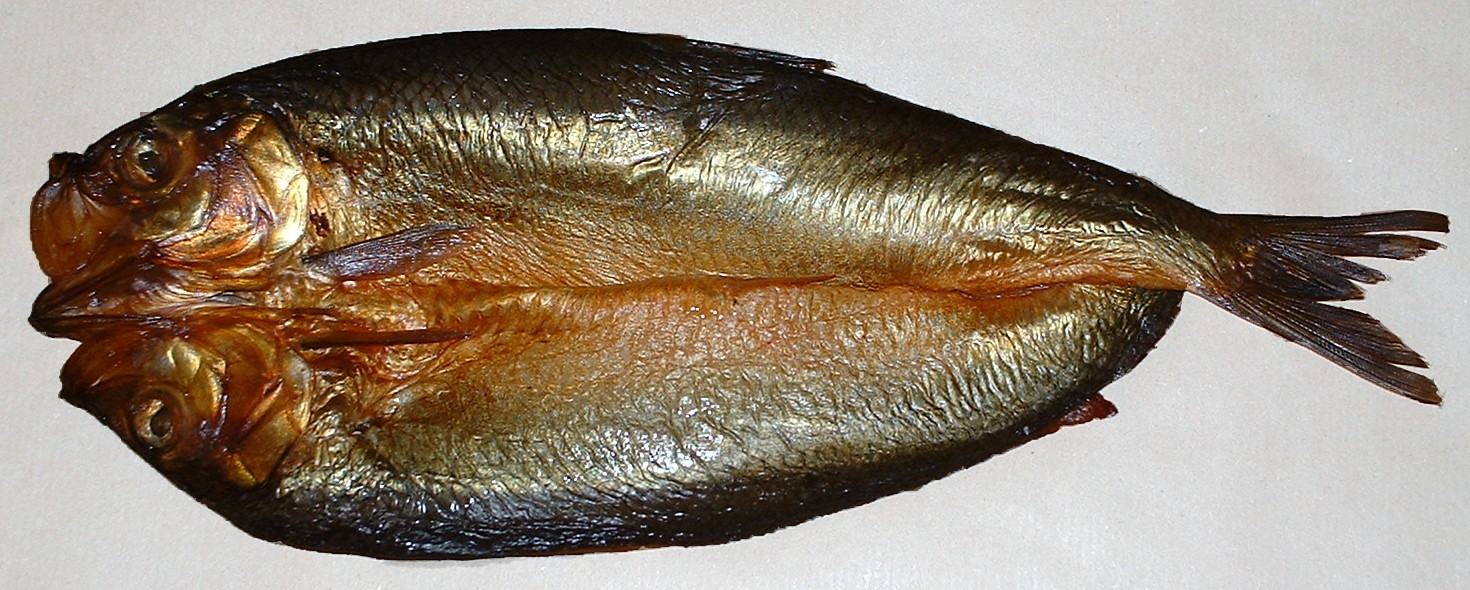
Kipper
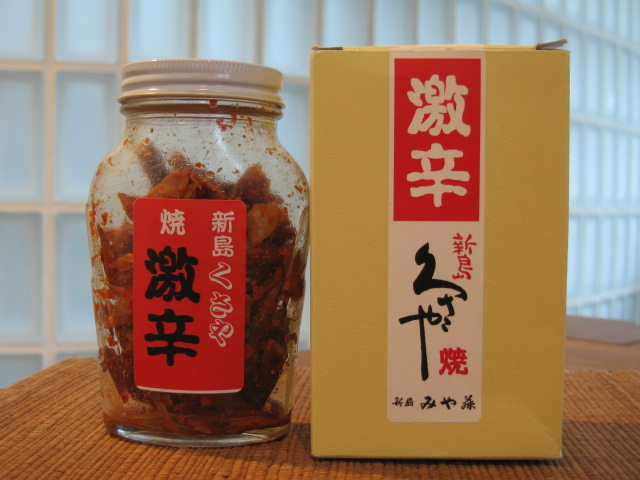
Kusaya engarrafado de Nii-jima

#### L
- Lula seca desfiada - um produto de frutos do mar seco e temperado, feito de lula ou choco, comumente encontrado em países asiáticos costeiros, na Rússia e no Havaí.[69]
- Lutefisk - um alimento norueguês em conserva feito de peixe branco seco ao ar, embebido em soda cáustica e salgado. Lutefisk significa "peixe com soda cáustica".[70][71]

#### M
- Maldives fish ("peixe-das-maldivas") - atum curado tradicionalmente produzido nas Maldivas. É um alimento básico da culinária das Maldivas, bem como da culinária do Sri Lanka, e no passado foi uma das principais exportações das Maldivas para o Sri Lanka.[72]Um armazém de peixes no vilarejo de Forsøl, Noruega

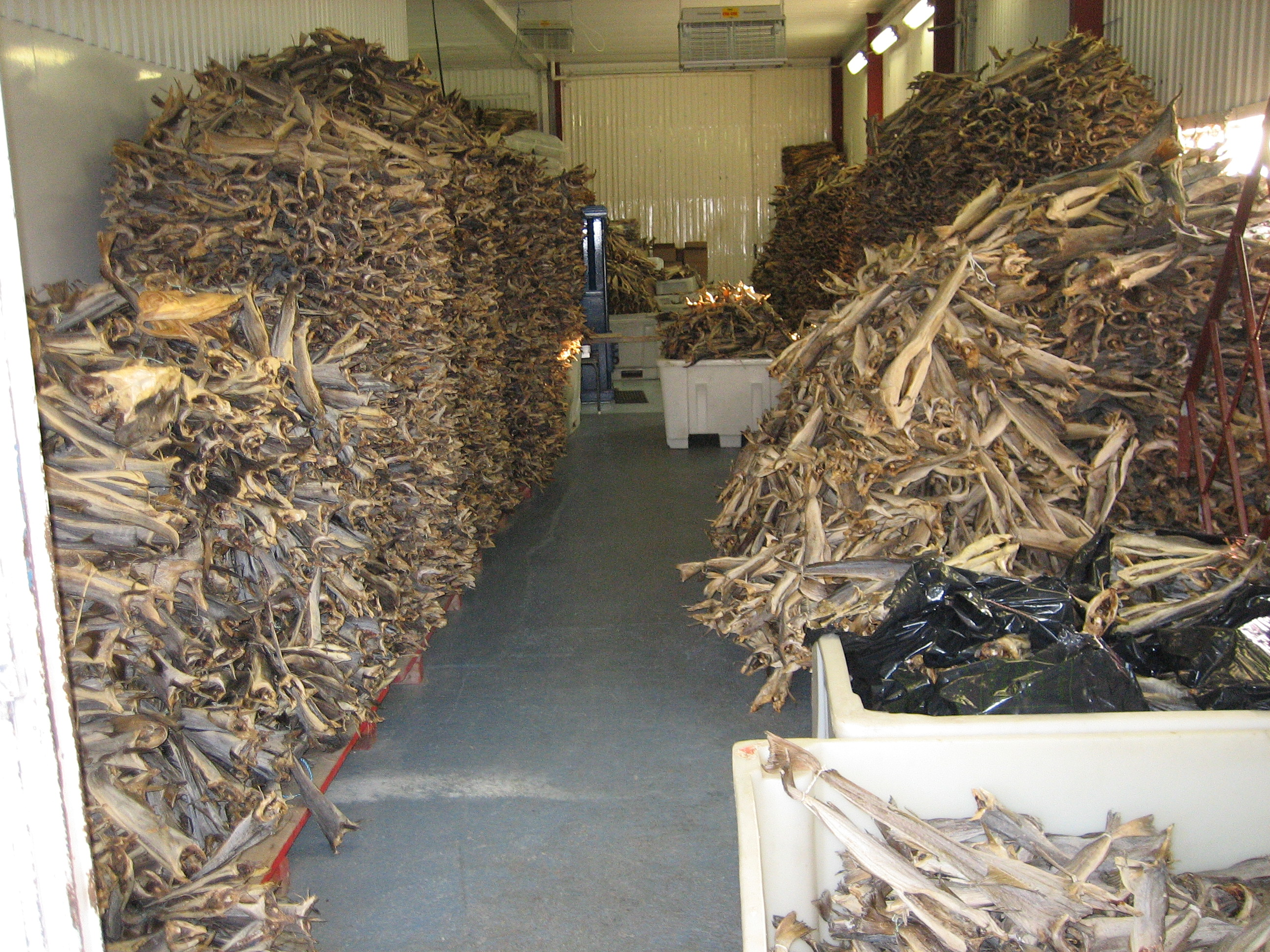
Um armazém de peixes no vilarejo de Forsøl, Noruega

- Mojama - iguaria espanhola que consiste em atum curado com sal em filés, feito com os lombos do atum.[73][74]
- Meat Floss ou rousong ("fio dental de carne") - um produto chinês de carne seca e em pó.[75]

#### P
- Piracuí - conhecido na região amazônica brasileira como "farinha de peixe", é tradicionalmente feito de peixe seco salgado que é triturado ou desfiado.[76]
- Polvo - pode ser seco para ser preservado.[77][78]

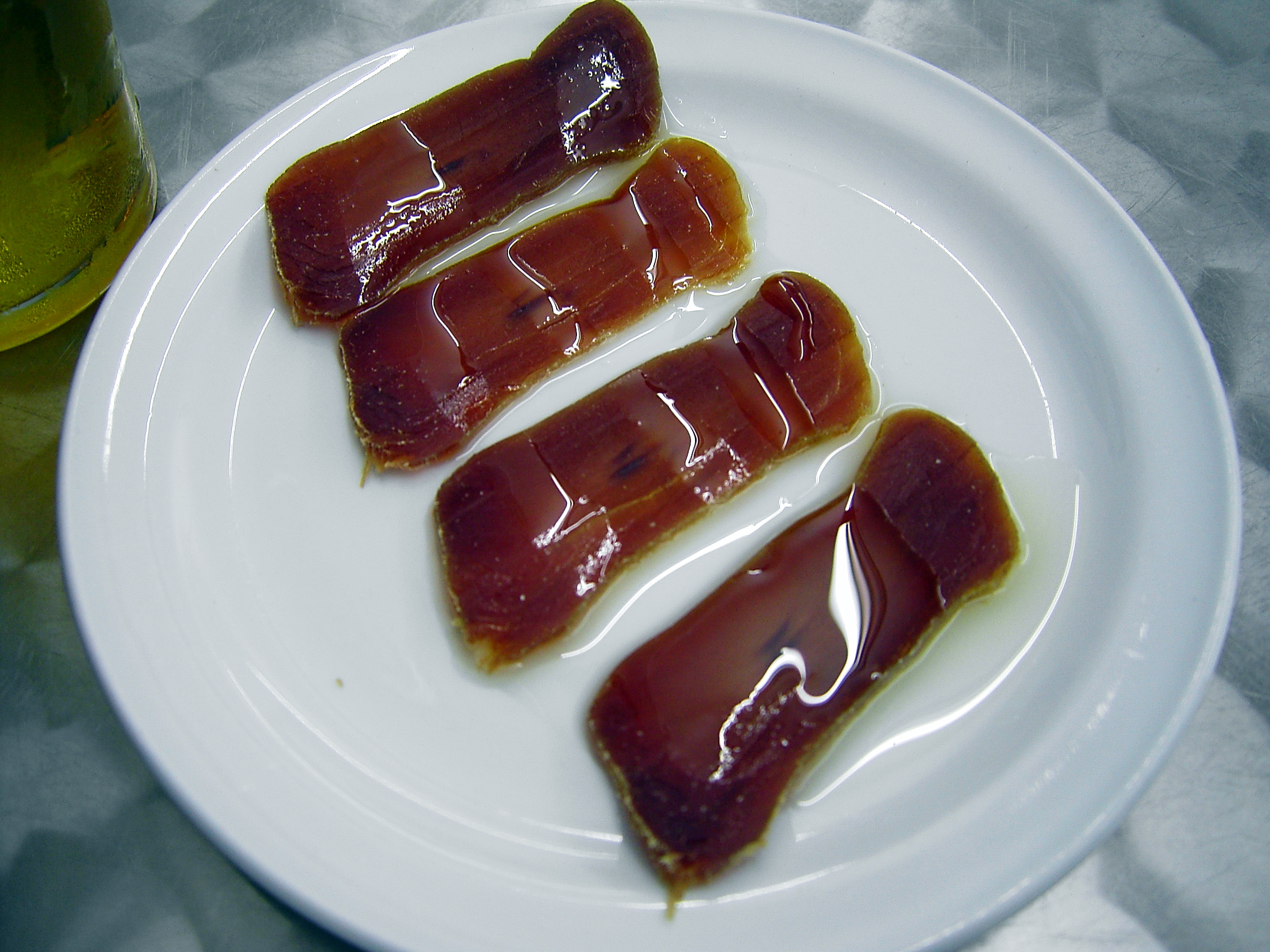
Mojama
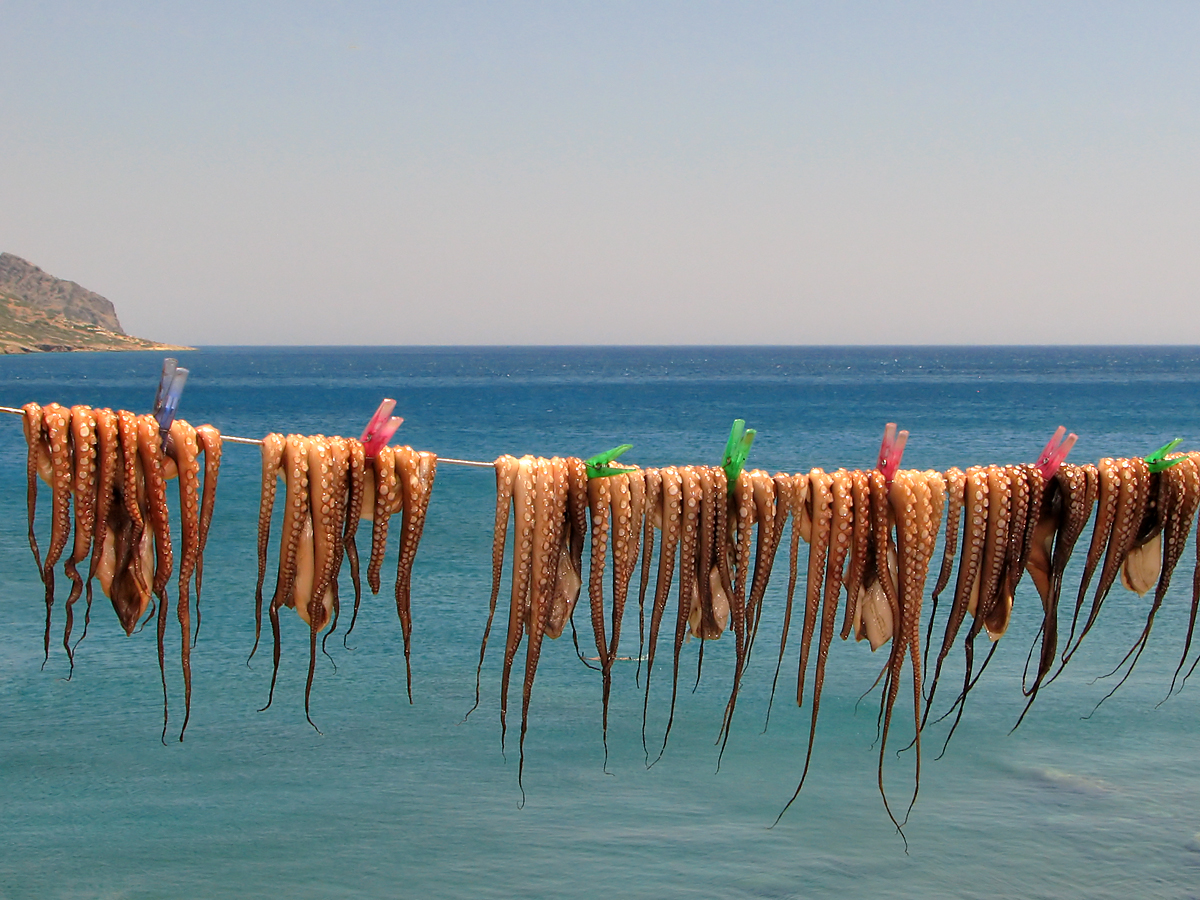
Polvo sendo seco ao sol na Grécia

#### S
- Sanyaa - um tipo de peixe seco preparado pelos neuaris.
- Shũṭki (শুঁটকি) ou Shũṭki machh (শুঁটকি মাছ) - peixe ou camarão seco ao sol, preparado na culinária bengali e assamesa na Índia e na culinária de Bangladesh em geral. No oeste da Índia, é coloquialmente chamado de Bombay duck ("pato de Bombaim"). O peixe seco também é usado em algumas partes do sul da Índia e do Sri Lanka
- Stokfisk - peixe sem sal, especialmente bacalhau, seco pelo ar frio e pelo vento em prateleiras de madeira na costa, chamado "hjell".[79][80][81]

#### T
- Tatami iwashi - um produto alimentício japonês processado feito de sardinhas bebês ou shirasu dispostas e secas enquanto entrelaçadas em uma única camada para formar uma grande folha semelhante a um tapete.[82]

#### V
- Vobla - vobla seco com sal é uma refeição ou lanche russo comum que é harmonizado com cerveja. É popular em muitos lares russos e restaurantes de cerveja.[83]

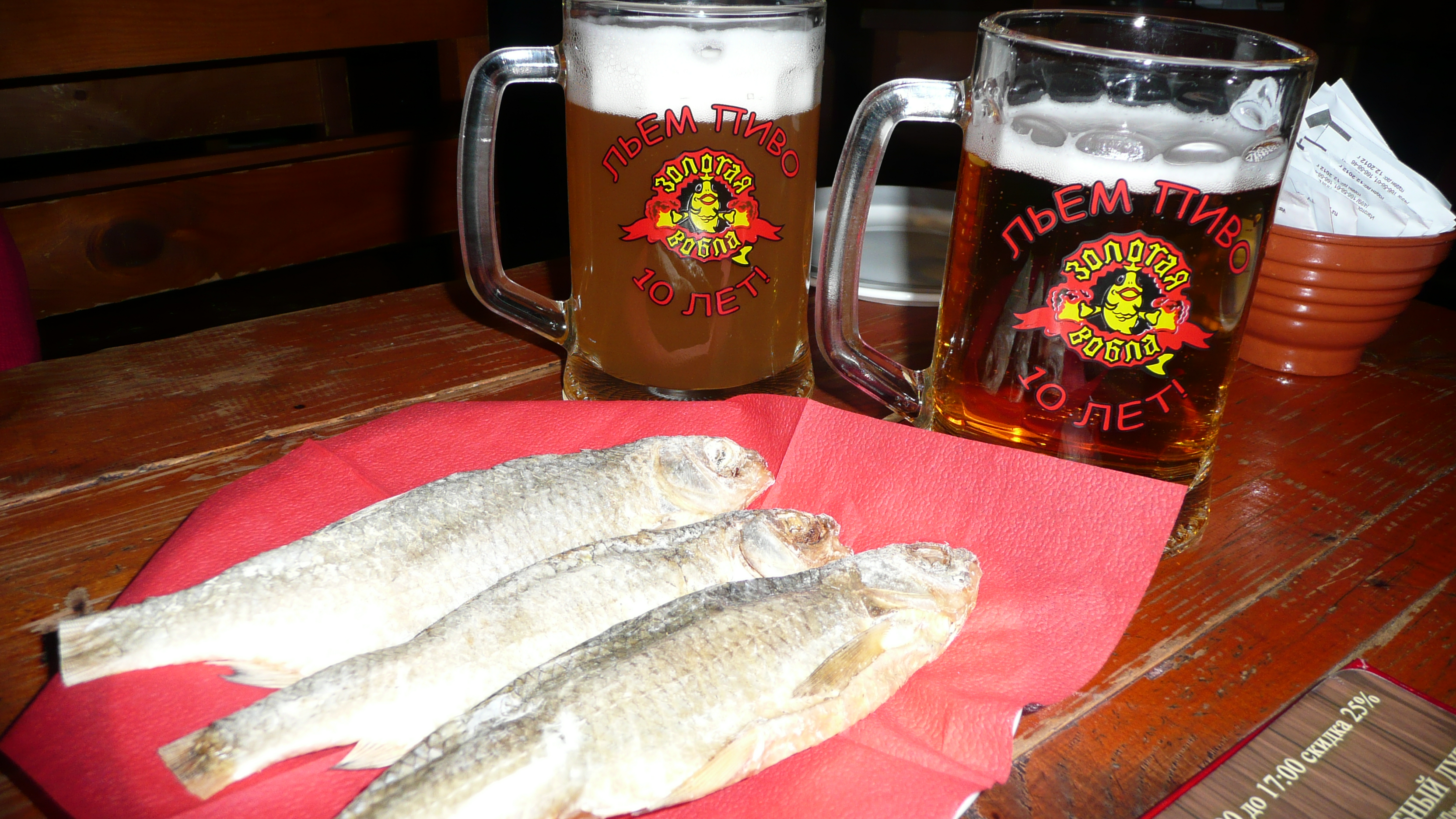
Vobla seco com sal, servido com cerveja

### Carnes-secas
A carne-seca é um alimento presente em muitas cozinhas em todo o mundo.

#### A
- Apohtin - um alimento seco tradicional cipriota feito de carne de cabra salgada.[84]

#### B

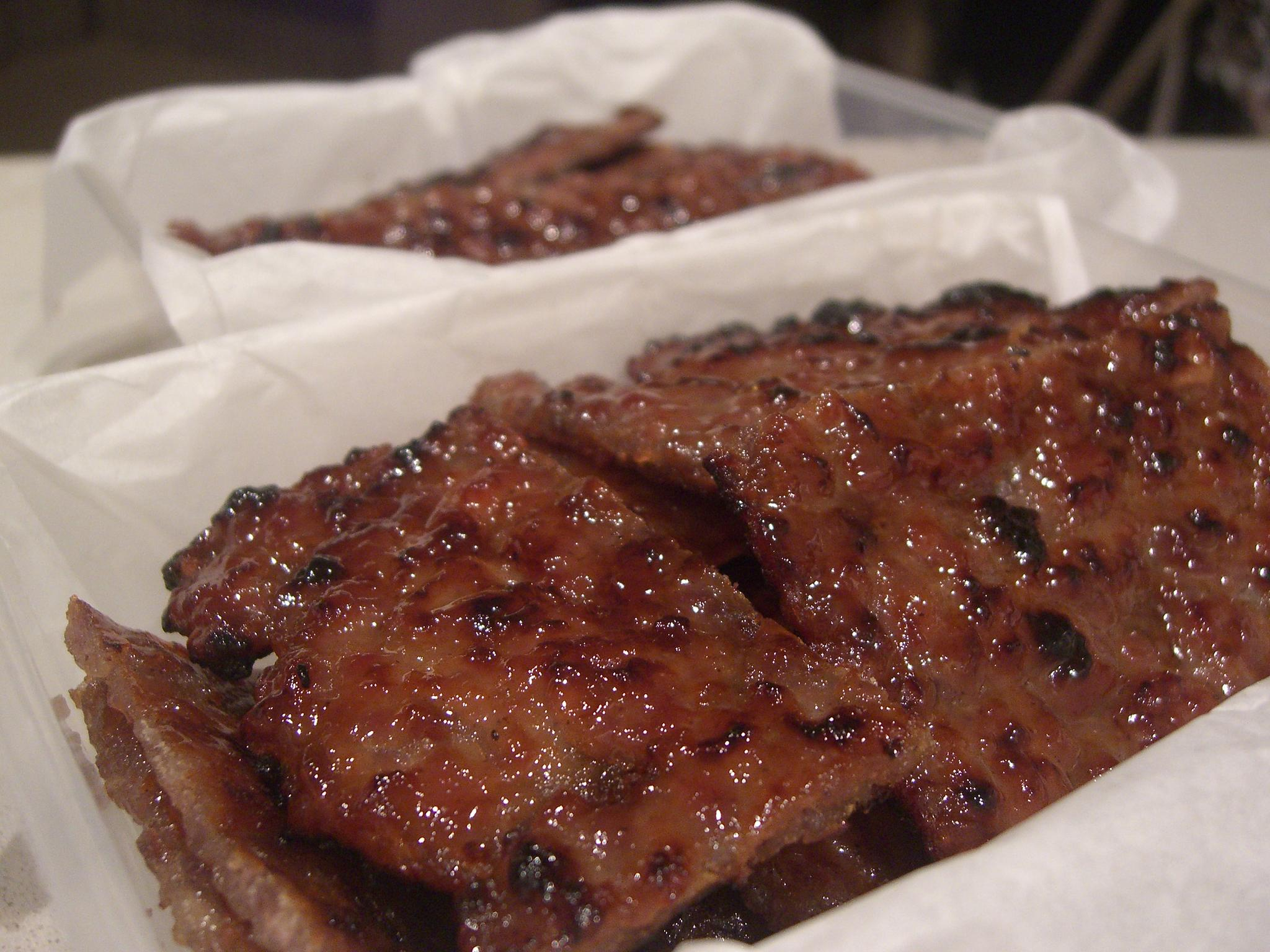
Bakkwa chinês (carne seca doce) feito de carne de porco

- Bacon (toucinho) - algumas formas de bacon são secas, como o bacon liofilizado.
- Bakkwa - um produto chinês de carne seca salgada e doce semelhante ao jerky.[85] O bakkwa é feito com uma técnica de preservação e preparação de carne originária da China.[86]
- Biltong - uma variedade de carne curada originária do sul da África. Vários tipos de carne são usados para produzi-la, desde carnes bovinas e de caça até filés de avestruz de fazendas comerciais. Normalmente, é feito com filés de carne crua.[87][88]

- Schwarzwälder Schinken (Presunto da Floresta Negra) - uma variedade de presunto defumado curado a seco, um produto de carne suína, produzido na região da Floresta Negra, na Alemanha. O presunto é a coxa e a alcatra de um porco ou javali. É o presunto defumado mais vendido na Europa.[89][90]

- Borts - carne seca ao ar da Mongólia, cujo preparo envolve o corte da carne em tiras longas que são penduradas na sombra.[91]
- Bresaola - carne bovina salgada e seca ao ar que foi envelhecida por dois ou três meses até ficar dura e com uma cor vermelha escura, quase roxa. É feita com a parte superior traseira (como lagarto) e é magra e macia, com um cheiro doce e de mofo. Originou-se em Valtellina, um vale nos Alpes da região da Lombardia, no norte da Itália.[92]
- Brési - carne bovina que foi salgada, seca e defumada por um período de três meses, produzida no Departamento de Doubs. Assemelha-se ao Bündnerfleisch de Grisons e aparece pela primeira vez em trabalhos sobre gastronomia por volta de 1560.[93]
- Bündnerfleisch - uma carne seca ao ar que é produzida no cantão de Grisons, na Suíça. O ingrediente principal é a carne bovina, retirada da parte superior da coxa ou do ombro do animal, sem a gordura e os tendões. Antes da secagem, a carne é tratada com vinho branco e temperos como sal, cebola e ervas variadas.

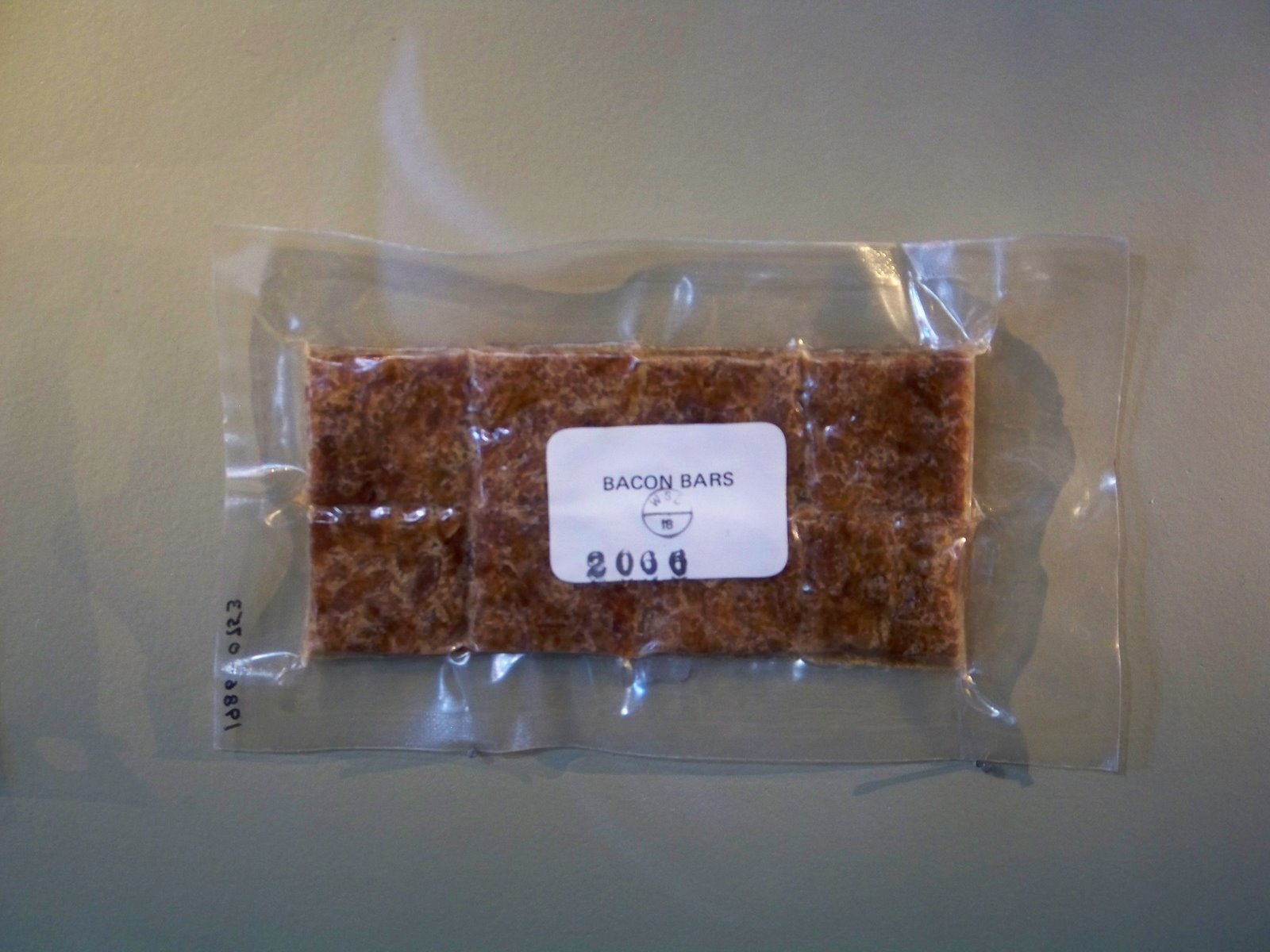
Barras de bacon liofilizadas
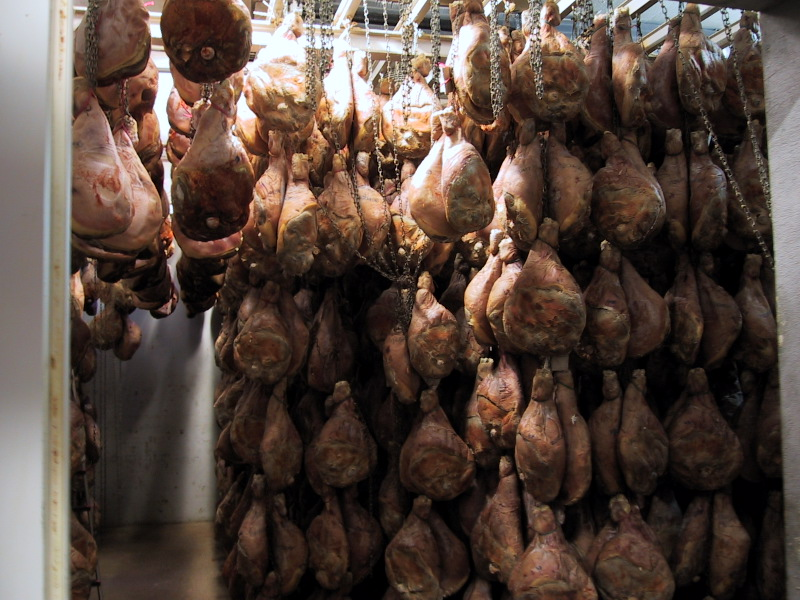
Presuntos de Bayonne envelhecidos em uma sala de armazenamento com controle atmosférico em Mazerolles, Béarn
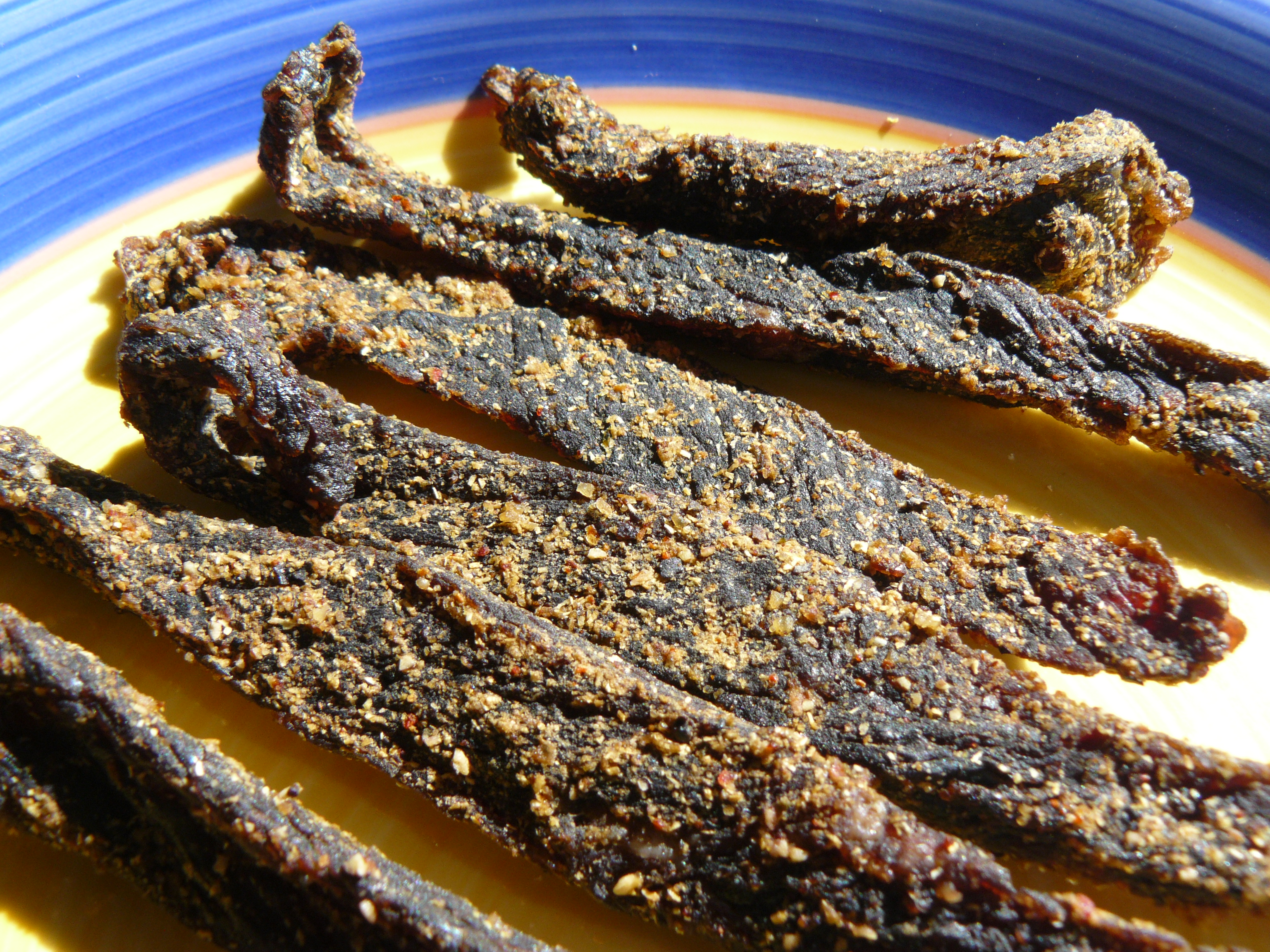
Pedaços de biltong de carne bovina caseiros
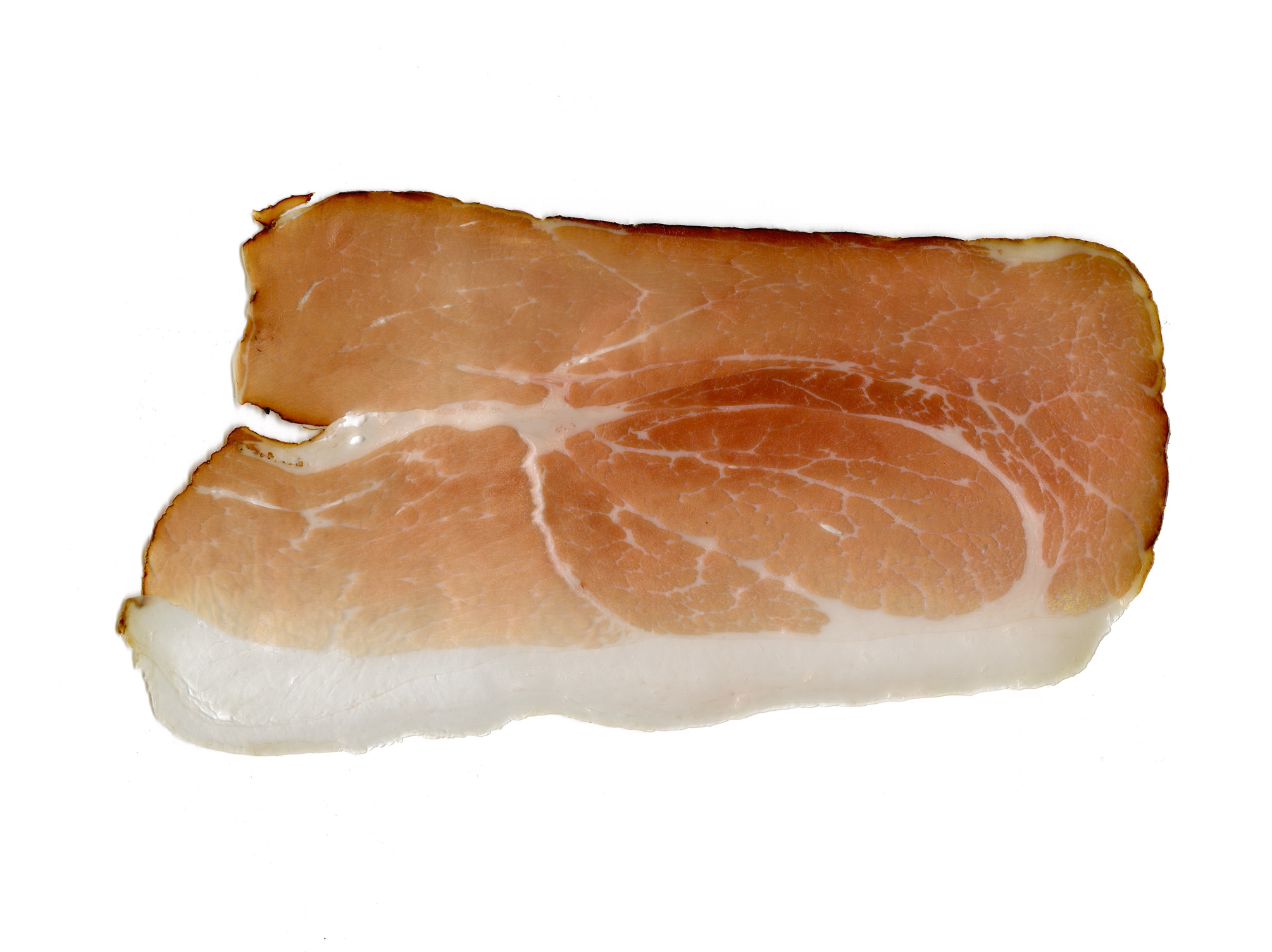
Fatias de presunto Floresta Negra

#### C

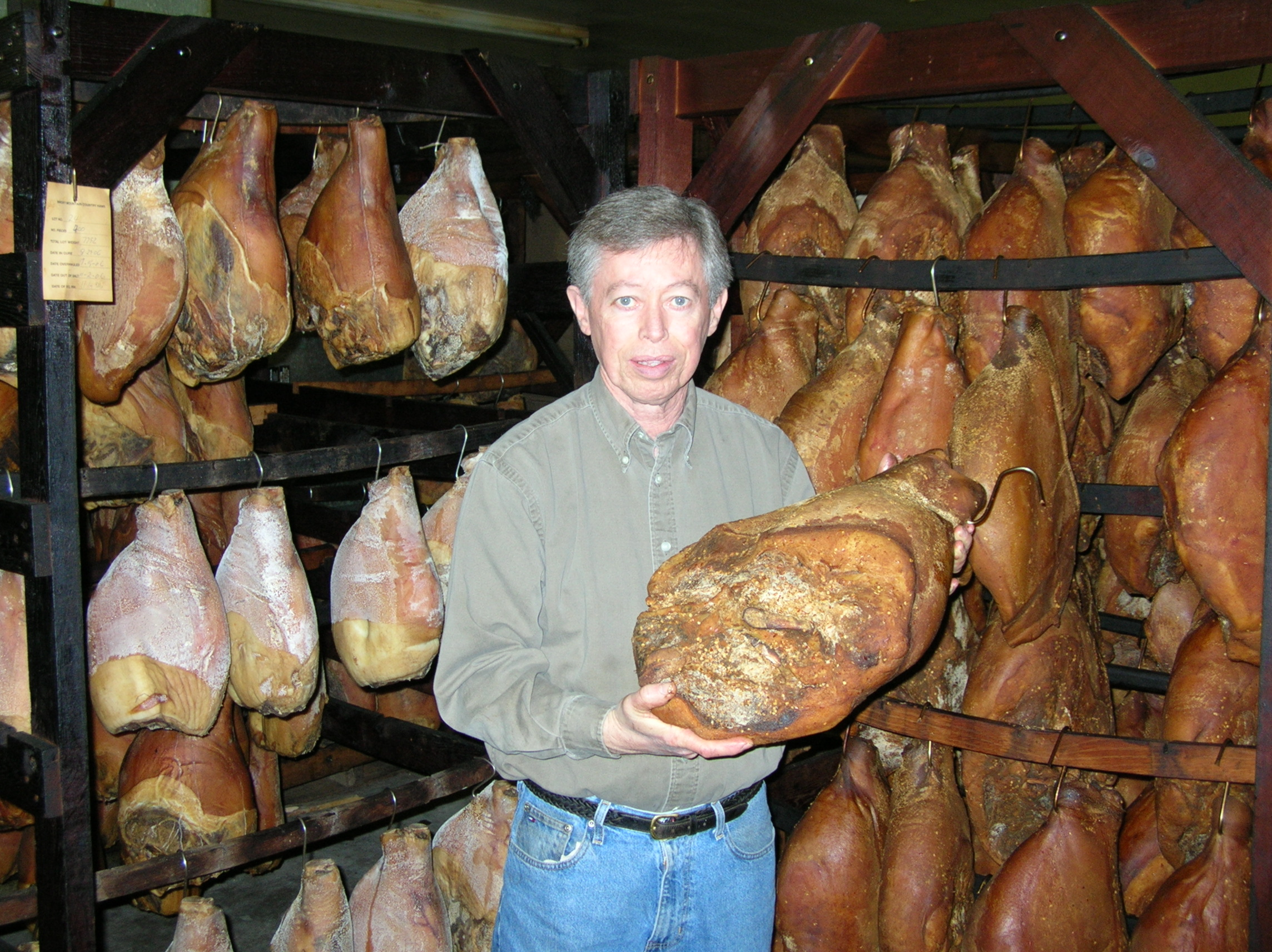
Country ham envelhecendo em prateleiras

- Copa - um corte frio italiano tradicional (salame) feito de ombro ou pescoço de porco inteiro curado a seco. Duas variedades específicas têm status de Denominação de Origem Protegida (DOP) de acordo com a Política Agrícola Comum da legislação da União Europeia. Outras quatro regiões italianas produzem capocollo e não estão cobertas pela legislação europeia, mas são designadas como "Prodotto agroalimentare tradizionale" (P.A.T.) pelo Ministério de Políticas Agrícolas, Alimentares e Florestais da Itália.[94]

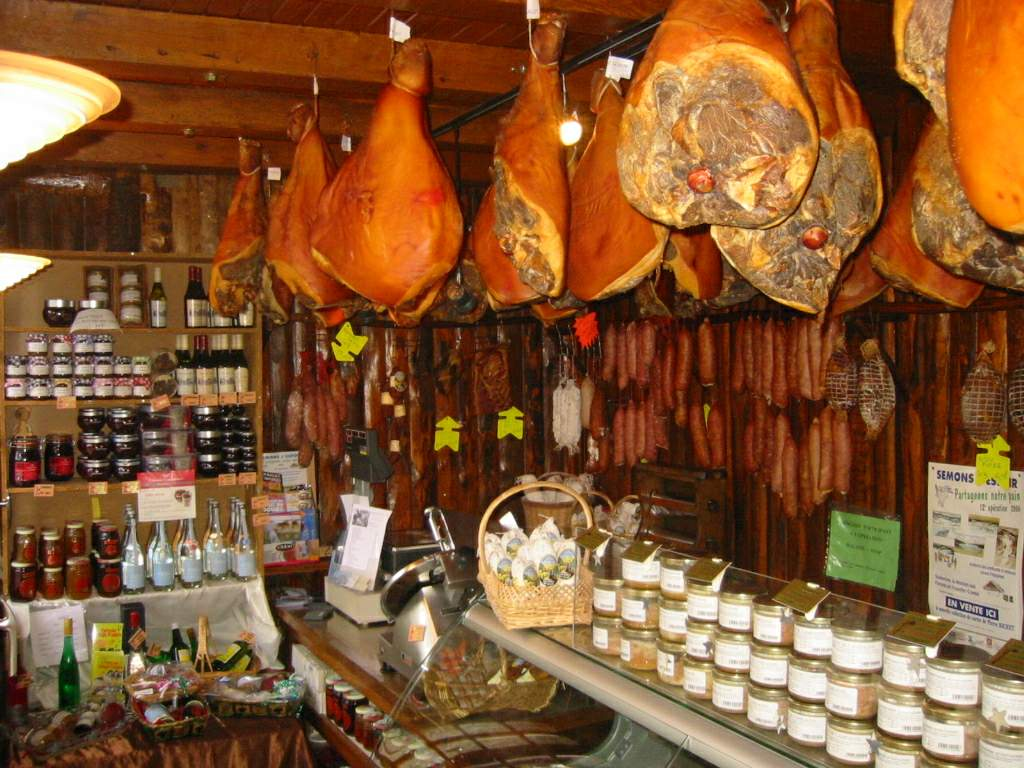
Charcutaria em Jura, França.

- Charcutaria em Jura, França.Carne de sol - um prato do nordeste do Brasil. Consiste em carne bovina muito salgada, que é exposta ao sol por um ou dois dias para curar.[95]
- Carne seca - um tipo de carne seca na culinária mexicana. Na culinária do norte do México, especialmente nos estados de Chihuahua e Sonora, a carne seca é cozida em um prato chamado machaca.[96]
- Carne-seca - um tipo de carne seca e salgada, geralmente bovina, na culinária brasileira, um acompanhamento frequente do feijão preto.[97]
- Cecina - em espanhol, cecina significa "carne que foi salgada e seca por meio do ar, do sol ou da fumaça". A palavra vem do latim siccus ("seco") ou do celta ciercina, relacionado ao espanhol moderno cierzo. Na Espanha, a cecina é semelhante ao presunto, mas é feita com a cura de carne bovina, de cavalo ou (com menos frequência) de cabra, coelho ou lebre. A cecina de León, que é feita com as pernas traseiras da carne bovina, salgada, defumada e seca ao ar na província de León, no noroeste da Espanha, tem status de denominação de origem protegida.
- Charque - semelhante ao jerky, é uma forma de carne seca comum na América do Sul, feita de carne seca e salgada, originalmente de lhama, onde esse animal vagava, mas atualmente principalmente de carne bovina.[98]
- Chipped beef ("carne lascada") - carne bovina salgada e seca cortada em fatias finas ou prensada. Algumas variedades são defumadas para dar sabor.[99]
- Chouriço - pode ser uma linguiça fresca e, nesse caso, deve ser cozida antes de ser consumida. Na Europa, é mais frequentemente uma linguiça fermentada, curada com sal e defumada.[100][101]
- Corte frio - carne pré-cozida ou curada, incluindo salsichas secas.
- Country ham ("presunto caipira") - uma variedade de presunto curado que normalmente é muito salgado. Os presuntos são curados com sal (e, ocasionalmente, com nitrito e nitrato) por um a três meses.[102]
- Culatello - uma variedade refinada de prosciutto, feita de porcos mais pesados, cortada em uma fração do prosciutto normal e envelhecida, e pode ser curada com vinho, sendo que o culatello di Zibello tem status de DOP.[103]

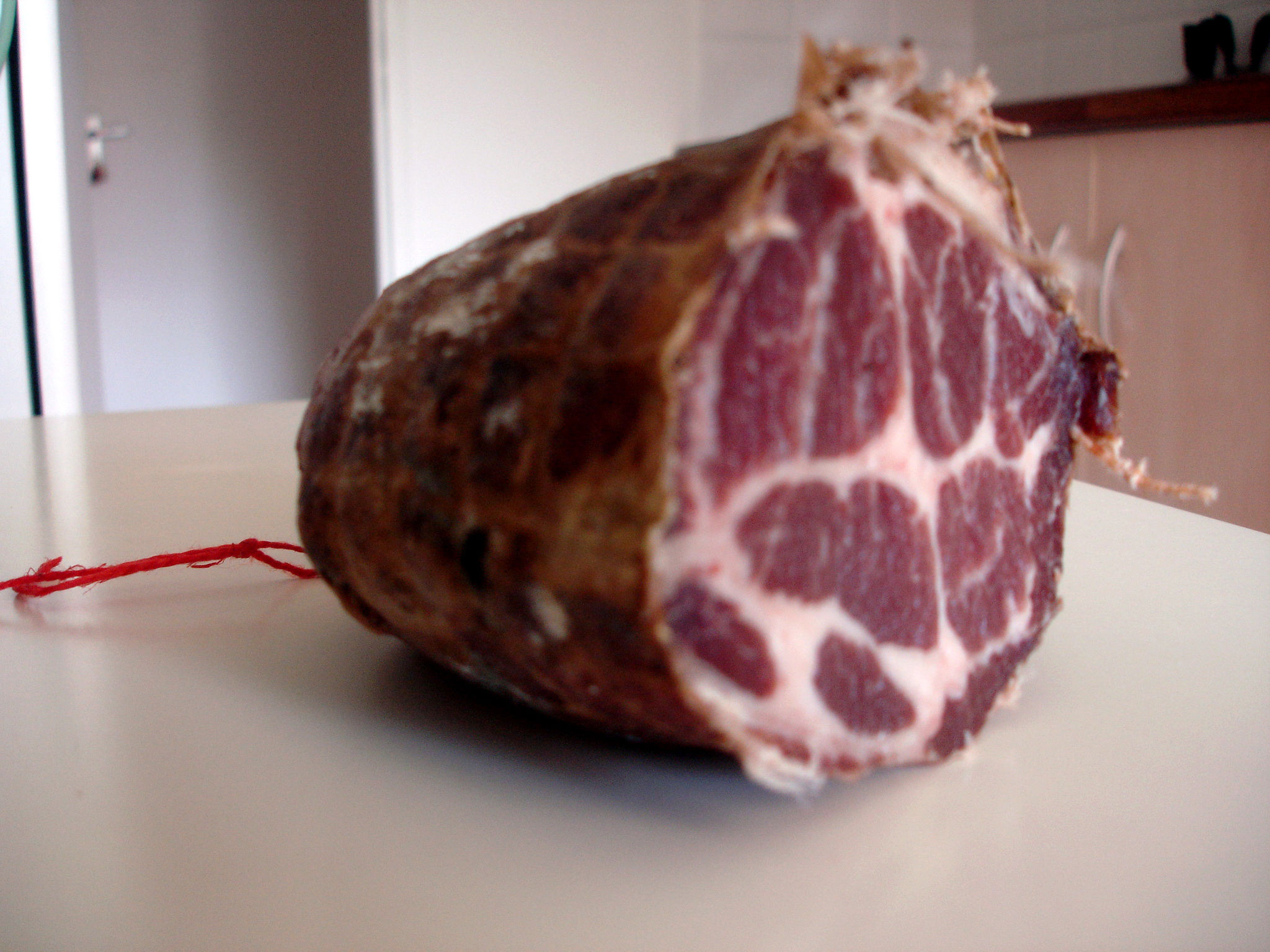
Coppa Spécialité Corse, uma variedade de capicola
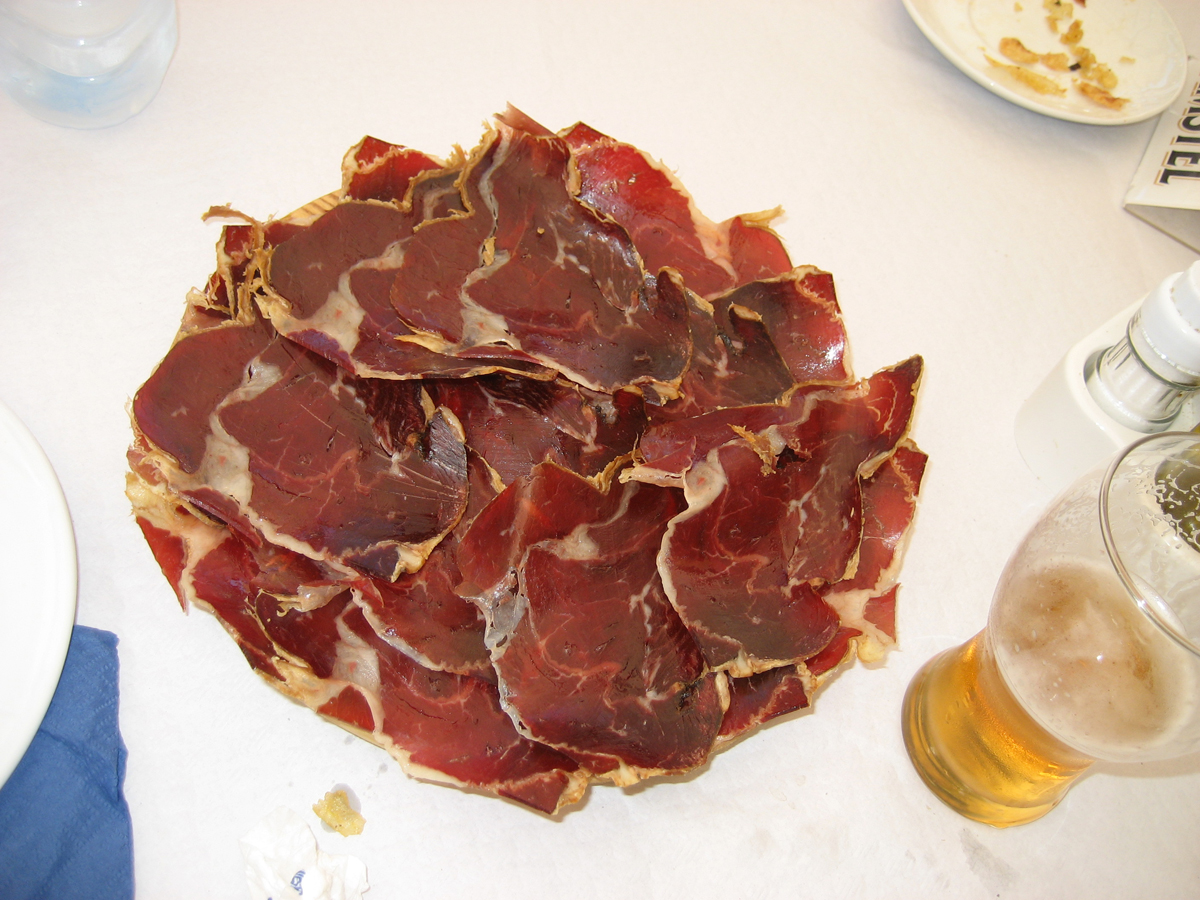
Cecina
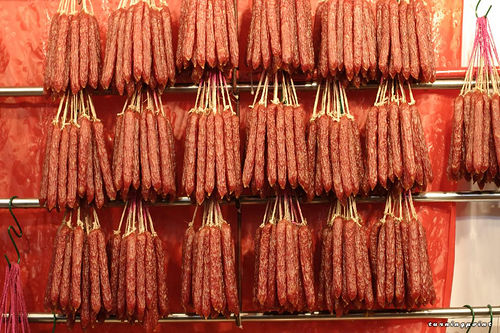
Salsichas chinesas desidratadas

#### D

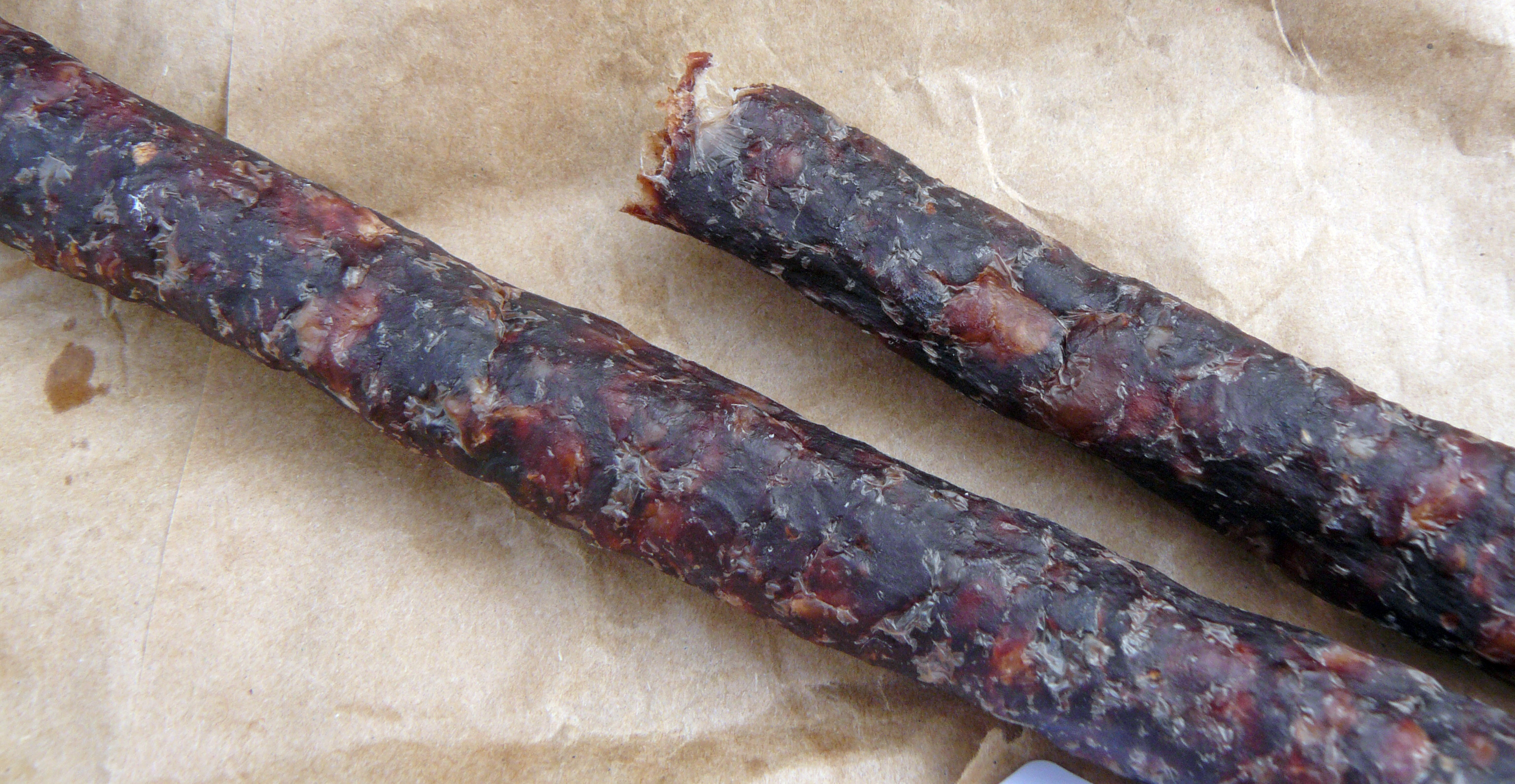
Pedaços de Droëwors.

- Pedaços de Droëwors.Droëwors - um petisco do sul da África, baseado na tradicional salsicha boerewors temperada com sementes de coentro.[104]
- Droge worst, petisco holandês.[105]

#### E
- Elenski but - um presunto curado a seco da cidade de Elena, no norte da Bulgária, e uma iguaria popular em todo o país. A carne tem um sabor específico e pode ser preservada por vários anos, em grande parte devido ao processo especial de fabricação e às condições climáticas da parte de Stara Planina onde Elena está localizada.[106]
- Extrato de carne - caldo de carne altamente concentrado, geralmente feito de carne bovina. É usado para dar sabor à carne no cozimento e para fazer caldo para beber. Os extratos de carne foram amplamente substituídos por cubos de caldo de carne e extrato de levedura.[107]

#### F
- Fenalår - na Noruega, perna de cordeiro salgada, seca e curada. O tempo de cura normalmente é de cerca de três meses, mas o fenalår pode ser maturado por um ano ou mais. A carne é vermelho-escura a marrom, com sabor acentuado de carne de carneiro. O fenalår é um prato muito popular na Noruega e geralmente é servido com outros alimentos em conserva no Natal ou no Dia da Constituição Norueguesa. Normalmente, a carne é servida em fatias finas, mas também é comum - em reuniões informais - passar a perna ao redor da mesa com uma faca afiada e grossa. Os convidados então cortam a perna eles mesmos. No oeste da Noruega, o fenalår é chamado de "spikkekjøtt", literalmente "carne cortada", mas esse nome também pode ter origem na palavra "speke", "curar".[108]

#### J

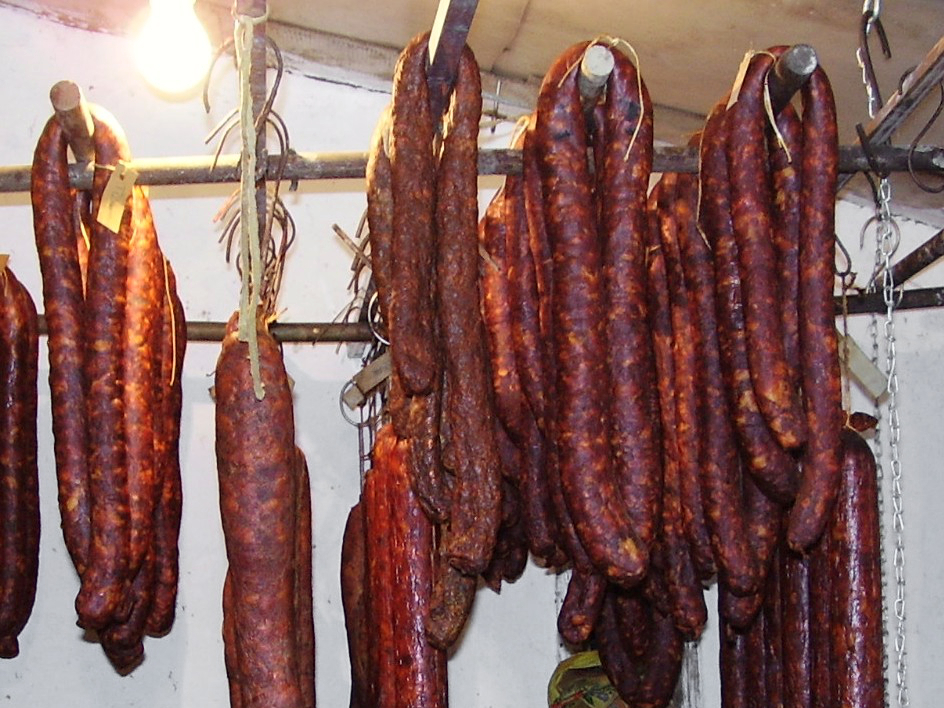
Csabai kolbász, um tipo de salsicha húngara

- Jamón ibérico - "presunto ibérico" (também chamado de pata negra e carna negra; "casco preto") é uma variedade cara de jamón feita de porcos pretos ibéricos, produzida principalmente na Espanha, mas também em algumas regiões de Portugal, onde é chamada de presunto ibérico.[109]
- Jamón serrano ou simplesmente jamón - um tipo de presunto curado a seco da Espanha, que geralmente é servido em fatias finas ou, ocasionalmente, em cubos. Um dos alimentos mais famosos da culinária espanhola. Quando produzido com carne de porco ibérica, é rotulado comercialmente como jamón ibérico.[110]
- Jerky - carne magra sem gordura, cortada em tiras e depois seca para evitar a deterioração. Normalmente, essa secagem inclui a adição de sal, para evitar que as bactérias se desenvolvam na carne antes que a umidade suficiente tenha sido removida. O jerky industrializado moderno é normalmente marinado em um tempero ou líquido temperado e seco, desidratado ou defumado em fogo baixo (geralmente abaixo de 70 °C).[111]

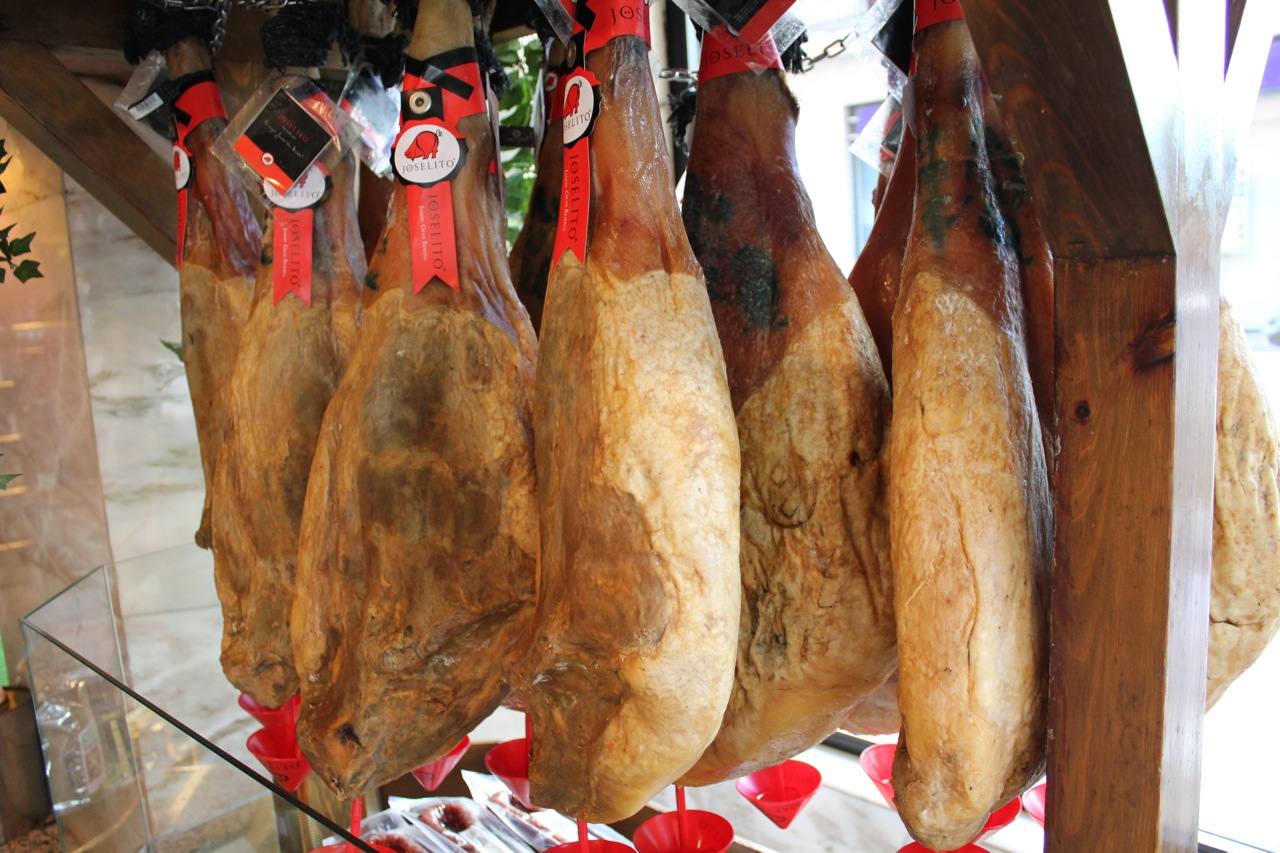
Jamón serrano
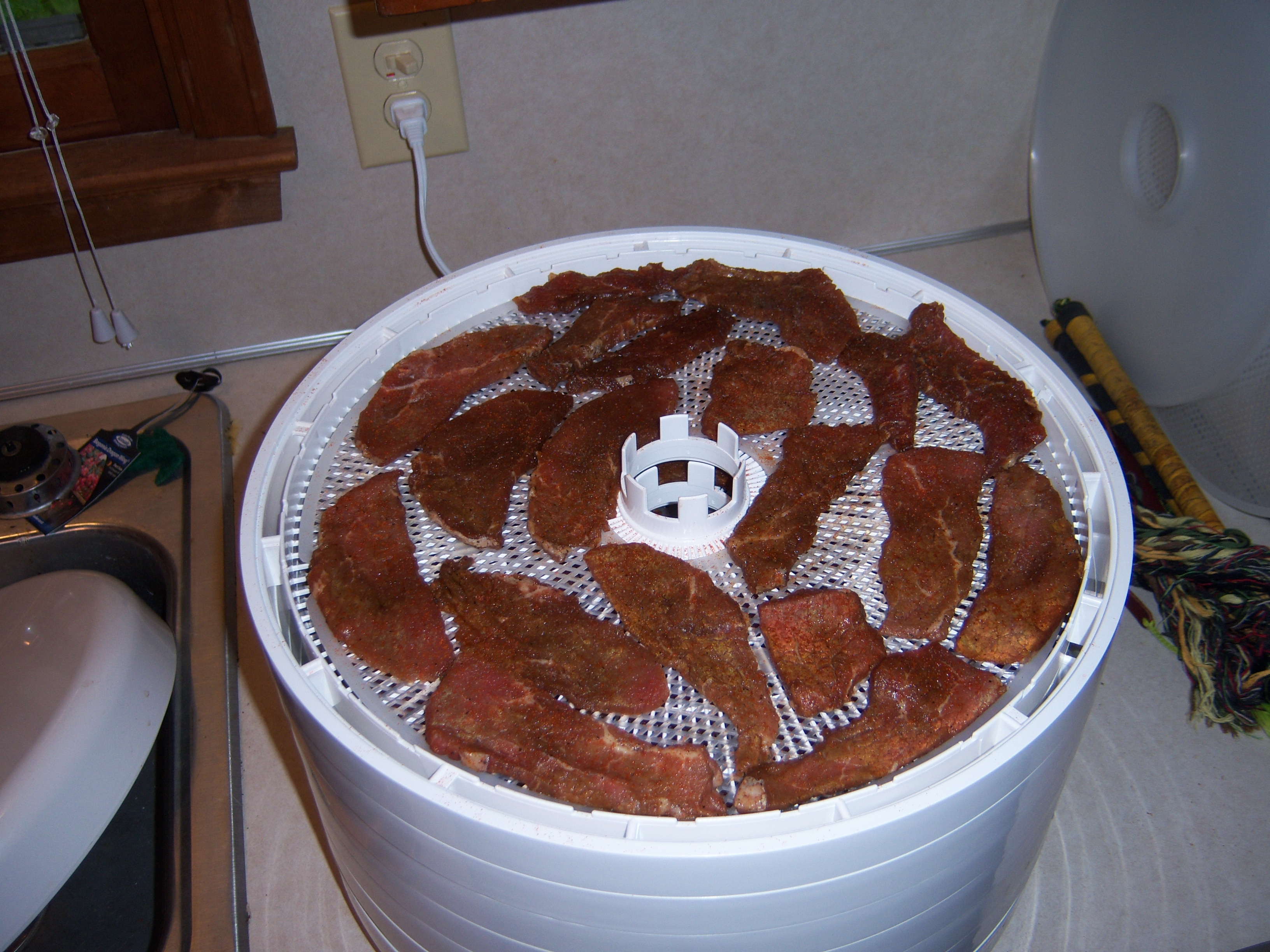
Carne crua antes da desidratação para virar jerky
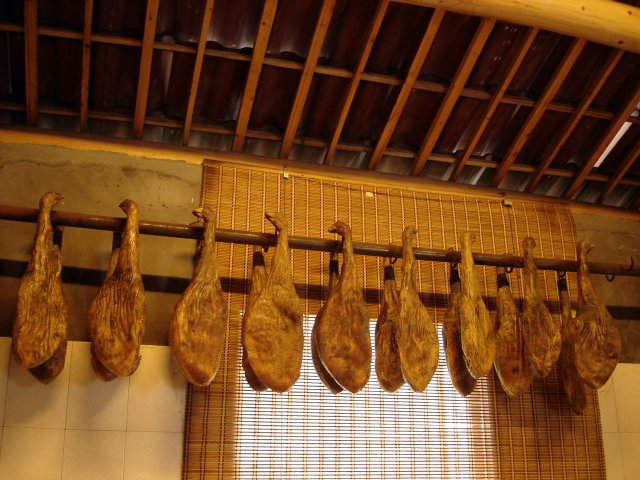
Presunto de Jinhua

#### K

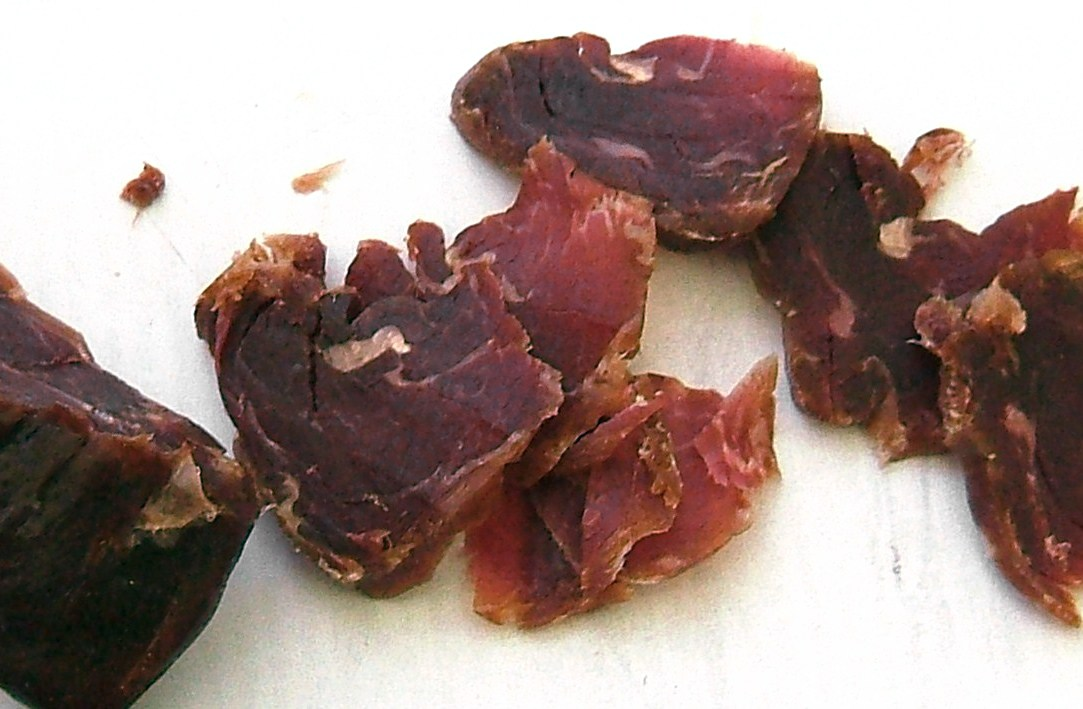
Kuivaliha, na forma de carne de rena seca

- Kabanos- um tipo de linguiça seca, semelhante a um salame suave. É feita de carne de porco e de boi, levemente temperada e depois defumada.[112][113]
- Kilishi - uma versão de biltong ou jerky originária dos reinos hauçás, é uma iguaria feita de carne de vaca, ovelha ou cabra após a remoção do osso.[114]
- Kuivaliha - carne salgada e seca, geralmente carne de rena, é um alimento tradicional e uma iguaria do norte da Finlândia, preparada na primavera.
- Kulen - um tipo de salsicha curada, semi-seca, defumada e altamente condimentada da Croácia (Eslavônia) e da Sérvia (Voivodina). A carne é submetida à cura por fermentação e também à secagem ao ar.[115]

#### L
- Lacón Gallego - um produto de presunto seco da Galícia, Espanha, com status de DOP de acordo com a legislação europeia.[116] Historicamente, o Lacón tem sido mencionado em textos desde pelo menos o século XVII. Apenas raças específicas de porcos são usadas para produzir o alimento, e o produto real é feito apenas com o ombro de porco.
- Lahndi - alimento de inverno popular no norte do Afeganistão, geralmente preparado com cordeiro e ovelha, embora também possa ser feito com carne bovina.[117]
- Lomo embuchado - carne curada a seco feita de filé mignon de porco. É semelhante à cecina, mas com carne de porco em vez de carne bovina.
- Lountza - uma iguaria de carne de Chipre feita de filé mignon de porco seco e defumado.[118]

#### M

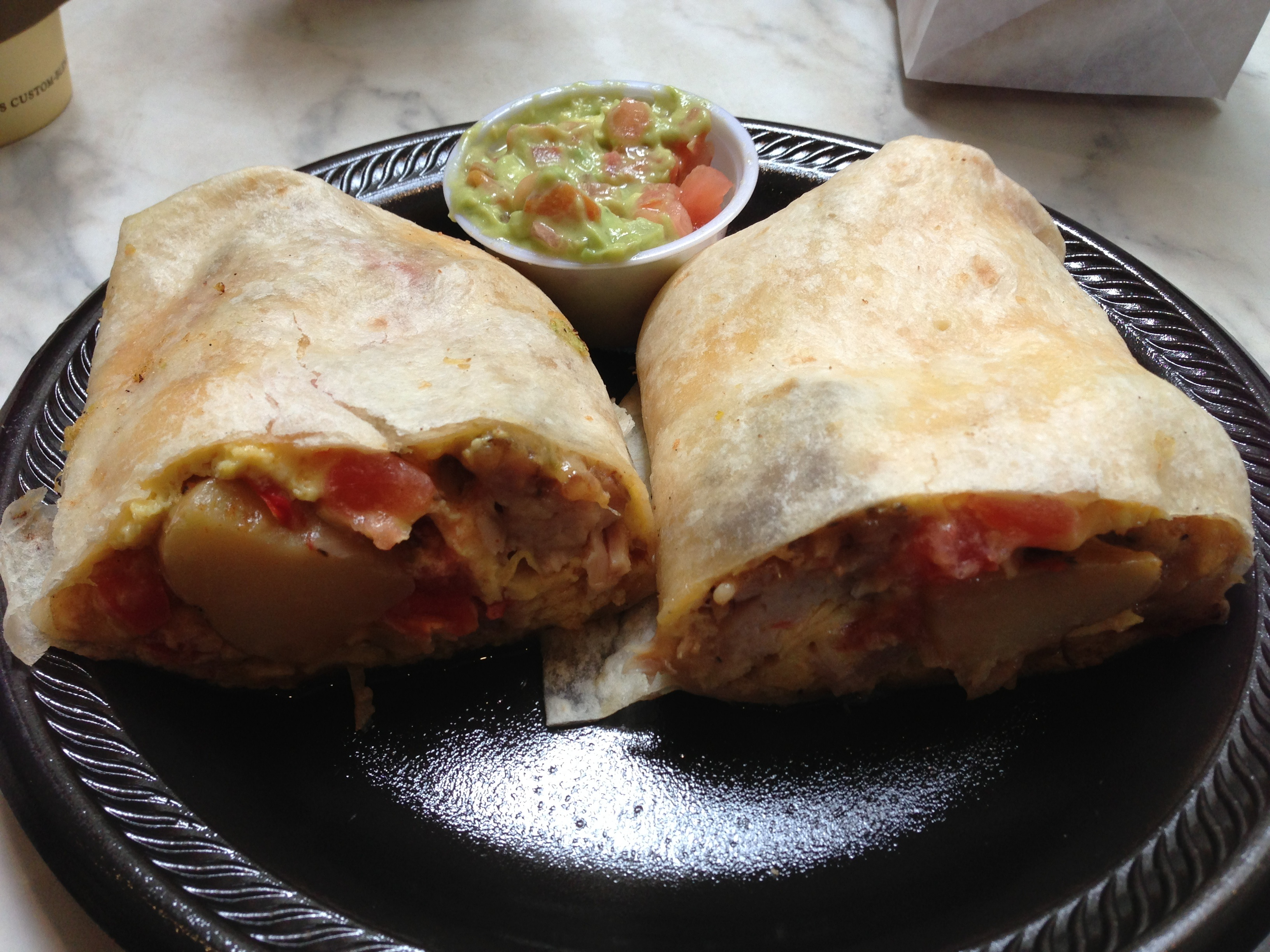
Machaca de porco; ovos e batatas embrulhados em uma tortilla, servidos com salsa

- Machaca de porco; ovos e batatas embrulhados em uma tortilla, servidos com salsaMachaca - um prato preparado mais comumente com carne bovina ou suína seca e temperada, reidratada e batida para ficar macia. A carne reconstituída é então usada para preparar vários pratos.[119]

#### N
- Njeguška pršuta - uma especialidade de Njeguši, um vilarejo em Montenegro, o Njeguška pršuta é um presunto curado a seco, servido cru, semelhante ao prosciutto italiano. Ele tem um sabor único que é atribuído ao resultado da mistura do ar do mar e da montanha e da madeira queimada durante o processo de secagem.[120]

#### P

Pastırma sendo lascado, em Kastamonu, Turquia.

- Pastırma sendo lascado, em Kastamonu, Turquia.Pancetta - Esse bacon italiano é uma carne de barriga de porco curada com sal e com grãos de pimenta. Associada à Itália, a pancetta varia de acordo com a região. Geralmente é cortada em cubos, como o lardon. Também é produzida na Espanha.[121]
- Pastirma - carne bovina curada altamente temperada e seca ao ar, de origem anatoliana,[122] que agora faz parte da culinária dos antigos países otomanos.[123][124]
- Pastrami - uma carne popular de delicatessen, geralmente feita de carne bovina na Romênia, e também de porco e carneiro. Assim como o corned beef, o pastrami foi originalmente criado como uma forma de preservar a carne antes da refrigeração moderna.[125]
- Pemmican - um alimento histórico, o pemmican é uma mistura concentrada de gordura e proteína usada como alimento nutritivo.[126]
- Pepperoni - uma variedade americana de salame, geralmente feita de carne de porco e bovina curada.[127][128] O pepperoni é caracteristicamente macio, levemente defumado e de cor vermelha brilhante.[129]
- Pinnekjøtt - na Noruega, um prato principal de cordeiro ou carneiro,[130] cuja preparação usa um método tradicional de preservação de alimentos que utiliza cura, secagem e, em algumas regiões, também defumação.[131]
- Pitina - corte frio italiano originário dos vales montanhosos de Tramonti di Sopra e do rio Cellina, na província de Pordenone, no nordeste da Itália.[132]
- Presunto - nome dado ao presunto curado a seco de Portugal. Existem muitas variedades.
- Presunto de Bayonne - um presunto salgado seco ao ar que leva o nome da antiga cidade portuária de Bayonne, no extremo sudoeste da França, uma cidade localizada nas regiões culturais do País Basco e da Gasconha.[133] O Jambon de Bayonne tem status de denominação de origem protegida. É uma carne levemente adocicada.[134]
- Presunto de Jinhua - um tipo de presunto curado a seco que leva o nome da cidade de Jinhua, onde é produzido, na província de Zhejiang, no leste da China. O presunto é usado na culinária chinesa para dar sabor a alimentos cozidos e refogados, bem como para fazer os caldos de muitas sopas chinesas.[135]
- Presunto Smithfield - uma forma específica de presunto dos Estados Unidos, Um Estatuto da Virgínia de 1926 (aprovado pela Assembleia Geral da Virgínia) regulamentou pela primeira vez o uso do termo "Presunto Smithfield". Os presuntos Smithfield são um tipo de presunto caipira curado pelo método de cura longa com sal seco e envelhecido por um período mínimo de seis meses dentro dos limites da cidade de Smithfield, Virgínia.[136]
- Prosciutto - presunto curado a seco que geralmente é cortado em fatias finas e servido cru; esse estilo é chamado de prosciutto crudo em italiano e se distingue do presunto cozido, prosciutto cotto.

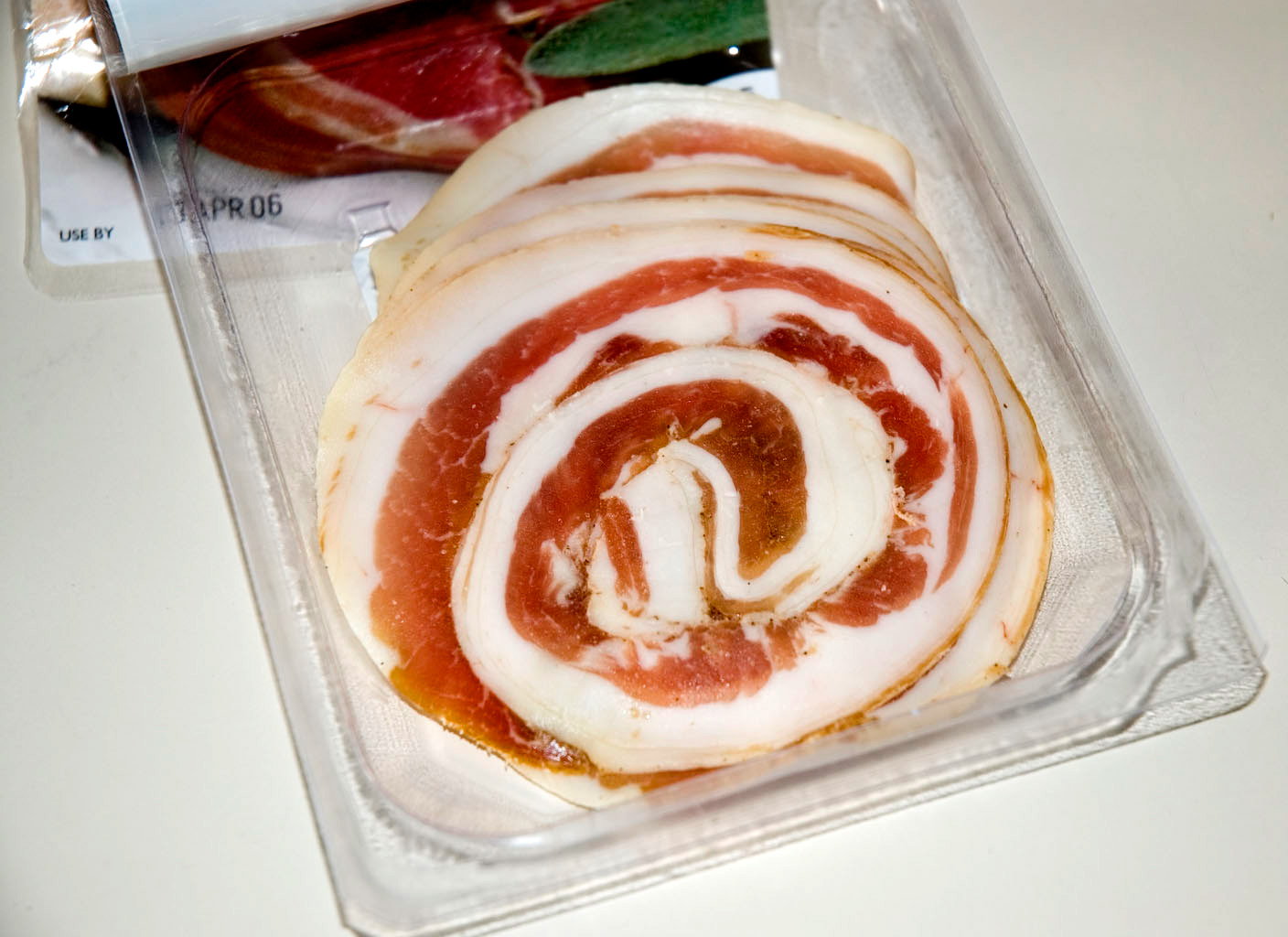
Pancetta embalada
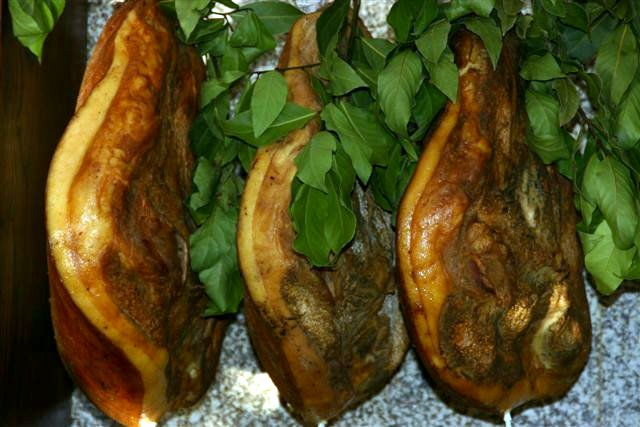
Presunto de Chaves
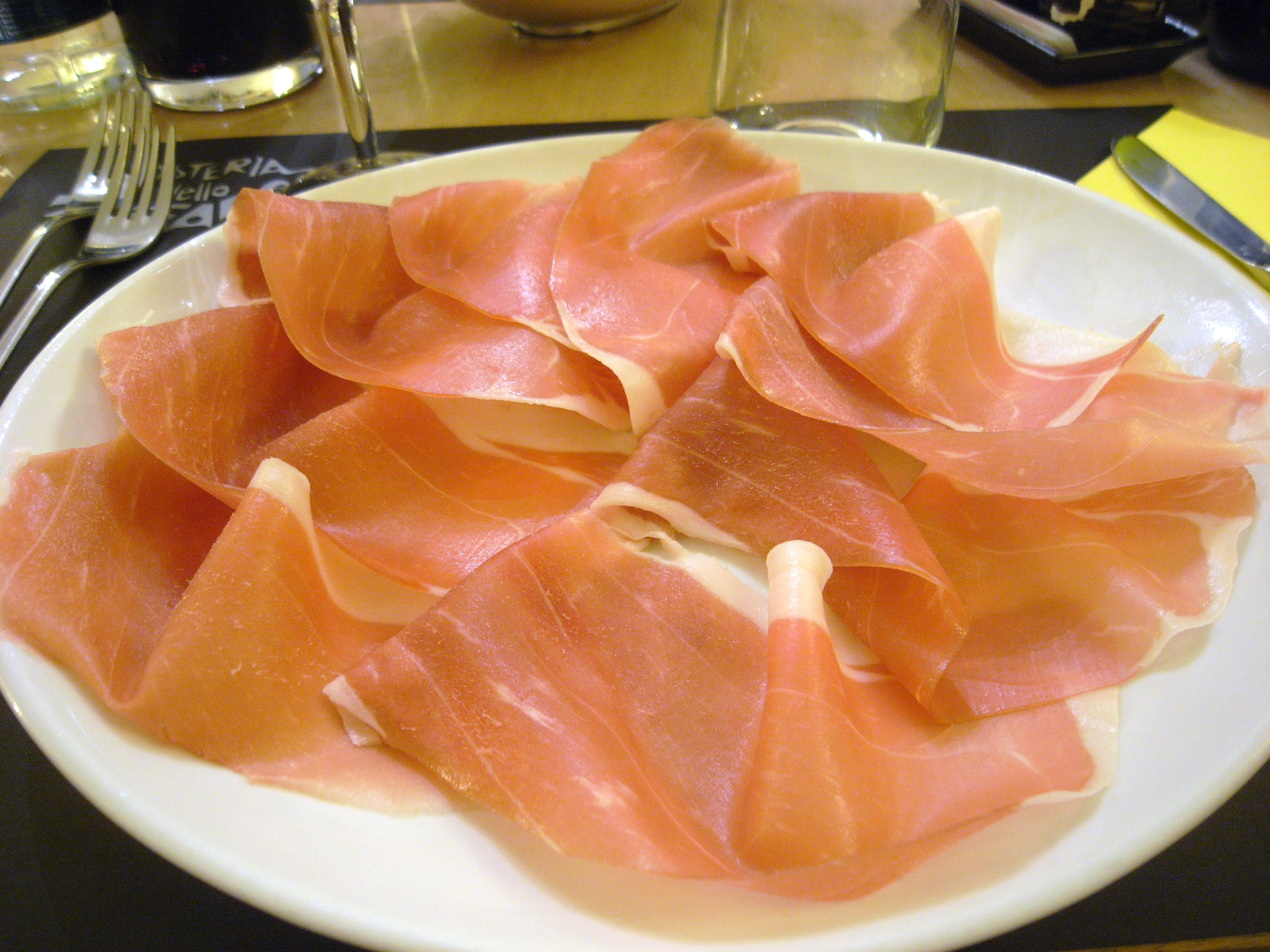
Prosciutto di Parma (Presunto de Parma)

#### R

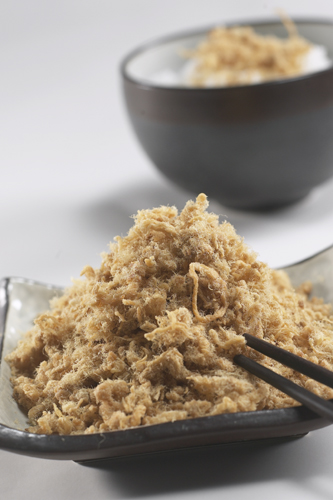
Rousong.

- Rousong.Rousong - um produto de carne seca com textura leve e fofa semelhante ao algodão grosso, originário de Fujian, China. Também se espalhou para Taiwan.[137] O rousong é usado como cobertura para muitos alimentos, como congee, tofu e leite de soja salgado.

#### S
- Salame - salsicha curada, carne fermentada e seca ao ar, proveniente de um ou vários animais. Historicamente, o salame era popular entre os camponeses do sul da Europa, porque pode ser armazenado em temperatura ambiente por períodos de até 30 a 40 dias depois de cortado, complementando um suprimento possivelmente escasso ou inconsistente de carne fresca. Variedades de salame são tradicionalmente produzidas em toda a Europa.[138]
- Salame de Gênova - uma variedade americana de salame que se acredita ter se originado na região de Gênova. Normalmente é feito de carne de porco, mas também pode conter carne bovina ou ser totalmente de carne bovina. É temperado com alho, sal, pimenta-do-reino preta e branca, sementes de erva-doce e vinho tinto ou branco.[139]
- Salame de inverno - um tipo de salame húngaro baseado em uma tradição secular de produção. Feito com carne de porco mangalitsa e especiarias: pimenta branca, pimenta da Jamaica e outras. O salame de inverno é curado em ar frio e defumado lentamente.[140]
- Salsicha chinesa - termo genérico que se refere aos diversos tipos de salsichas originárias da China.
- Salsichas húngaras - a culinária da Hungria produz um grande número de tipos de salsichas. Diferentes regiões da Hungria podem ter suas próprias receitas e sabores de linguiça. As linguiças húngaras podem ser cozidas, frescas ou secas e defumadas, com diferentes temperos e sabores, "quentes" ou "suaves".
- Salumi - produtos italianos de carne curados feitos predominantemente de carne de porco. O termo vem da palavra italiana salume, pl. salumi "carne salgada", derivada do latim sal.[141] O termo salumi também engloba bresaola, que é feita de carne bovina, e também produtos cozidos, como mortadela e prosciutto cotto.

- Secca de bœuf - um tipo de carne bovina salgada seca produzida em Entrevaux. Semelhante ao Bindenfleisch suíço, é normalmente consumido como entrada.
- Skerpikjøt - um tipo de carne de carneiro seca ao vento, é uma iguaria das Ilhas Faroe que é tradicionalmente consumida no Natal, mas também em outras épocas do ano.[142]
- Slinzega - um tipo de carne seca ao ar produzido em Valtellina, nos Alpes italianos. É feita de maneira semelhante à Bresaola, com pedaços menores de carne, que, portanto, têm um sabor mais forte.[143]
- Soppressata - um salame seco italiano. São produzidos dois tipos principais: uma linguiça seca curada típica de Basilicata, Apúlia[144] e Calábria,[145] e um salame não curado muito diferente, nativo da Toscana e da Ligúria.[146]
- Speck - abrange uma variedade de presuntos provenientes da Europa.[147][148] Em algumas partes do mundo culinário de língua inglesa, o termo "Speck" se refere ao Speck italiano, um tipo de prosciutto. Speck também é uma palavra inglesa que significa  "gordura", atestada desde o início do século XVII.
- Speck do Tirol - presunto com sabor característico de zimbro, originário do Tirol, uma região histórica que, desde 1918, fica parcialmente na Itália. O speck tirolês é feito da perna traseira do porco e é desossado antes de ser curado com sal e uma das várias combinações de especiarias, que podem incluir alho, folhas de louro, bagas de zimbro, noz-moscada e outras especiarias. Em seguida, descansa por um período de várias semanas e, depois disso, começa o processo de defumação. É defumado a frio lenta e intermitentemente por duas ou três horas por dia, por um período de aproximadamente uma semana, usando madeiras como a faia, a temperaturas que nunca excedem 20 °C. Em seguida, é maturado por cinco meses.[149]
- Suho meso - preparação de carne bovina defumada consumida na culinária da Bósnia e na culinária sérvia.
- Sukuti - palavra nepalesa para carne seca. O sukuti é consumido diretamente ou grelhado e temperado como aperitivo ou lanche, ou misturado com outros ingredientes e servido como acompanhamento.[150]

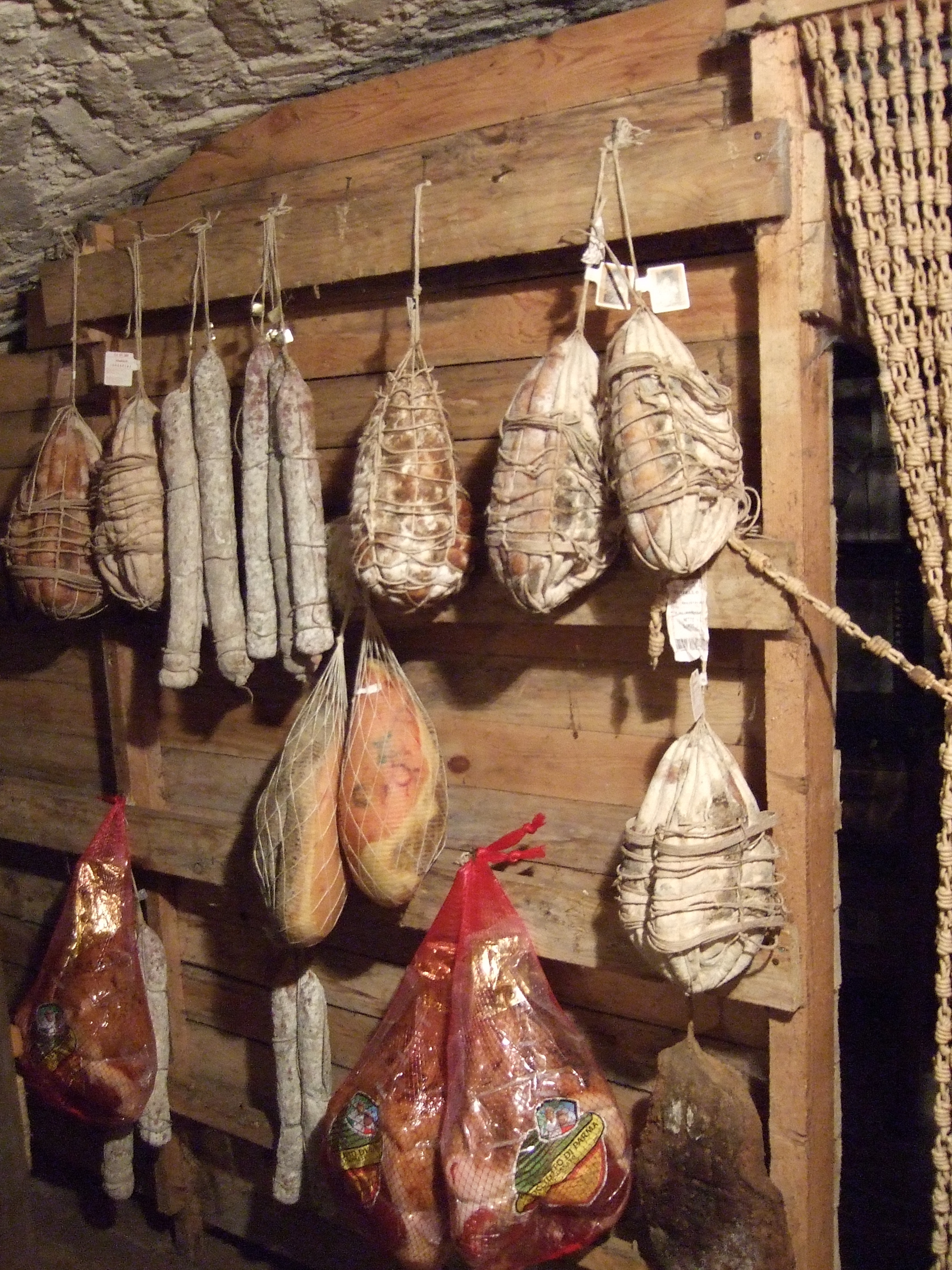
Salumi em envelhecimento
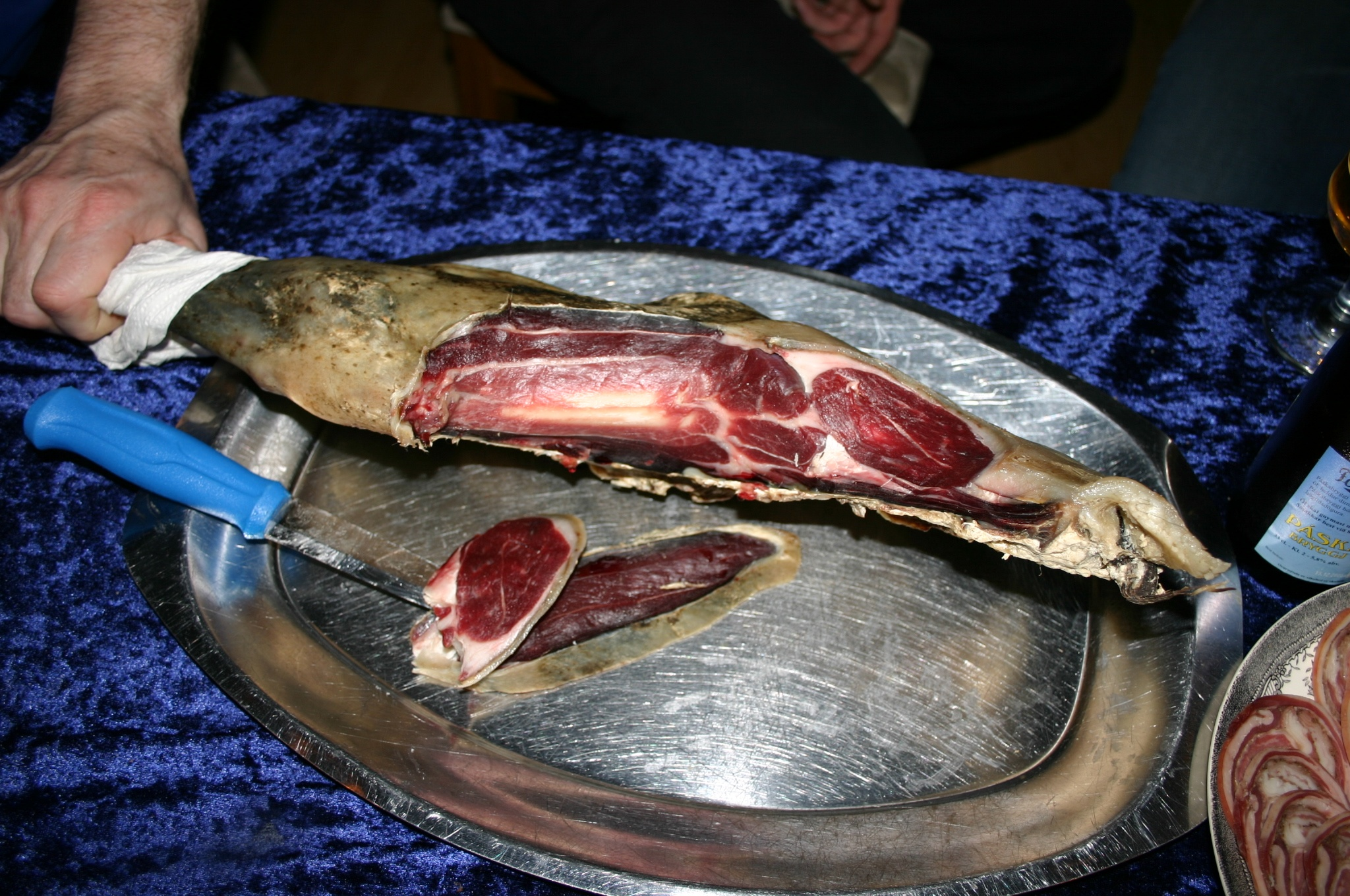
Skerpikjøt é carne de carneiro seca e é um alimento típico das Ilhas Faroe
Presunto Smithfield
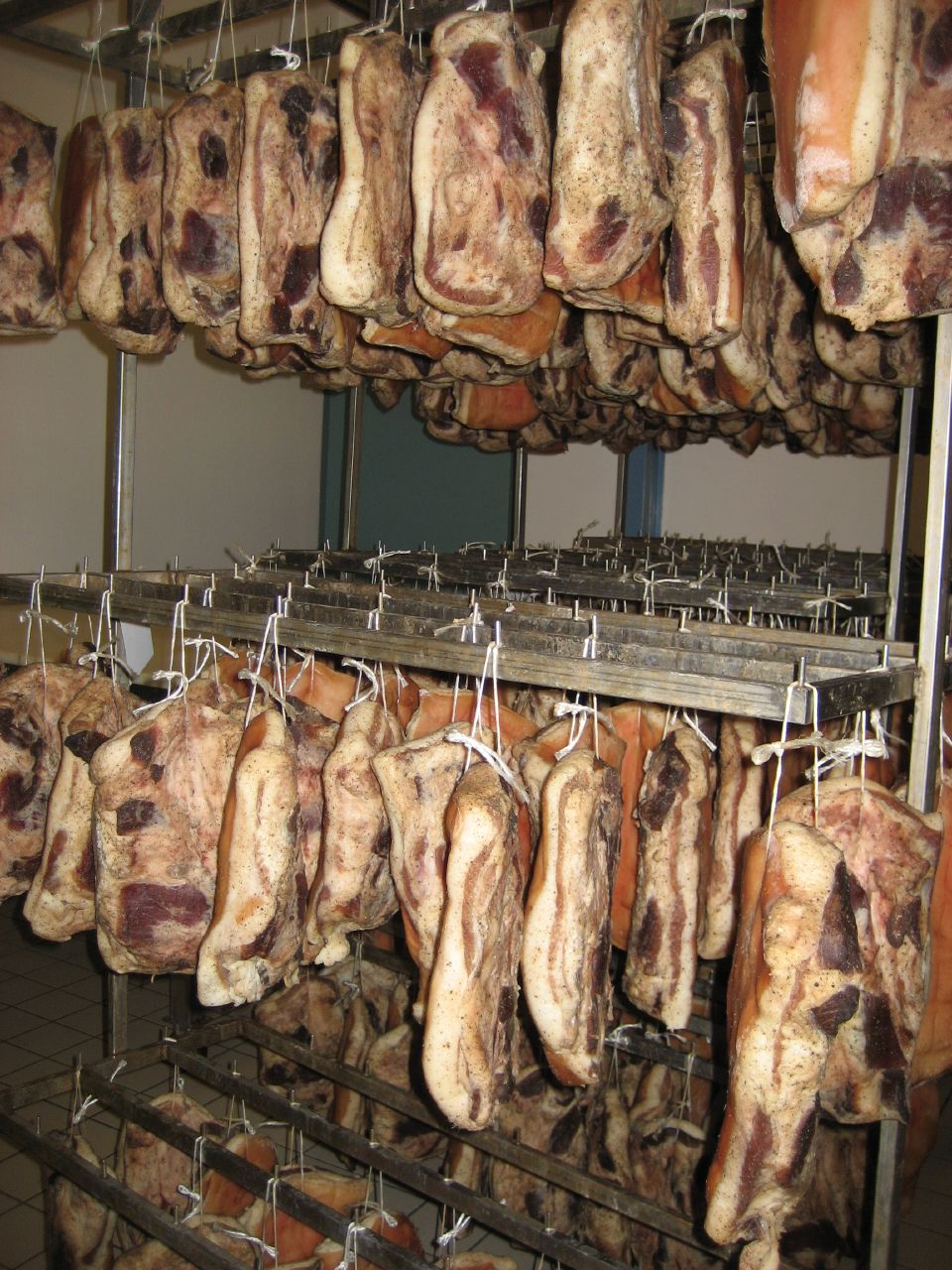
Speck defumado

#### T
- Tapa - um alimento filipino feito de carne bovina, carneiro ou veado seca ou curada, embora outras carnes ou até mesmo peixes possam ser usados. É preparado com fatias finas de carne que são curadas com sal e temperos como método de preservação.[151]
- Tolkusha - alimento tradicional dos povos Chukotko-Kamchatkan no Extremo Oriente russo, especialmente em Kamchatka. É feito de carne de peixe seca ou ovas de peixe misturadas com gordura (de foca ou rena) e bagas (mirtilo ou crowberry) estendidas com bulbos ou caules de plantas comestíveis, moídas e amassadas por um longo tempo para produzir uma pasta branca.[152]
- Tsamarella - um alimento tradicional cipriota. Consiste em carne, geralmente de cabra, que é salgada e curada para preservação. O processo de preparação tradicionalmente envolve a secagem ao sol.[153][154]

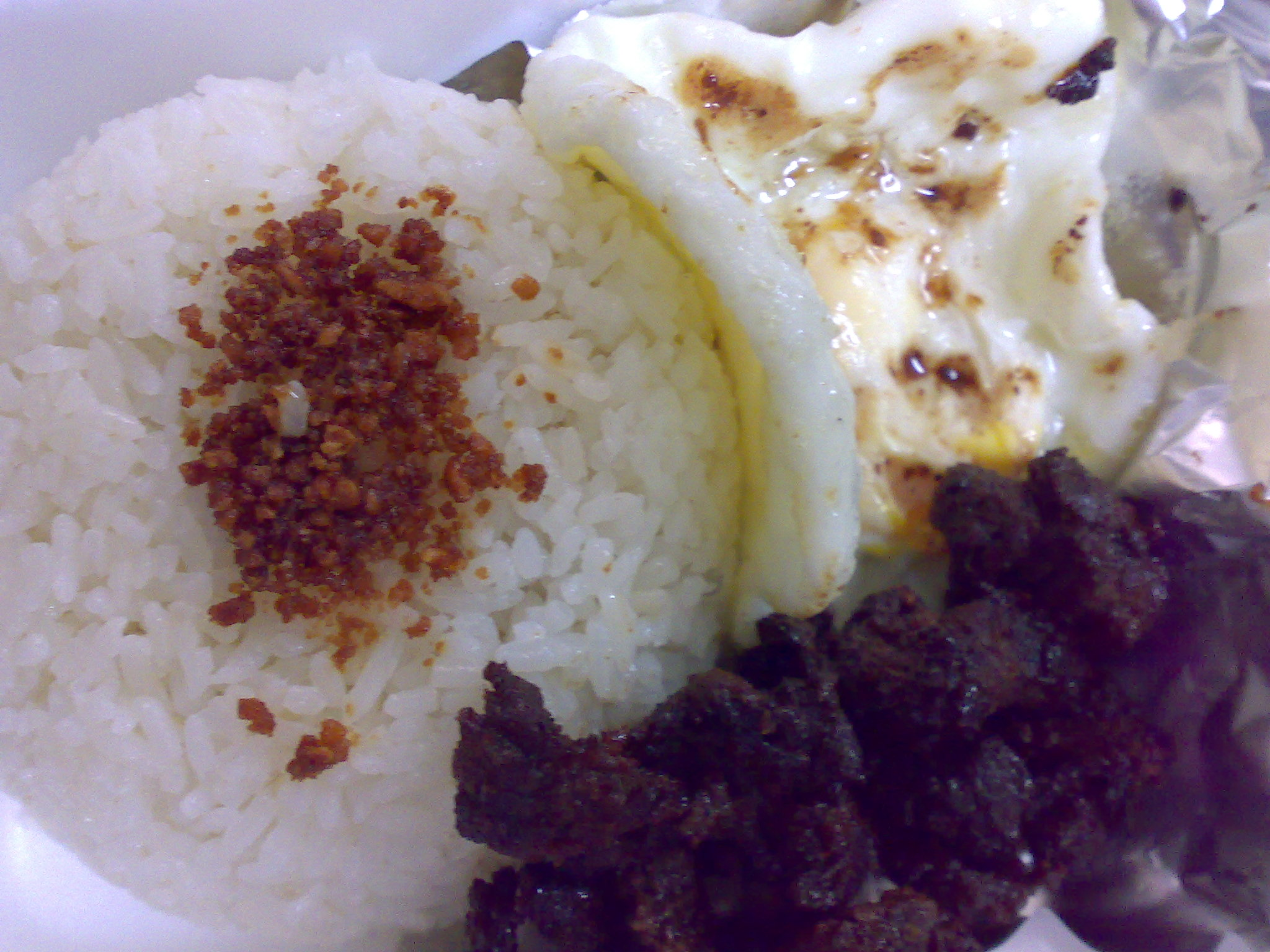
Tapa (na parte de baixo)
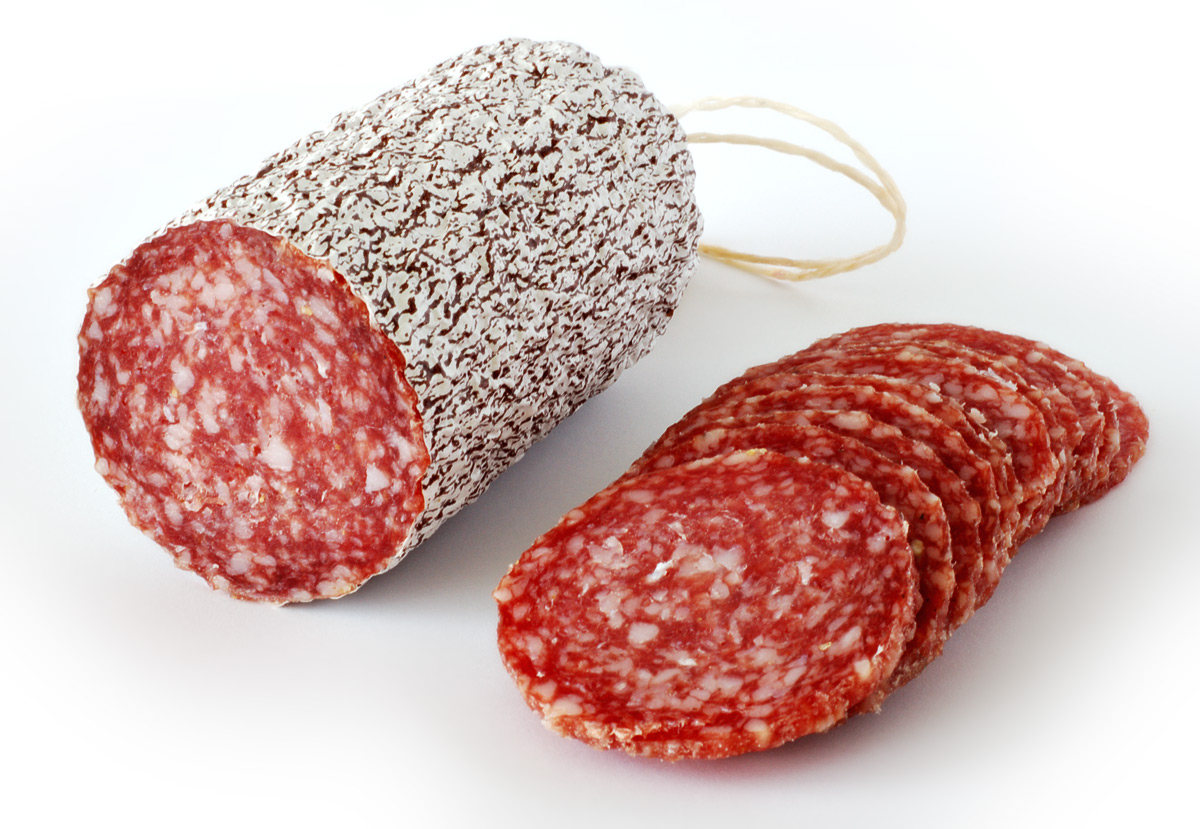
Téliszalámi (Salame de inverno)